# Église Sainte-Madeleine de Trie-Château
Pour les articles homonymes, voir Église Sainte-Madeleine.
L'église Sainte-Madeleine est une église catholique paroissiale située à Trie-Château, commune du Vexin français, dans le département français de l'Oise et la région Hauts-de-France.
Organisée tout en longueur, elle se compose d'un narthex roman tardif des années 1160, d'une nef unique romane des alentours de 1100 et d'un chœur gothique de deux travées d'une centaine d'années plus récent. Le narthex, avec sa façade à la décoration exubérante, et son ancien portail latéral nord également richement décoré, constitue l'une des œuvres romanes les plus extravagantes dans le Vexin. Il est souvent comparé au croisillon nord de l'église Saint-Étienne de Beauvais. Or, seul le rez-de-chaussée est authentique, excepté certains éléments abîmés refaits pratiquement à l'identique au cours de la restauration des années 1860/67. Les parties hautes sont une création néo-romane imaginée par l'architecte Aymar Verdier.
À l'intérieur, le narthex a été remanié, ou bien n'a jamais été achevé, car il n'est pas voûté, et des doutes sont permis que cela ait jamais été le cas. Il se trouve ainsi intégré dans la nef, mais séduit néanmoins par la décoration intérieure des fenêtres qui est presque analogue aux élévations extérieures. La nef proprement dite est de faible intérêt, mais elle partage avec le narthex une charpente gothique flamboyante munie d'une sablière sculptée et d'engoulants sous la forme de têtes d'homme grotesques, de facture rustique et d'un style naïf. Un arc triomphal fruste de dimensions restreintes ouvre sur le chœur gothique bâti vers 1200 à l'emplacement de l'ancien sanctuaire roman. Ce chœur constitue la seule partie de l'église qui soit voûtée d'ogives. 
Son architecture est de bon niveau, comme le souligne la décoration des fenêtres, mais fait aussi certains compromis imposés par les contraintes économiques, dont l'appareil en moellons et les colonnettes non monolithiques. Le chevet plat est éclairé par un triplet, qui rappelle qu'un triplet de trois baies romanes en provenance de Trie-Château est exposé au Victoria and Albert Museum. L'église est classée monument historique par liste de 1862. Elle est au centre de la paroisse Vexin-Nord jusqu'à la création d'une paroisse unique pour la partie du Vexin affiliée au diocèse de Beauvais, en 2015.

## Localisation

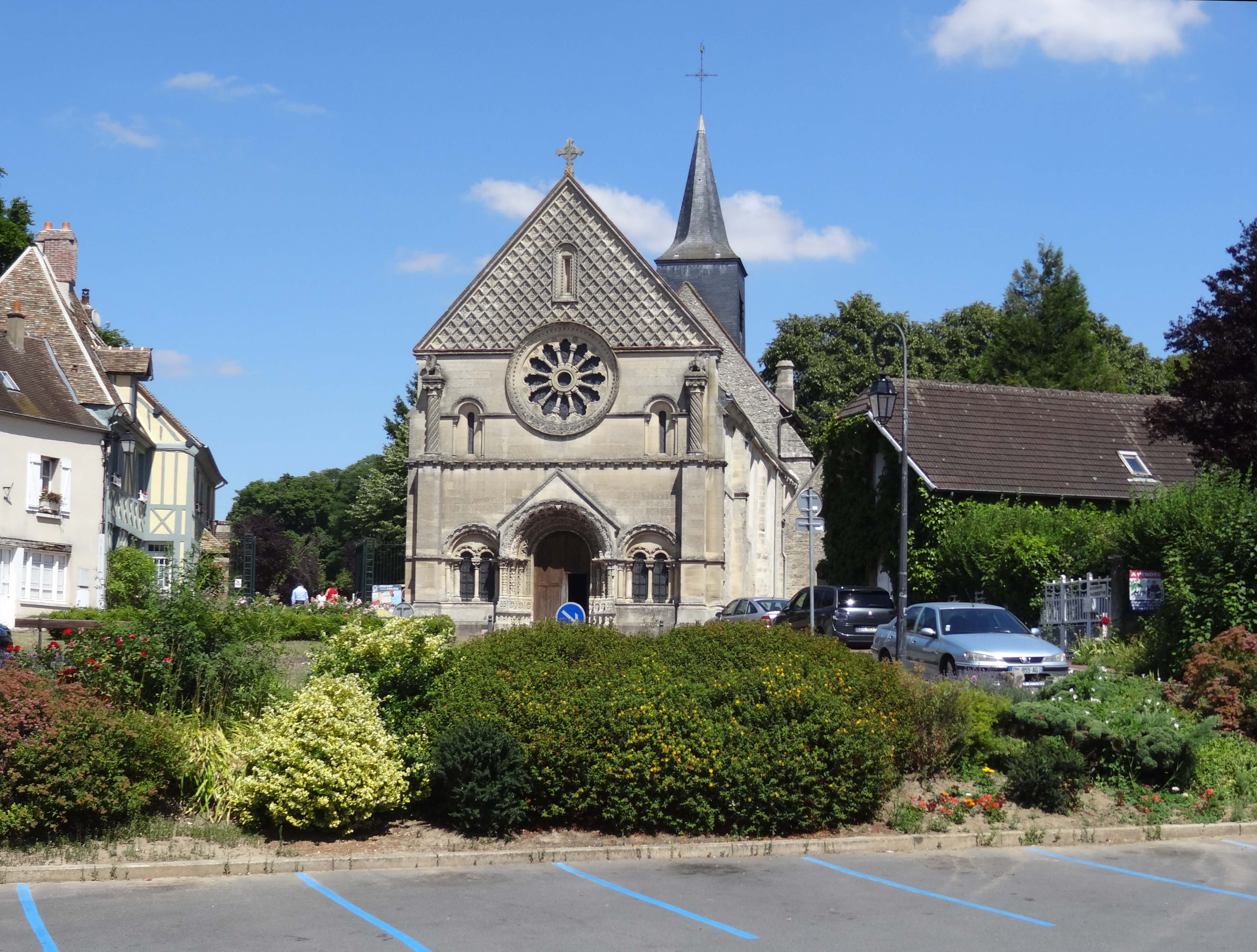
Approche par l'ouest.

L'église Sainte-Marie-Madeleine est située en France, dans la région Hauts-de-France, dans le Vexin français, à l'extrémité sud-ouest du département de l'Oise, proche de la limite avec les départements limitrophes de l'Eure (Normandie) et Val-d'Oise (Île-de-France), sur la commune de Trie-Château, place de l'Église. Cette place, de forme triangulaire, correspond au centre du village, et se situe à l'intersection de la rue Nationale (RD 981) avec plusieurs autres rues, dont notamment la rue de la Gare et la rue des Écoles, qui se débranche de la rue Nationale un peu plus au sud et aboutit au pied de la façade occidentale de l'église. C'est celle-ci qui regarde la place. Le presbytère se situe à proximité, pratiquement en retour d'équerre, rue des Écoles, et ferme la perspective de vue sur l'élévation méridionale de l'église. Seul un étroit passage demeure libre entre l'église et le jardin du presbytère. Il dessert la sacristie. L'élévation septentrionale donne en revanche sur la voie publique, en l'occurrence un cul-de-sac qui relie la place au parc municipal du château. Le chevet de l'église est visible depuis le parc. Deux autres monuments historiques de Trie-Château jouxtent la place de l'Église, à savoir le château de Trie qui abrite aujourd'hui la mairie, et l'ancien auditoire de justice, également ancienne mairie.

## Historique

### L'histoire de la paroisse

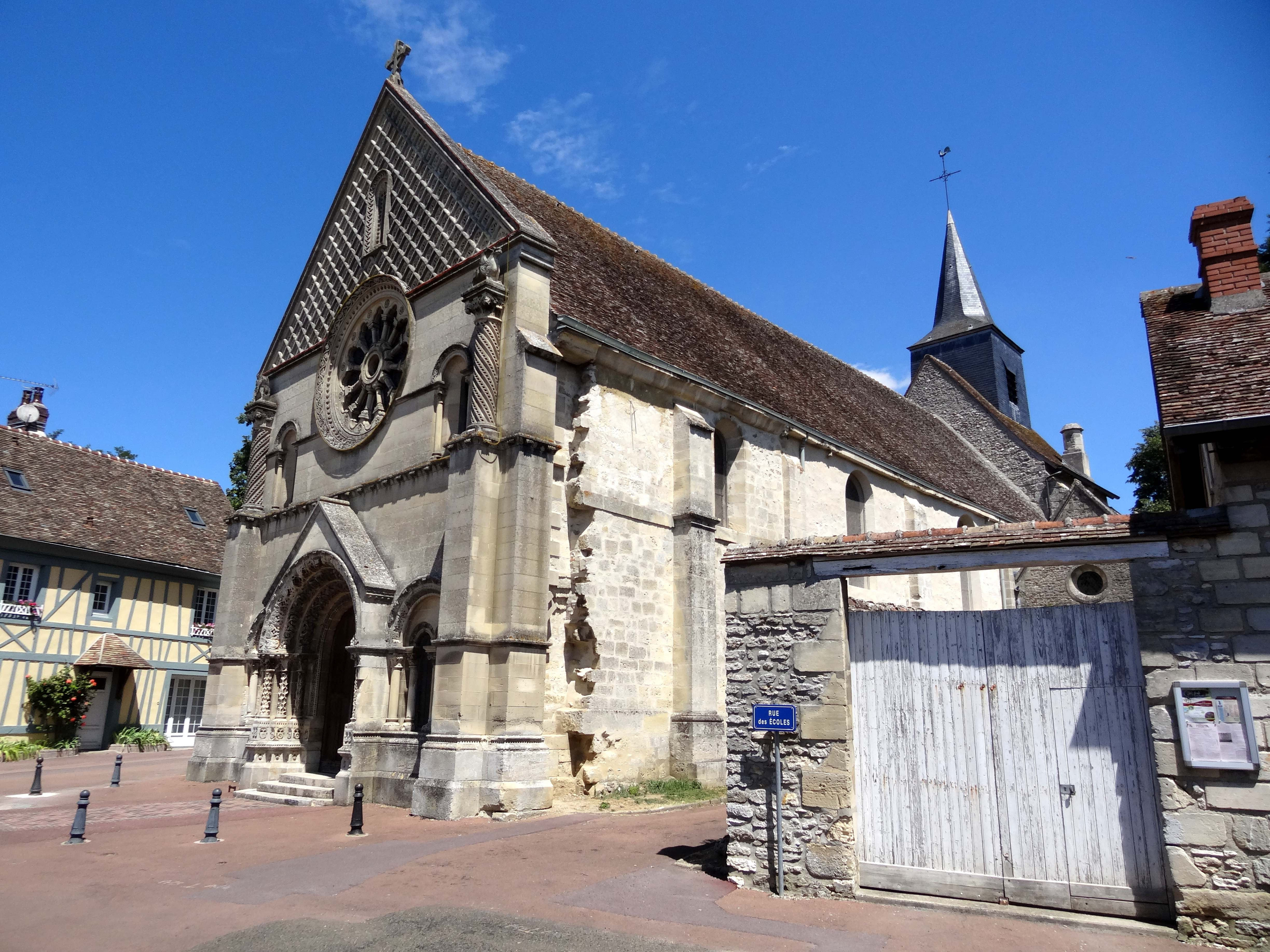
Vue depuis le sud-ouest.

Avec le partage du Vexin entre Guillaume le Conquérant, duc de Normandie et Philippe Ier en 1077, le Vexin français est rattaché à la couronne. Ce statu quo n'est pas accepté par Robert II de Normandie, entré en pouvoir en 1087, qui envahit le Vexin français avec ses troupes à plusieurs reprises (dès 1087, puis en 1094, et en 1097 / 1098). Le château de Trie-la-Ville n'est pas très favorablement situé pour assurer la défense des frontières du Vexin français. C'est dans ce contexte qu'intervient la fondation de Trie-Château en tant que place forte dépendant de Trie-la-Ville, vers l'an 1100. La nouvelle ville est d'emblée dotée d'une église, car sa nef est effectivement datable de l'époque en question. Sous tout l'Ancien Régime, la paroisse de Trie-Château relève de l'archidiocèse de Rouen, de l'archidiaconé du Vexin français avec siège à Pontoise, et du doyenné de Chaumont-en-Vexin. La cure est à la présentation du seigneur, de même qu'à Trie-la-Ville, Villers-sur-Trie, à la maladrerie Saint-Lazare, à la chapelle Sainte-Marguerite et à celle du château. La patronne de l'église est sainte Marie-Madeleine. Sous la Révolution française, les diocèses sont organisés par département, et la paroisse de Trie-Château est ainsi rattaché au diocèse de Beauvais avec l'ensemble du département de l'Oise, avant que le culte ne soit interdit sous la Terreur. Le concordat de 1801 apporte la suppression du diocèse de Beauvais à la faveur du diocèse d'Amiens, qui est annulée en 1822. Trie-Château demeure pendant les XIXe et XXe siècles une paroisse indépendante. Dans le cadre de la définition de quarante-cinq nouvelles paroisses à l'échelle du diocèse en 1996, motivée par le manque de prêtres, Trie-Château devient même le siège de la grande paroisse Vexin-Nord. Au début de l'année 2015, les trois paroisses de Vexin-Nord, Chaumont-en-Vexin et Vexin-Sud fusionnent à leur tour pour former la nouvelle paroisse Saint-François-d'Assise du Vexin, qui s'étend sur quarante-huit communes,. Le presbytère de Trie-Château est habité par le vicaire de la paroisse du Vexin jusqu'à la suppression du poste en 2018. Des messes dominicales anticipées sont toujours célébrées chaque samedi soir.

### Les campagnes de construction

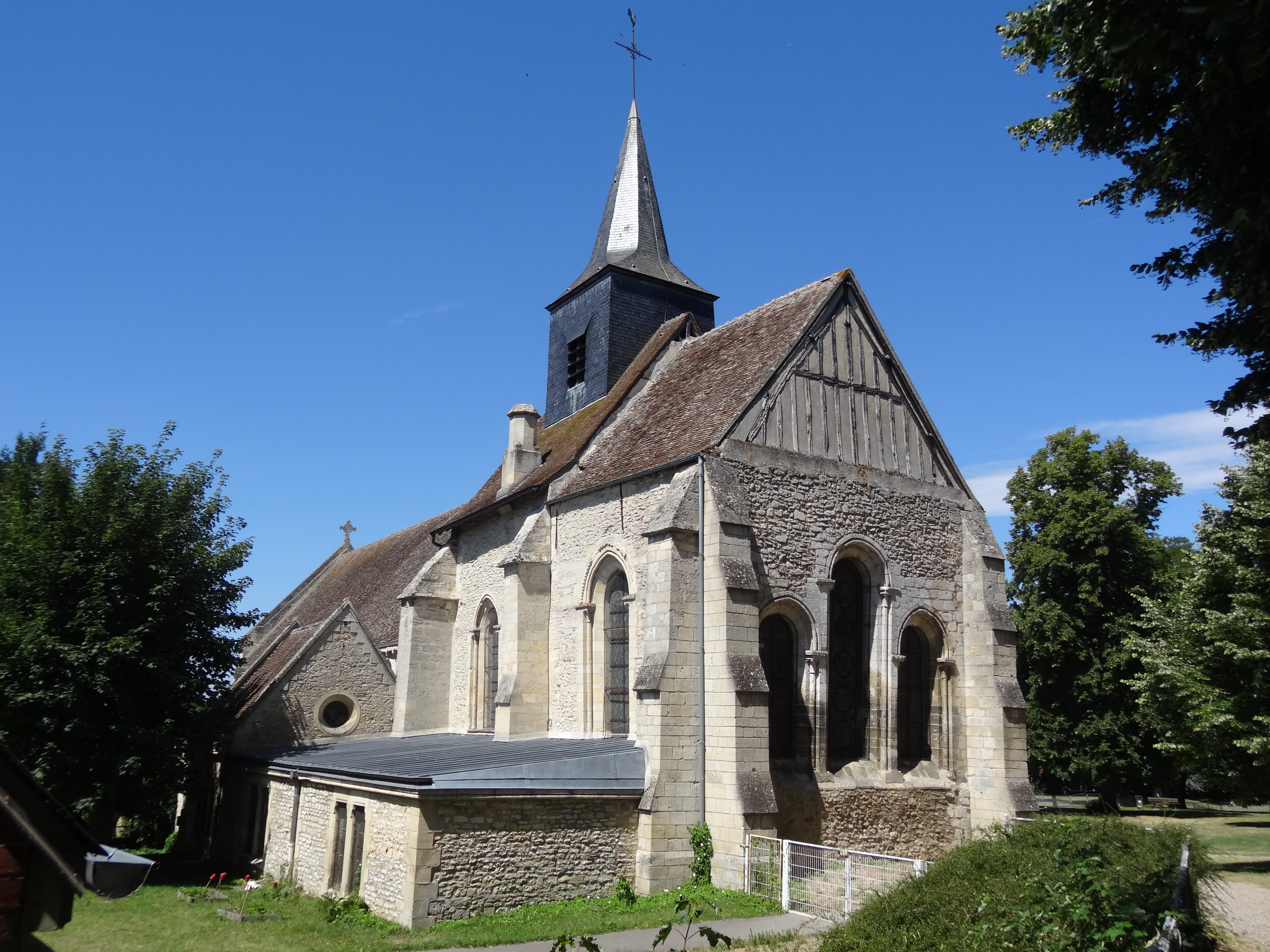
Vue depuis le sud-est.

L'église de Trie-Château a toujours été à vaisseau unique. Elle se compose au départ de la nef déjà signalée, qui commence à l'arrière de la façade actuelle, et d'un sanctuaire dont l'on ignore les caractéristiques. Au cours des années 1160, une certaine activité de construction est déployée à Trie-Château. Sur la grande route, l'on édifie l'auditoire de justice, et l'église est prolongée vers l'ouest par l'adjonction d'un narthex, probablement à usage du seigneur et de ses proches, comme le suggère Dominique Vermand. Cette fonction noble justifie la recherche architecturale et la richesse sculpturale extraordinaire dont la construction fait preuve. La dignité du seigneur en tant que collateur de la cure n'y est certainement pas non plus étrangère. L'église n'a jamais abrité un chapitre et n'a jamais été associée à un prieuré. Comme à Lavilletertre et Saint-Leu-d'Esserent, le narthex s'organise sur deux niveaux, avec un plafond intermédiaire. C'est vraisemblablement à la tribune qu'incombe la fonction de chapelle seigneuriale. Lieu de passage, le rez-de-chaussée assure plutôt les fonctions habituelles d'un porche (accueil des jeunes enfants non encore baptisés, des indigents, et des personnes excommuniées, catéchisme…). C'est l'hypothèse proposée par Philippe Bonnet-Laborderie et Jacques Thiébaut. L'hypothèse défendue par Pierre Héliot, que le rez-de-chaussée aurait servi d'enclos funéraire pour la famille seigneuriale, n'est pas partagée par les autres auteurs. Thiébaut est par ailleurs persuadé que les ouvertures du porche auraient initialement été ouvertes sur l'extérieur (donc pas de vitrages, ni de vantaux de porte). L'on suppose que tout l'intérieur a été remanié, car le narthex apparaît comme une partie de la nef, et il n'y a pas de voûtes, contrairement à Lavilletertre et Saint-Leu-d'Esserent. Cependant, il n'est pas assuré que le narthex ait jamais été achevé à l'intérieur, et la disposition des colonnettes n'est pas compatible avec un voûtement régulier (voir la description). Vers la fin du XIIe siècle ou au tout début du XIIIe siècle, le chœur primitif roman est remplacé par un nouveau chœur gothique de deux travées successives, terminé en chevet plat. L'église prend ainsi sa forme actuelle. L'on ne rapporte pas de remaniements au XVIe siècle contrairement à la plupart des églises du Vexin. Le petit clocher en charpente, assis sur la toiture du chœur, est toutefois postérieur à la période gothique. Le mur sud du narthex est quant à lui rebâti en 1720, et perd son caractère roman.

### La restauration de l'église

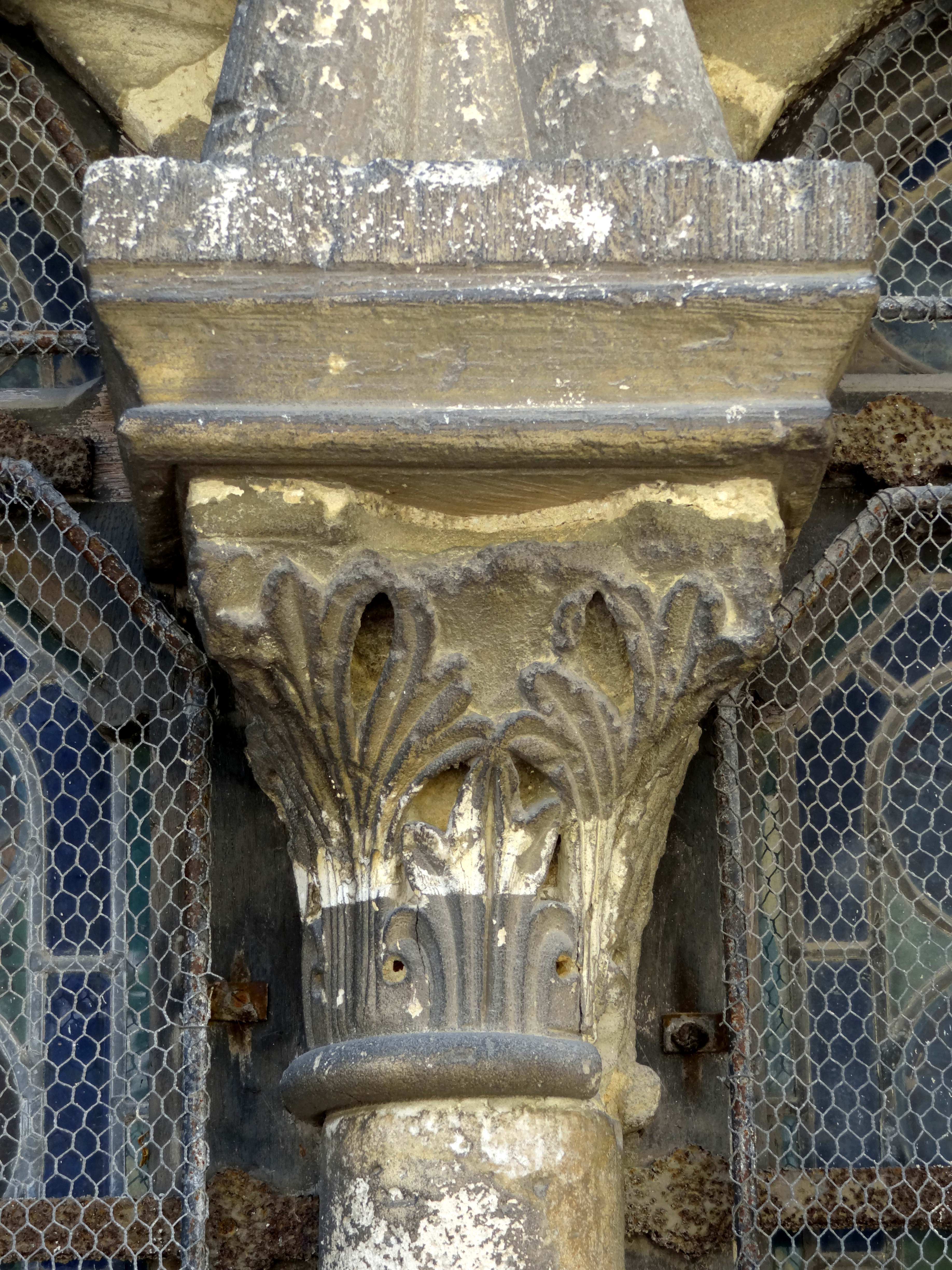
Narthex, élévation nord, fenêtre de droite, chapiteau médian : seule la partie inférieure de la corbeille du côté gauche a été refaite.

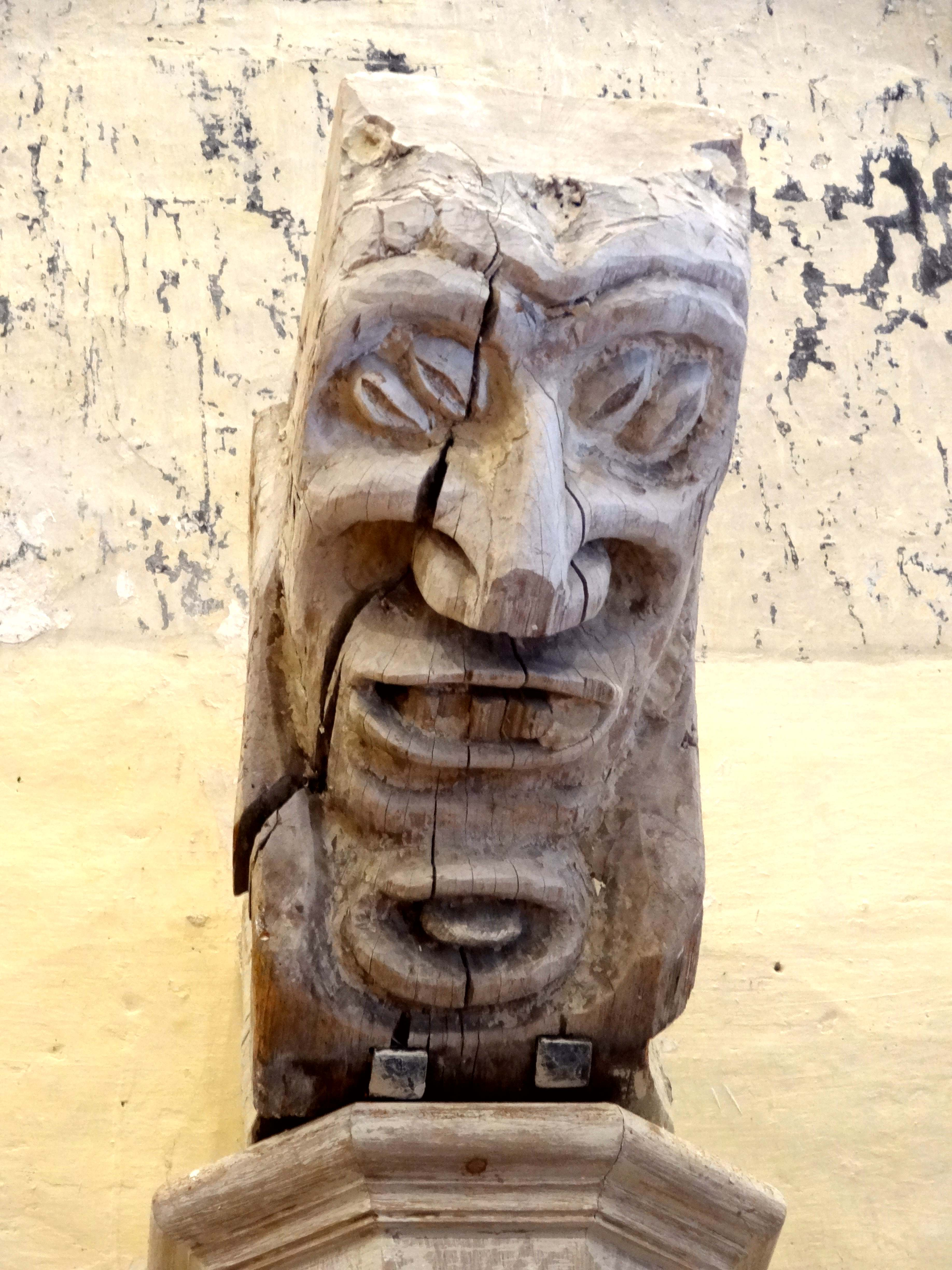
Engoulant de la charpente de la nef, déposé en 2011.

Dès 1827, Louis Graves note que l'église Sainte-Marie-Madeleine constitue un monument intéressant pour les amis des arts. La façade se trouve alors en mauvais état. Quelques travaux sont effectués en 1840 par M. Poulet. Un relevé est effectué en 1849. Sans doute en raison du manque de moyens, le premier projet de restauration, porté par l'architecte départemental Bourguignon, n'est pas suivi d'exécution. En 1857, le comte Joseph Arthur de Gobineau acquiert le château de Trie. Il intervient alors auprès des autorités pour débloquer les crédits nécessaires à une restauration de l'église. Elle commence par la démolition du porche en bois qui masque le portail, en 1860, et dure jusqu'en 1867. Selon Bernard Duhamel, elle serait confiée à Joseph Auguste Émile Vaudremer. Les autres auteurs indiquent toutefois Aymar Verdier. Son projet rencontre l'opposition de Prosper Mérimée. Plutôt que d'une restauration dans le sens propre du terme, il s'agit en effet d'une reconstruction presque intégrale. Si Bernard Duhamel n'a pas l'impression que ces travaux dénaturent l'esprit de l'édifice roman, Jacques Thiébaut qualifie la restauration de radicale et abusive, et Dominique Vermand parle d'une démarche condamnable au point de vue de la conservation du patrimoine. C'est notamment la réinvention des parties hautes de la façade qui est incriminée, avec la création d'une rosace qui n'a jamais existé en cet endroit, d'un réseau de losanges sur le pignon inspiré du croisillon nord de l'église Saint-Étienne de Beauvais, et le placement de deux colonnes fantaisistes surmontées de griffons au-dessus des contreforts du premier niveau.
Quoi que l'on pense des ajouts apportés à l'édifice par Verdier, il a le mérite d'avoir remis au jour l'ornementation des deux fenêtres et de la porte bouchées au nord du narthex, qui étaient méconnaissables et dissimulées sous un crépi. D'autre part, le rapprochement avec Saint-Étienne de Beauvais n'est pas fortuit, car les parties authentiques du narthex de Trie-Château renvoient effectivement à cette grande église romane, et aussi à Saint-Germer-de-Fly. L'on y retrouve le « style roman fleuri » (Bernard Duhamel) ou « baroque roman » (Dominique Vermand) qui évoque davantage l'art roman du Sud-Ouest de la France que les créations habituelles dans la région. Pour Dominique Vermand, seul le portail et la baie à sa gauche sont authentiques. Si tout au-dessus de la frise de feuilles entablées qui sépare les deux niveaux d'élévation est incontestablement du XIXe siècle, la réalité est un peu plus nuancé. Le portail et la baie à sa gauche comportent eux aussi des éléments refaits, et la baie garde des années 1160 l'archivolte, quelques bases et la frise à la limite de l'allège. Au nord, les éléments authentiques sont majoritaires. Au lieu d'être entièrement remplacés, certains chapiteaux ont été reconstitués grâce à des incrustations, méthode pas aussi radicale que la création de toutes pièces des parties hautes de la façade. Avec l'ancien hôtel de ville (auditoire de justice) et le dolmen, l'église est classée aux monuments historiques assez tôt, alors que les travaux de reconstruction sont en cours, par la liste de 1862.
Quelques années après la fin de la reconstruction, en 1872, le comte Gobineau offre des vitraux pour le chœur. Ceux du chevet sont narratifs, et leur facture correspond remarquablement bien à l'époque de construction du chœur gothique, ce qui est rare pour les créations néo-gothiques du XIXe siècle. En 1901, la sacristie et la chapelle attenante sont fortement remaniées. Pendant la Seconde Guerre mondiale, en 1943, la voûte de la première travée du chœur menace de s'effondrer sous le poids du clocher, et doit être étayée. En 1948, l'aménagement intérieur de la nef gagne en qualité avec l'installation de deux autels latéraux en céramique (provenant de la manufacture Boulenger d'Auneuil ?). Le chœur nécessite une nouvelle restauration au début des années 1960. Pendant sept années jusqu'en 1967, les travaux portent sur la consolidation des voûtes, le pignon oriental en pans de bois, le dallage et la cage d'escalier hors œuvre au nord. D'autres mesures suivent au cours des années 1980. Pendant la même décennie, la couverture de la nef est refaite, ainsi que les planchers sous les bancs des fidèles. En 2011 enfin, la charpente de la nef est restaurée. La plupart des entraits sont remplacés. L'on ne resculpte pas les engoulants, représentant une ou deux têtes humaines ou une tête monstrueuse (dans un cas avec deux bouches), et non des dragons ou crocodiles, comme c'est généralement le cas. En revanche, les engoulants des entraits déposés sont conservés, et exposés désormais sur des consoles le long des murs de la nef, en dessous de leur emplacement d'origine. Contrairement à l'église Saint-Lucien de Méru, l'on ne reconstitue pas le lambris qui devait anciennement former la voûte en bois, mais l'on répare la voûte en berceau en bois plâtrée.

### L'exil londonien de possibles vestiges de l'église
En 1936, lors de la démolition d'une maison ayant servi de presbytère jusqu'en 1849, à l'angle de la place de l'Église avec la rue des Écoles, une découverte archéologique pouvant intéresser l'histoire de l'église est faite. Il s'agit d'un triplet de trois baies en plein cintre à archivolte torique et tympans pleins. Les tympans comportent notamment un linteau droit sculpté de deux petits tympans en arc brisé, représentant des têtes monstrueuses, des animaux mythologiques (cocatrix, centaure) et des végétaux dans le même style que le portail de l'église. Les linteaux reposent au milieu sur une colonnette à chapiteau, et de part et d'autre, sur un chapiteau engagé directement dans le piédroit. Les archivoltes retombent sur un total de quatre colonnettes à chapiteaux. Cet ensemble est de belle facture et n'a pas son pareil dans le Vexin. Sans que l'on puisse s'expliquer sa présence dans la maison en question, il n'est pas exclu qu'il provienne de l'église Sainte-Marie-Madeleine. Avec son hypothèse d'un porche ouvert sur l'extérieur, Jacques Thiébaut s'imagine les trois baies à l'intersection entre narthex et nef. Mais cet auteur ne voit que les linteaux et tympans et non l'ensemble, dont il admet ignorer les dimensions. Pour revenir en 1936, l'abbé Mercier, curé de Trie-Château, prend encore les linteaux en photo, avant que le propriétaire de la maison ne cède l'ensemble des vestiges à un antiquaire de Paris, M. Seligmann. Grâce à une subvention de The Art Fund, ils sont rapidement acquis par le Victoria and Albert Museum de Londres. Sous le numéro d'inventaire A.47-1937 et le titre Triple window (fenêtre triple), le triplet est désormais exposé dans la salle n° 8 du département Moyen Âge et Renaissance. Le musée suggère une datation du dernier quart du XIIe siècle. La documentation du musée ne laisse pas de doute qu'il s'agisse bien de fenêtres, et l'explication de Thiébaut est à rejeter. Les colonnettes, monolithiques, ne mesurent que quatre assises de hauteur entre les chapiteaux et les bases.

## Description

### Aperçu général

Plan de l'église.

L'église est orientée un peu irrégulièrement, avec une nette déviation de l'axe vers le nord-est du côté du chevet. Cette déviation semble s'expliquer, comme souvent, par la configuration de la voirie ; elle permet en l'occurrence que la façade donne sur la place de l'Église, et que son axe soit à peu près perpendiculaire à la grande route dans sa trajectoire au nord de la place. Le plan de l'église est fort simple. Elle est à vaisseau unique, et s'organise tout en longueur, ce qui n'empêche pas des dimensions relativement généreuses pour l'église d'un petit village. L'église se compose donc d'un narthex carré dans le volume intérieur se rattache entièrement à la nef ; d'une nef inarticulée de trois travées ; et d'un chœur de deux travées terminé par un chevet plat. L'ensemble narthex et nef est recouverte d'une fausse voûte en berceau plein cintre, constitué d'un lattis plâtré sous une charpente en carène renversée. Les six entraits de la charpente traversent par ailleurs la nef, tandis que les poinçons ont été coupés. Le chœur est voûté d'ogives dès l'origine. Une grande sacristie du XIXe siècle flanque l'arrière-nef et les deux travées du chœur au sud. Elle commence, à l'ouest, par une petite chapelle voûtée qui communique avec la nef par une grande arcade. Le petit clocher en charpente est placé à cheval sur la toiture de la première travée du chœur. Percé de baies abat-son au nord et au sud, il est coiffé d'une flèche octogonale, le tout entièrement recouvert d'ardoise. Une tourelle d'escalier en torchis occupe l'angle entre le chœur et le mur nord de la nef.

### Extérieur

#### Façade occidentale

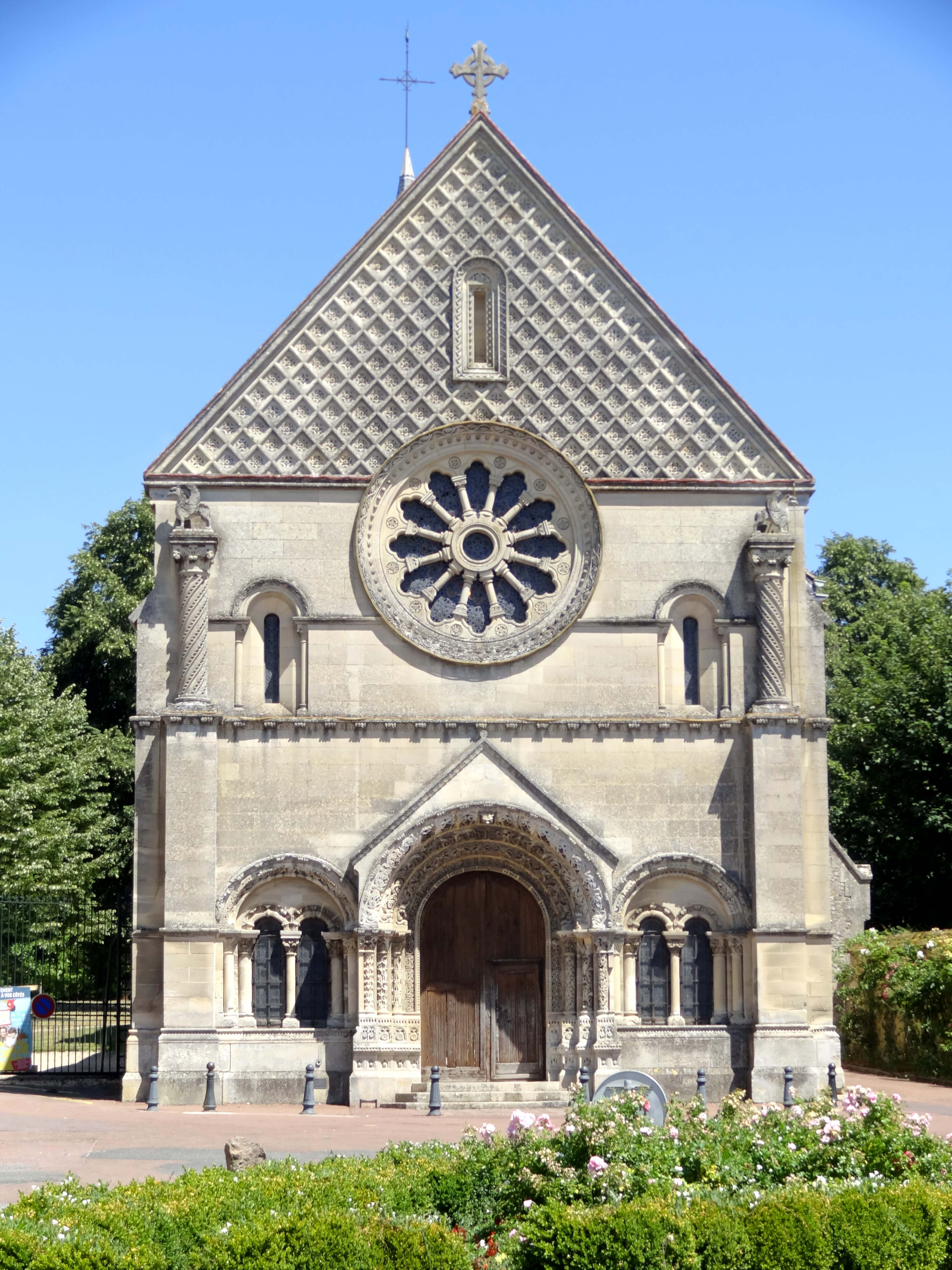
Façade occidentale.

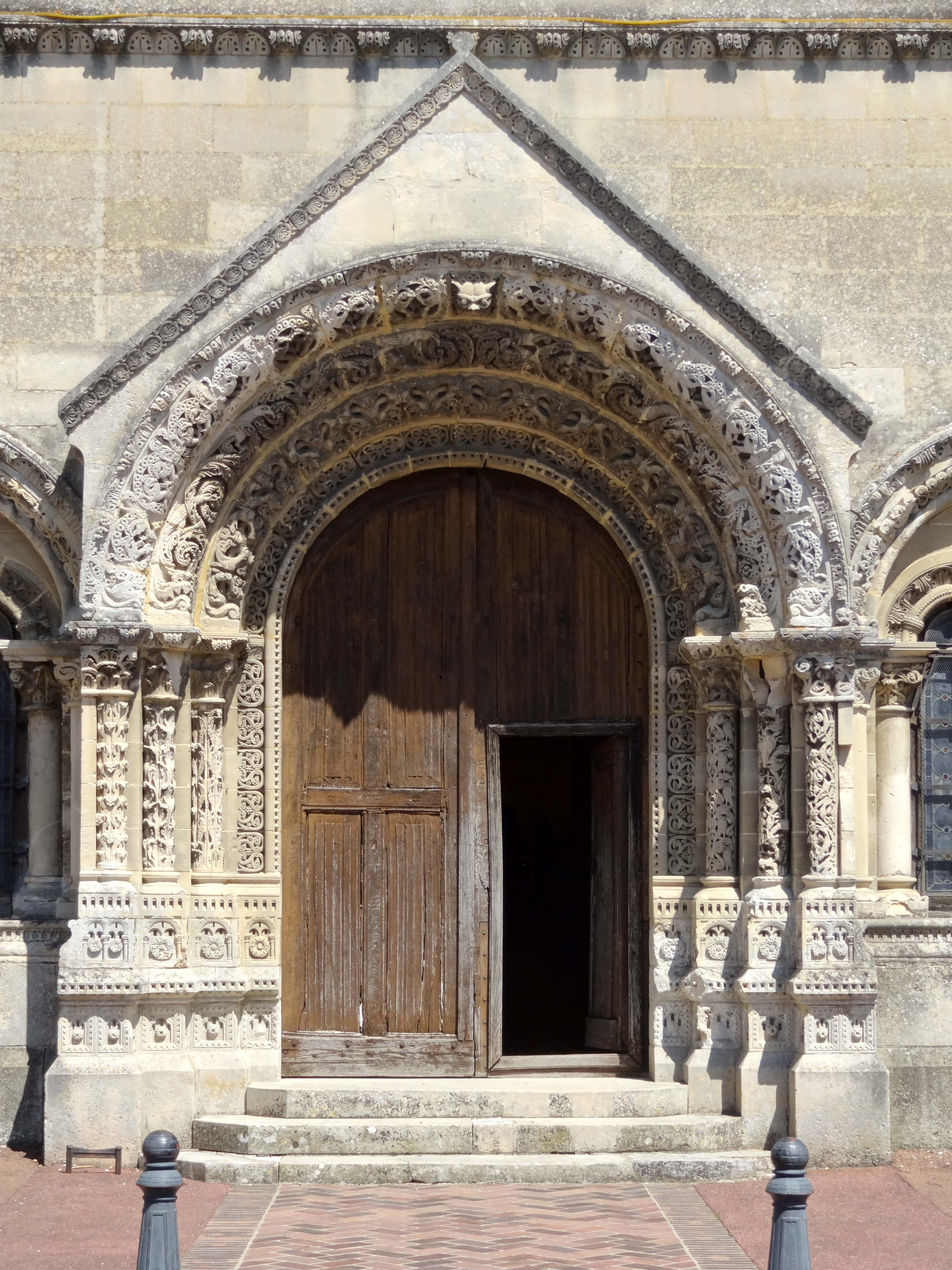
Portail occidental.

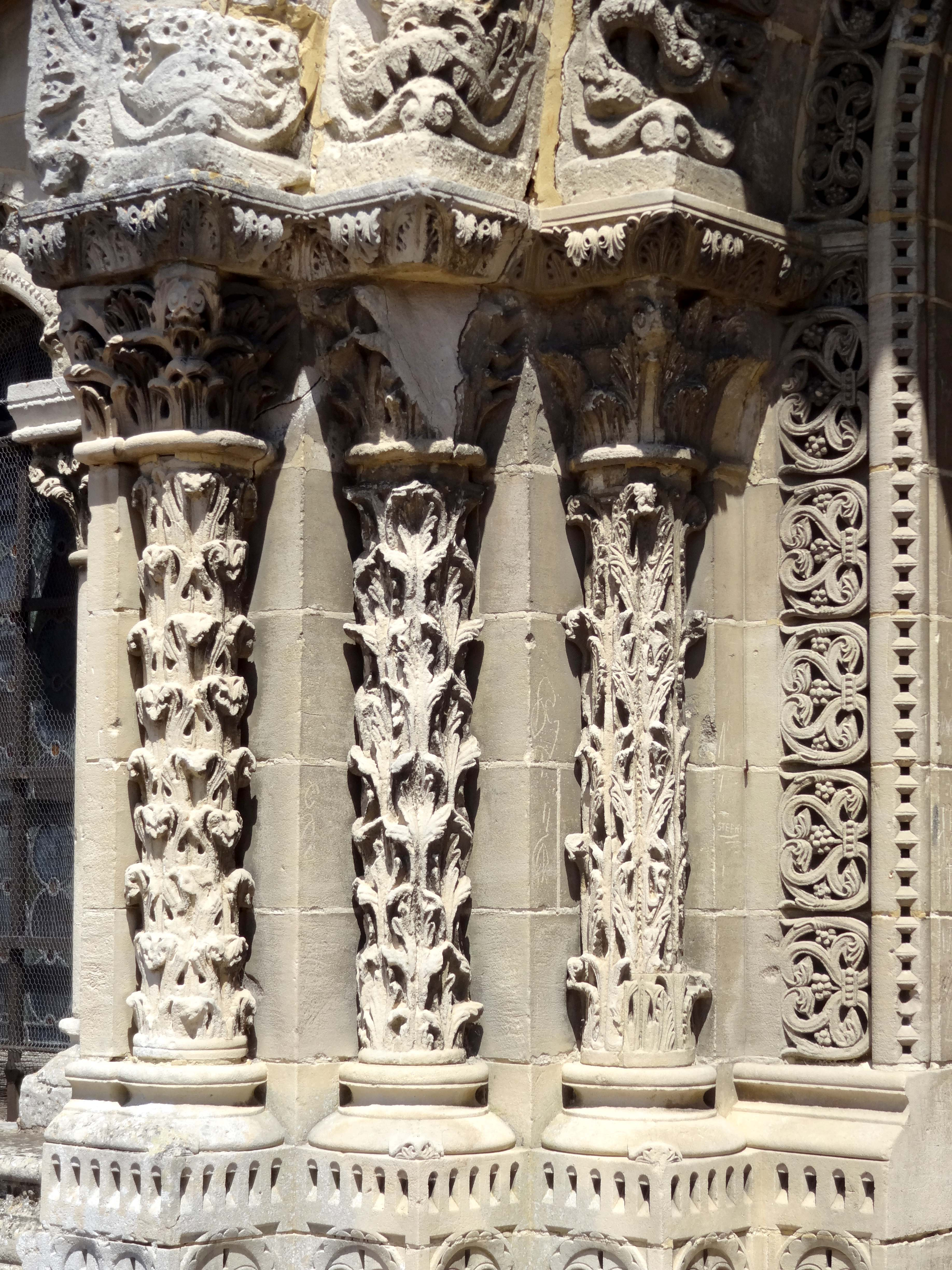
Colonnettes à gauche du portail.

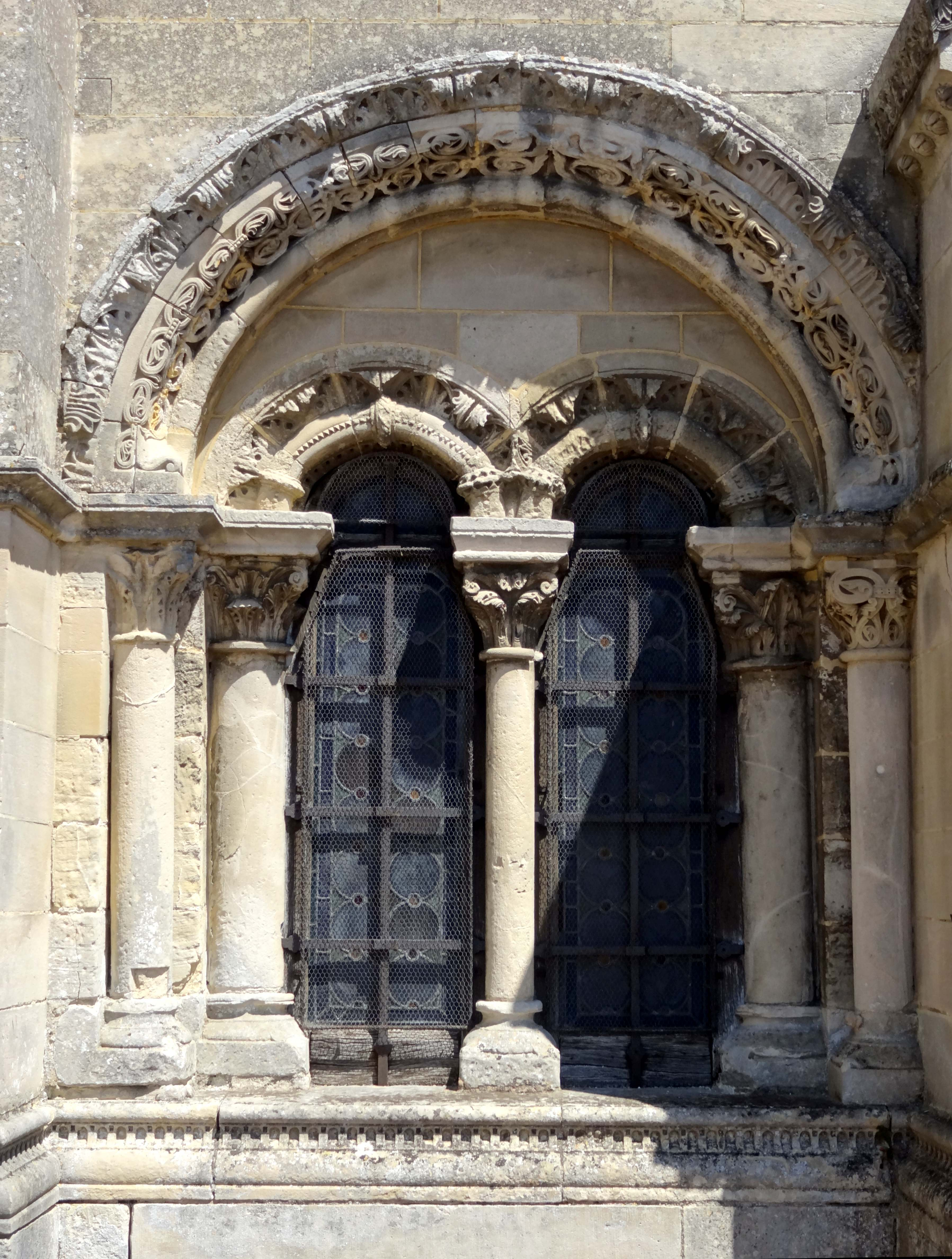
Fenêtre à gauche du portail.

La façade occidentale s'organise sur deux niveaux, auxquels s'ajoute le pignon. Dans le contexte de la façade, il convient de considérer l'élévation septentrionale du narthex, qui est issue de la même campagne de construction, et stylistiquement homogène, ce qui n'empêche pas une ordonnancement différent du décor. Seul le premier niveau d'élévation mérite une étude attentive, car tout le reste date exclusivement des années 1860/67 et est en grande partie né de l'imagination d'Aymar Verdier. À la première vue, le premier niveau de la façade paraît lui aussi néo-roman, car en dehors des blocs sculptés ou moulurés encore en bon état en 1860, ainsi que des colonnettes, tout le parement a été refait, y compris les deux contreforts plats, le gâble du portail avec ses rampants, et même les angles saillants entre les colonnettes du portail. Mais en ce qui concerne les blocs sculptés et moulurés, les restaurateurs ont pris soin de conserver sur place des témoins de l'état de dégradation rencontré en 1860, et aucun élément authentique n'a été éliminé sans nécessité, comme le montrent les nombreuses incrustations de parties refaites dans des blocs anciens.
Le premier niveau est plus élevé que le deuxième, qui débute immédiatement au sommet du gâble, et est matérialisé par une frise de feuilles entablées à l'appui des baies du deuxième niveau. Cette frise, encore authentique au nord, se compose alternativement d'une feuille polylobée recourbée en relief, et d'une arcature renfermant une feuille analogue, non enroulée, en négatif. Le même motif sert de corniche aux tribunes de l'abside et aux chapelles rayonnantes de Saint-Germer-de-Fly. Sur la façade, le portail avec son avant-corps formé par les colonnettes en saillie, la triple archivolte et le gâble, occupe un tiers de la largeur. Les baies de part et d'autre du portail se trouvent ainsi coincées entre le portail et les contreforts, sans aucun intervalle. Les tailloirs du portail et des baies sont alignés sur un même niveau. Cette scansion horizontale est encore soulignée par une tablette qui intercepte les contreforts au niveau des tailloirs. Assez curieusement, les bases des colonnettes du portail et des baies sont également alignées sur un même niveau. Afin que cette position haute des bases du portail ne paraisse pas anormal, l'architecte a enrichi les hauts stylobates de trois registres de décor sculpté. Les bases des baies prennent appui sur une plinthe moulurée et sculptée, qui n'est généralement pas présente dans l'architecture romane de la région. Elle se compose, du haut vers le bas, d'un tore ; d'une succession d'arcatures en plein cintre séparées par des trous carrés au niveau des écoinçons ; d'un gros boudin en forme de doucine ; et d'un bandeau plat. En-dessous, les allèges se contentent d'une unique assise. Enfin, l'ensemble de la façade possède un soubassement formé par une seule assise, au-dessus de laquelle le mur se retraite grâce à un fruit. 
Le portail, en plein cintre, est dénué de tympan. Il mesure seulement 225 cm d'ouverture entre les piédroits, et les tailloirs se situent à 237 cm de hauteur au-dessus du seuil d'entrée. Les piédroits et la voussure inférieure se composent d'un tore continu, creusé de petits trous carrés aux bordures biseautées, et d'un rang de palmettes, interrompu seulement par des tablettes sculptés au niveau des tailloirs des chapiteaux. Ces éléments du décor ont des bases et des stylobates, comme s'il s'agissait de colonnettes. L'on dénombre deux groupes de trois colonnettes, et par conséquent, l'archivolte présente trois autres voussures sculptées, auxquelles s'ajoute une frise de feuilles entablées (analogue à celle déjà signalée) pour la poursuite de laquelle sur les piédroits il n'y avait pas de place. En revanche, le même motif a été repris pour les tailloirs des chapiteaux à gauche du portail (à droite, l'on trouve des palmettes). Les chapiteaux de gauche sont corinthiens, avec de légères variations, mais étonnement proches du modèle antique. À droite, un seul chapiteau demeure intacte ; il est revêtu de palmettes aux intervalles évidées et affiche de face une petite tête grimaçante. Sur le plan des colonnettes, l'on observe la même différenciation. À gauche, elles sont sculptées de feuillages très fouillés dans l'esprit de l'ordre corinthien, selon trois modèles différents, alors qu'à droite, les motifs sont des entrelacs d'animaux fantastiques et de tiges végétales d'une grande complexité. La colonnette intérieure, qui s'était perdue, est néo-romane. À Saint-Étienne de Beauvais, les colonnettes ne sont pas sculptées. Mais l'on reconnaît l'esprit du portail nord de Saint-Étienne de Beauvais sur les archivoltes, quoique les motifs ne sont pas les mêmes,,.
Sur chaque voussure, le même motif se répète entre douze et seize fois, à l'exception de la clé d'arc de la voussure supérieure, qui est un mascaron. Sur la voussure inférieure, des hommes légèrement accroupies, à la tête monstrueuse, aux oreilles de chauve-souris, tendent à écarter avec leurs bras deux basilics symétriques qui leur mordent la joue. Les queues des bestioles prennent la forme de palmettes. Sur la voussure médiane, une délicate guirlande de feuilles redentées, perforée de petits trous percés au trépan, forme tantôt des spirales, tantôt des palmettes. S'y enchevêtrent des animaux fantastiques, que Verdier a interprété comme oiseaux, sur les blocs refaits à gauche. À droite, les corps minces devenu lisses avec le temps évoquent pourtant davantage des basilics. Le motif est travaillé en continu, sans rupture à la limite des blocs. Sur la voussure supérieure, des cercles de besants perlés, agrémentés de quelques tiges et maigres feuilles, enferment deux oiseaux placés verticalement, qui s'affrontent pourtant par leurs têtes, dont les becs ouvertes avalent l'une de leurs ailes. À l'instar de la voussure inférieure, le motif est symétrique et fermé sur lui-même. Pour venir aux bases, elles sont hautes, et flanquées de discrètes griffes végétales aux angles. Elles ne reposent pas directement sur les stylobates, mais sur des épaisses tablettes ornées d'arcatures excavées, différentes de celles de la plinthe des allèges. Le registre supérieur des stylobates représente, sur chaque segment, une minuscule baie en plein cintre dont l'archivolte festonnée retombe sur deux colonnettes à chapiteaux. Chaque baie est réséquée en deux petites arcatures en dessous d'un tympan ajouré d'une fente. Cette disposition évoque bien sûr les fenêtres romanes doubles, mais en lieu et place de la colonnette centrale, l'on trouve une rosette telle que souvent employée pour les clés de voûte. En dessous des colonnettes extérieures, l'architecte a placé, à titre d'exception, deux baies de ce type, dont les archivoltes reposent au milieu sur une colonnette unique. Le registre médian des stylobates fait saillie par rapport au registre supérieur mais aussi au registre inférieur, et n'est pas subdivisé en segments. Au milieu courent des trous carrés aux bordures biseautées, comme sur les piédroits et la voussure inférieure du portail. Le glacis au-dessus est garni de deux rangs d'écailles, et l'encorbellement en dessous, d'un rang de festons et d'un tore. Enfin, sur le registre inférieur des stylobates, chaque segment affiche un cadre carré entouré de festons, qui renferme une arcature trilobée au-dessus de trois minuscules baies, sans colonnettes intermédiaires, avec des trilobes excavées aux écoinçons et un gros bouton de fleur au milieu. Les boutons, trilobes et rosettes n'ont généralement pas encore cours à la période romane et confirment que ce portail est bien postérieur au milieu du XIIe siècle,,.
Sur la fenêtre de gauche, reviennent des éléments déjà familiers. Cinq colonnettes en délit de trois diamètres différents cantonnent la baie double, supportent le tympan et assurent la subdivision en deux baies plus étroites. La colonnette la plus fine est celle du milieu ; les plus épaisses sont celles qui flanquent les piédroits. Les chapiteaux sont dérivés du corinthien, sauf celui tout à gauche, qui est à palmettes, comme à gauche du portail. Les tailloirs, les fûts (de quatre assises de hauteur comme sur le triplet déplacé à Londres) et les tablettes sur lesquelles reposent les bases ne sont ici pas sculptés. Les tailloirs se composent, du haut vers le bas, d'une tablette, d'un cavet et d'une baguette. Les deux petites archivoltes du tympan se composent d'un tore garni d'un filet de points-de-diamant, et bagué à la clé d'arc ainsi que près de la retombée gauche et droite. S'y ajoute une frise de feuilles entablées telle que sur les piédroits et la voussure inférieure du portail, et à la limite des deux niveaux d'élévation du narthex. Une frise du même type surmonte encore l'archivolte principale au-dessus du tympan. L'archivolte elle-même se compose d'une succession de palmettes en S, liées ensemble tantôt par le haut, tantôt par le bas, moyennant des rubans garnis de besants ; ainsi que d'un tore. Quant à la fenêtre de droite, elle est en grande partie identique. Seulement le modèle des palmettes est différent, et les chapiteaux sont néo-romans, quoique étroitement inspirés des deux principaux modèles romans présents sur le portail et la fenêtre de gauche. Pour évoquer rapidement le deuxième niveau d'élévation de la façade, il est encadré par deux colonnettes corinthiennes torses sommées chacune d'un griffon, et ajouré de deux étroites baies en plein cintre, qui s'ouvrent entre deux colonnettes assez espacées et sous une archivolte. Une grande rosace percé dans le mur au milieu entre les deux baies empiète, sur sa partie supérieure, sur le pignon. Son réseau, formé par douze arcatures trilobées séparées par des colonnettes à chapiteaux, est vaguement inspiré par la roue de la fortune du croisillon nord de Saint-Étienne de Beauvais, sans les sculptures allégoriques. Directement recopié sur la même œuvre est le réseau de losanges qui recouvre le pignon.

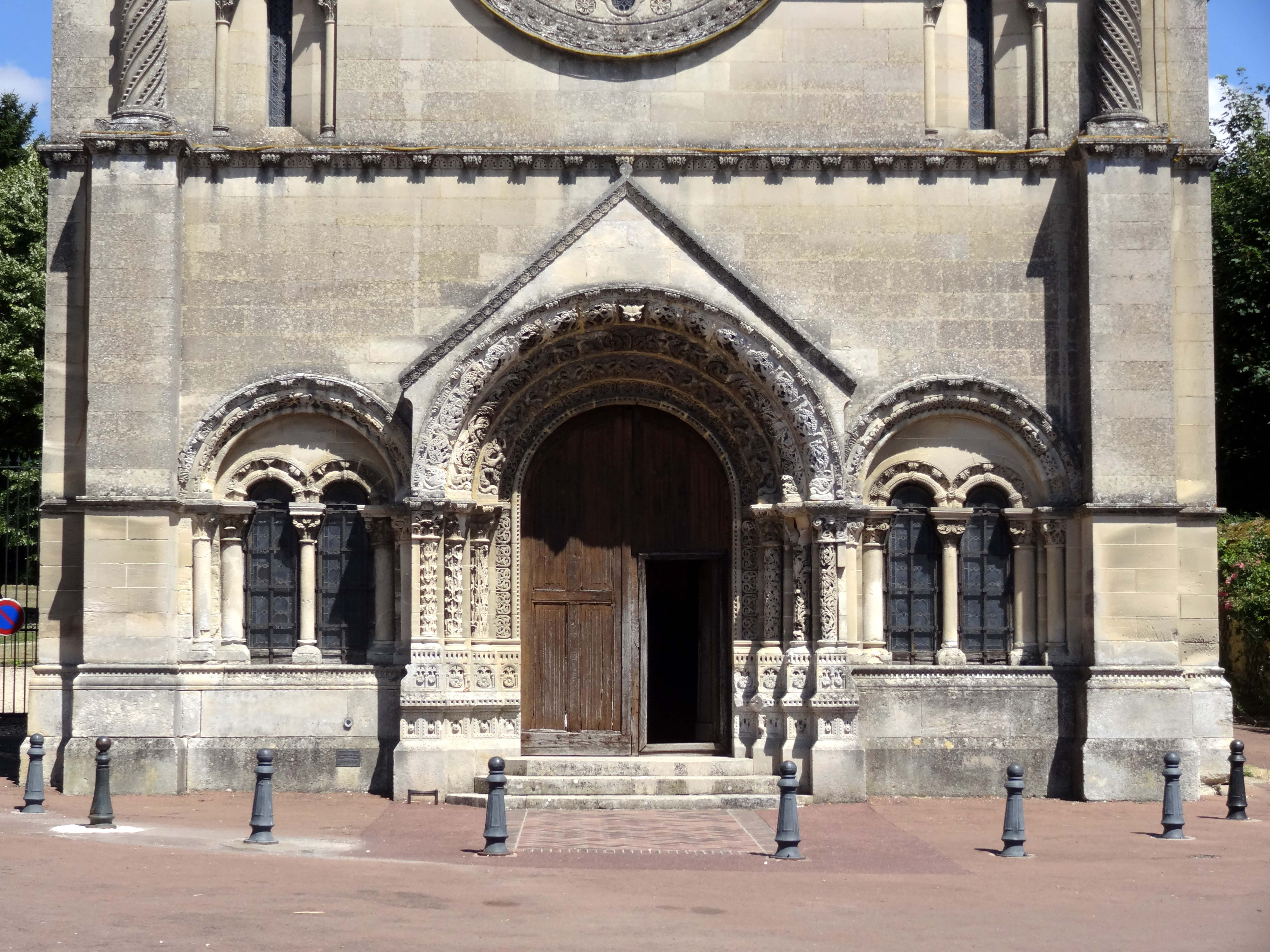
Parties basses de la façade.
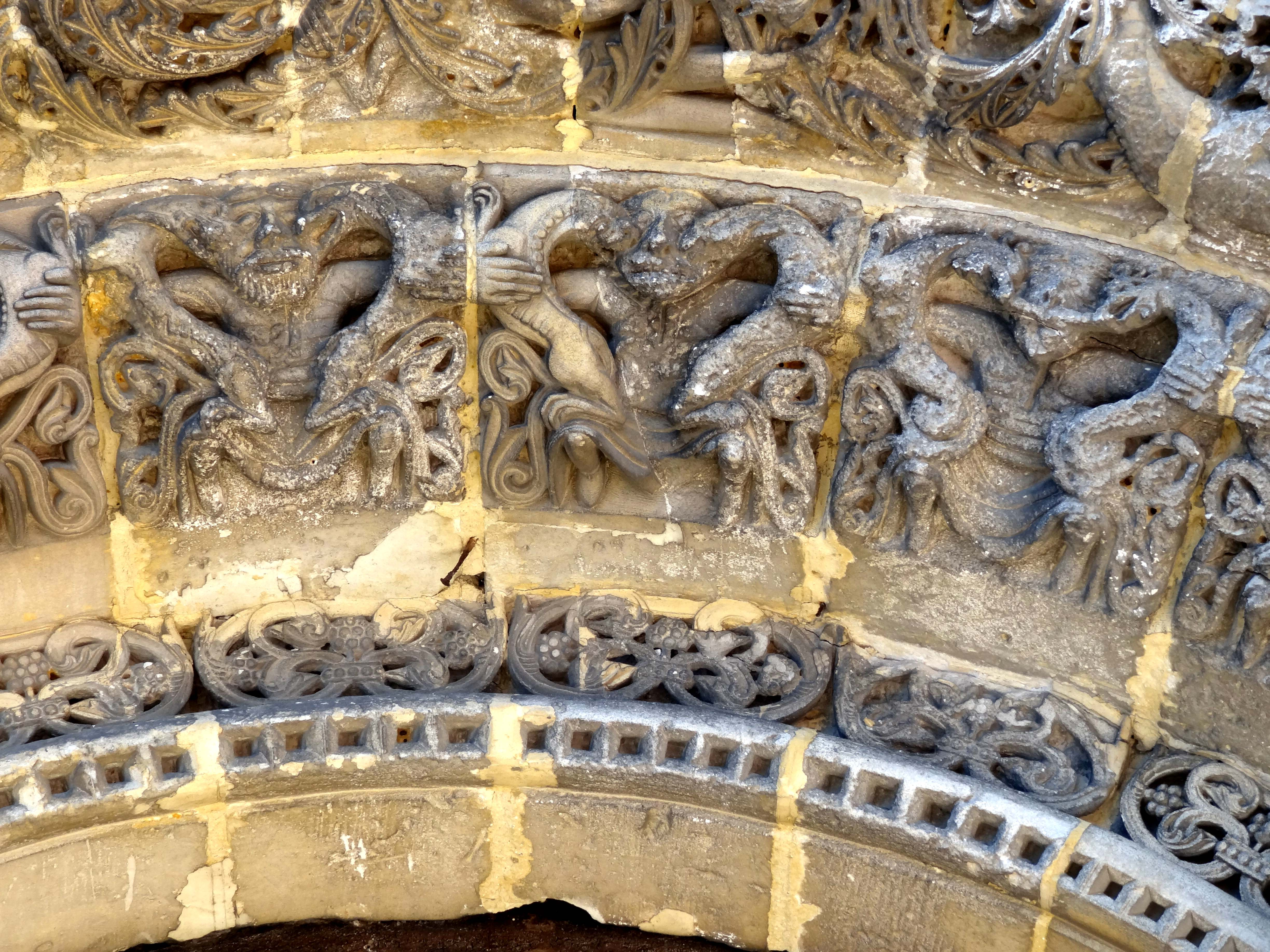
Archivolte inférieure du portail.
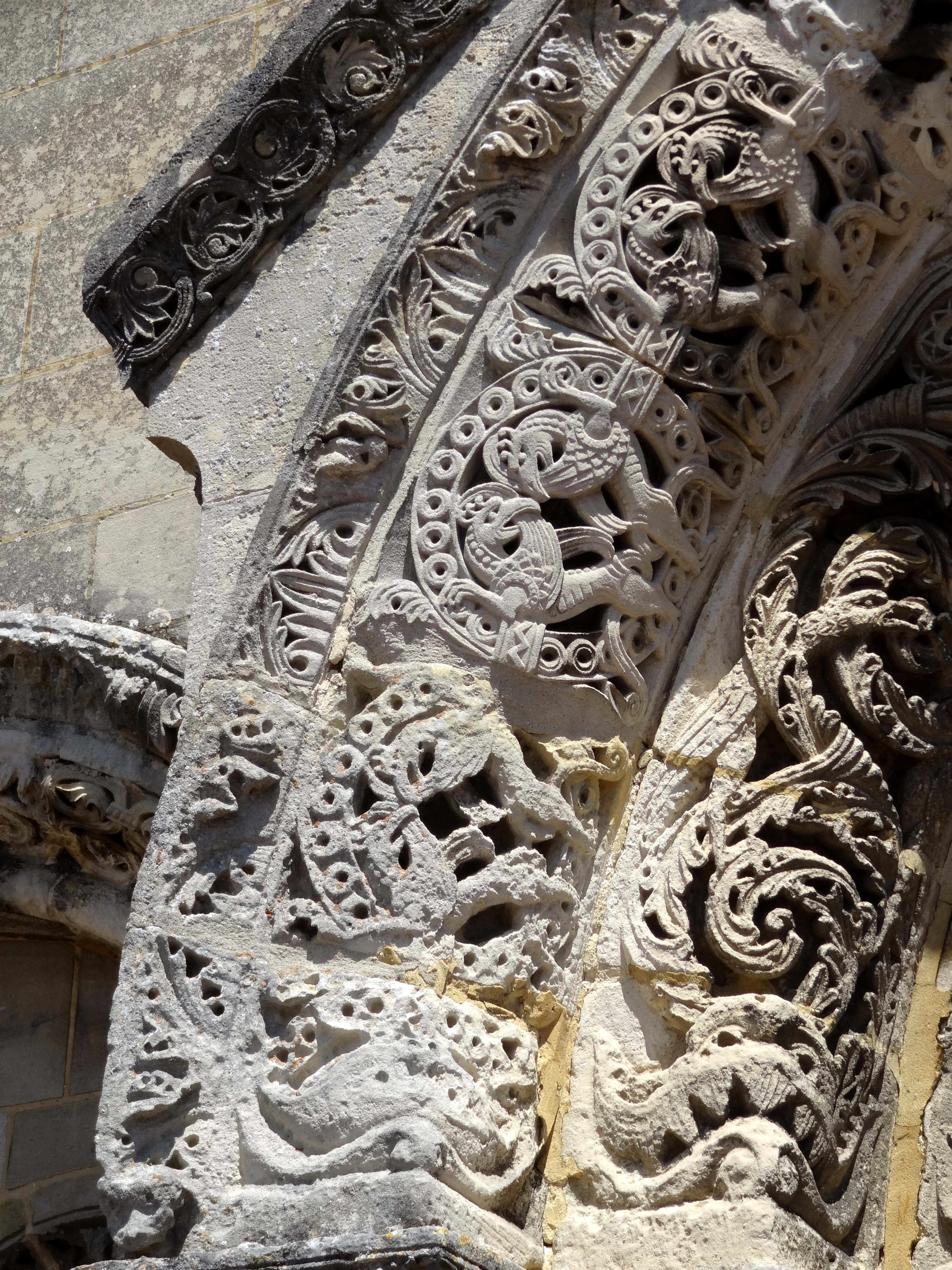
Archivolte supérieure du portail.
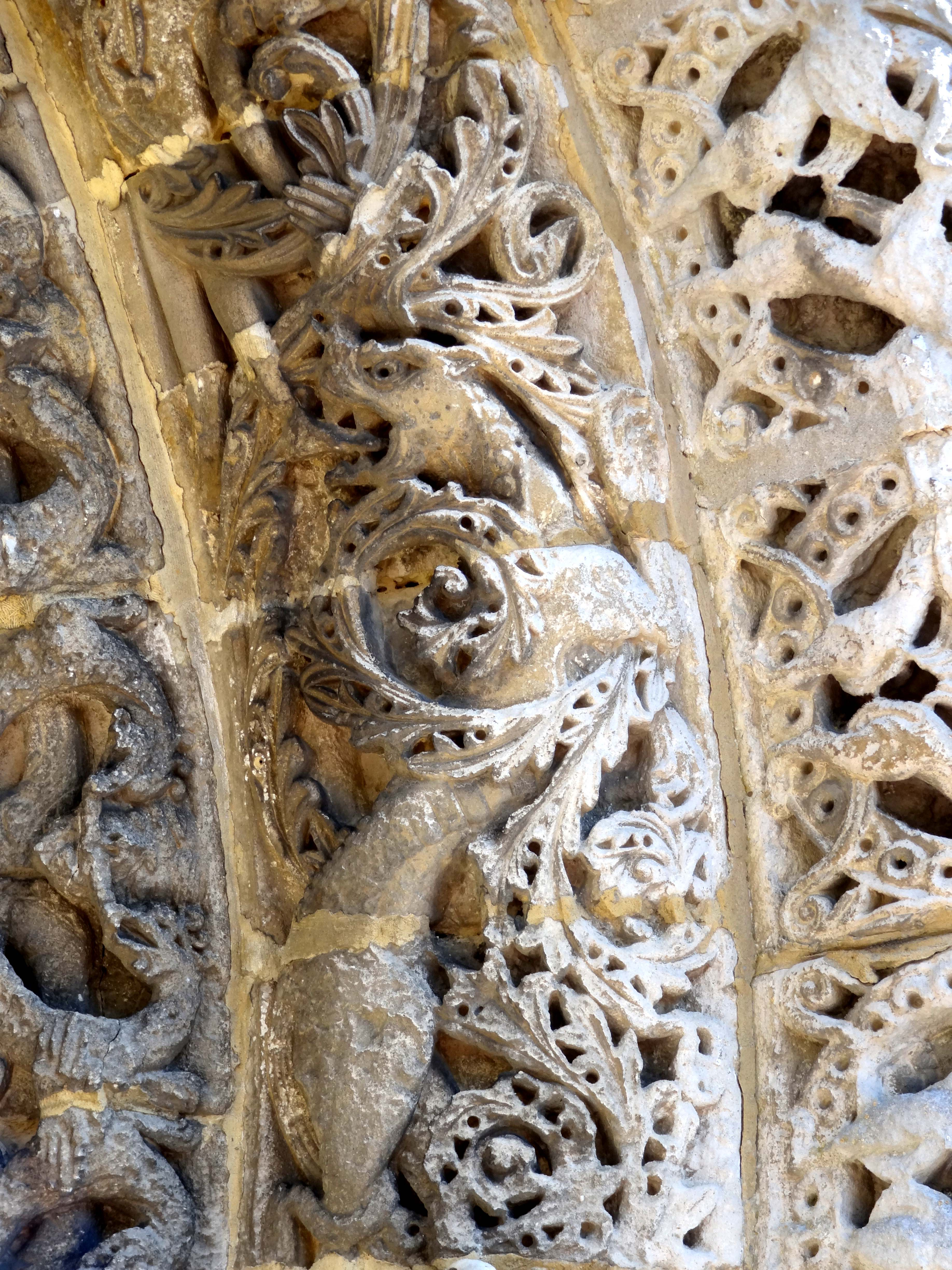
Archivolte médiane du portail.
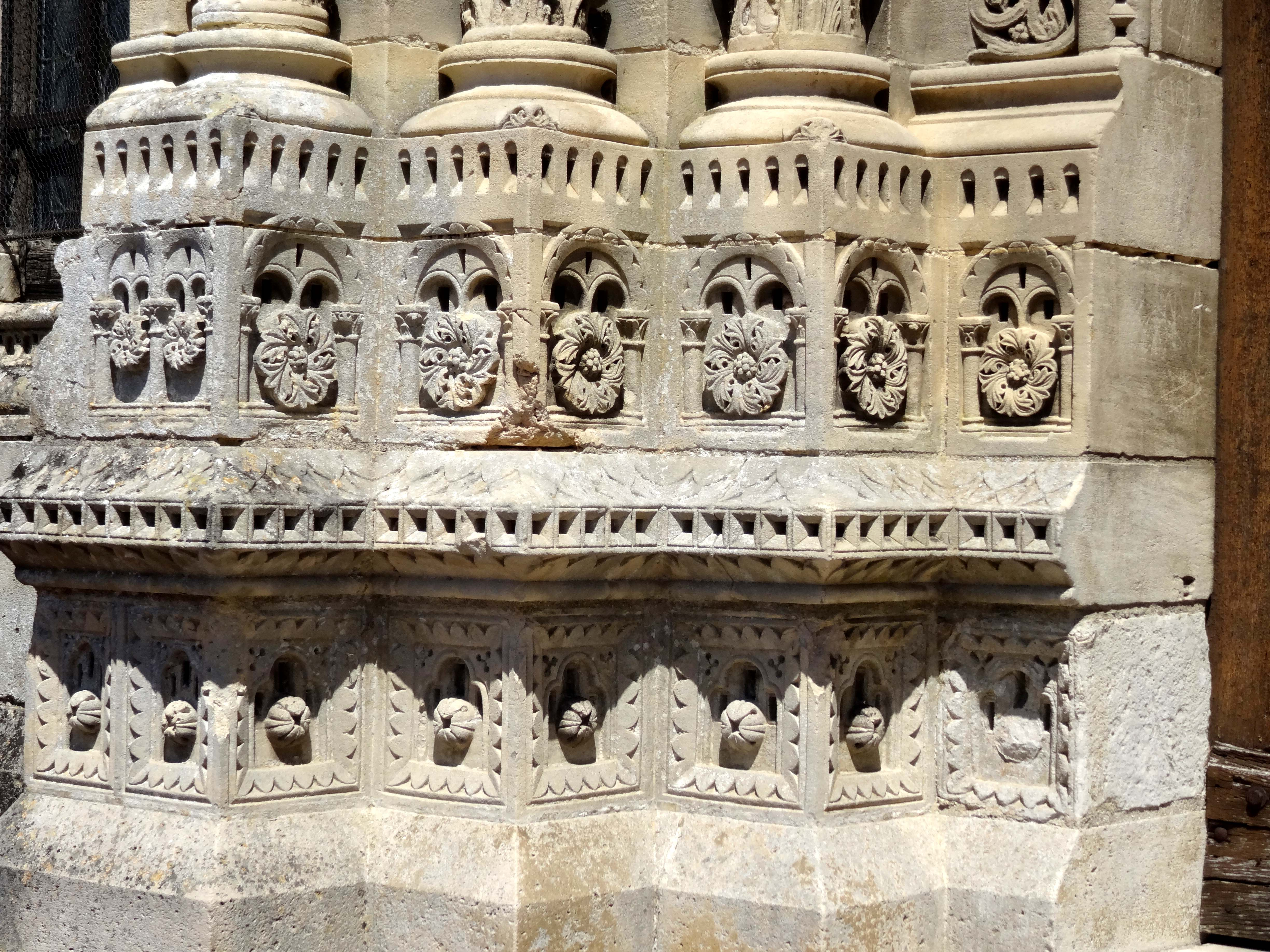
Stylobates du portail.
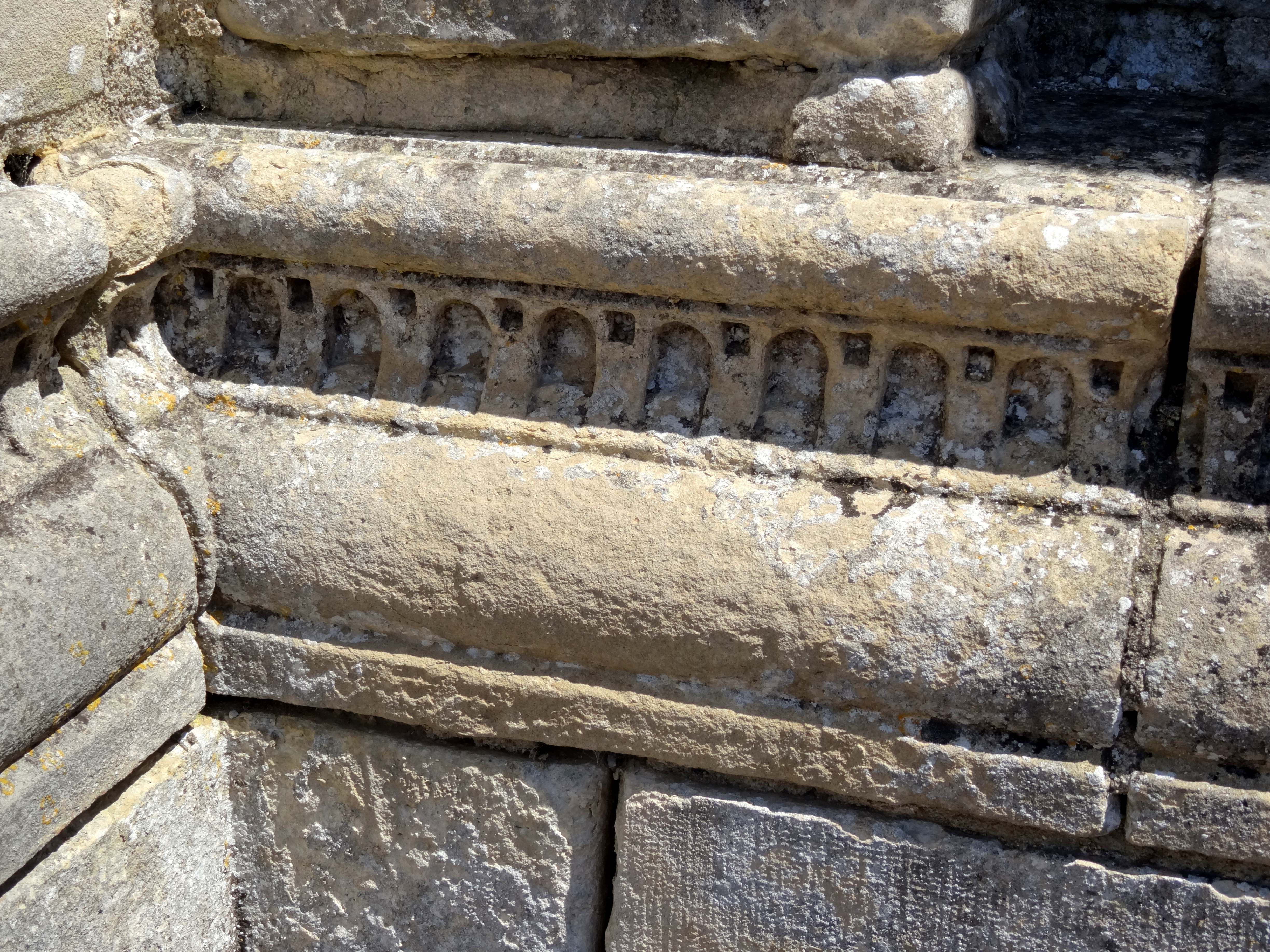
Plinthe des allèges.

#### Élévations latérales du narthex et de la nef

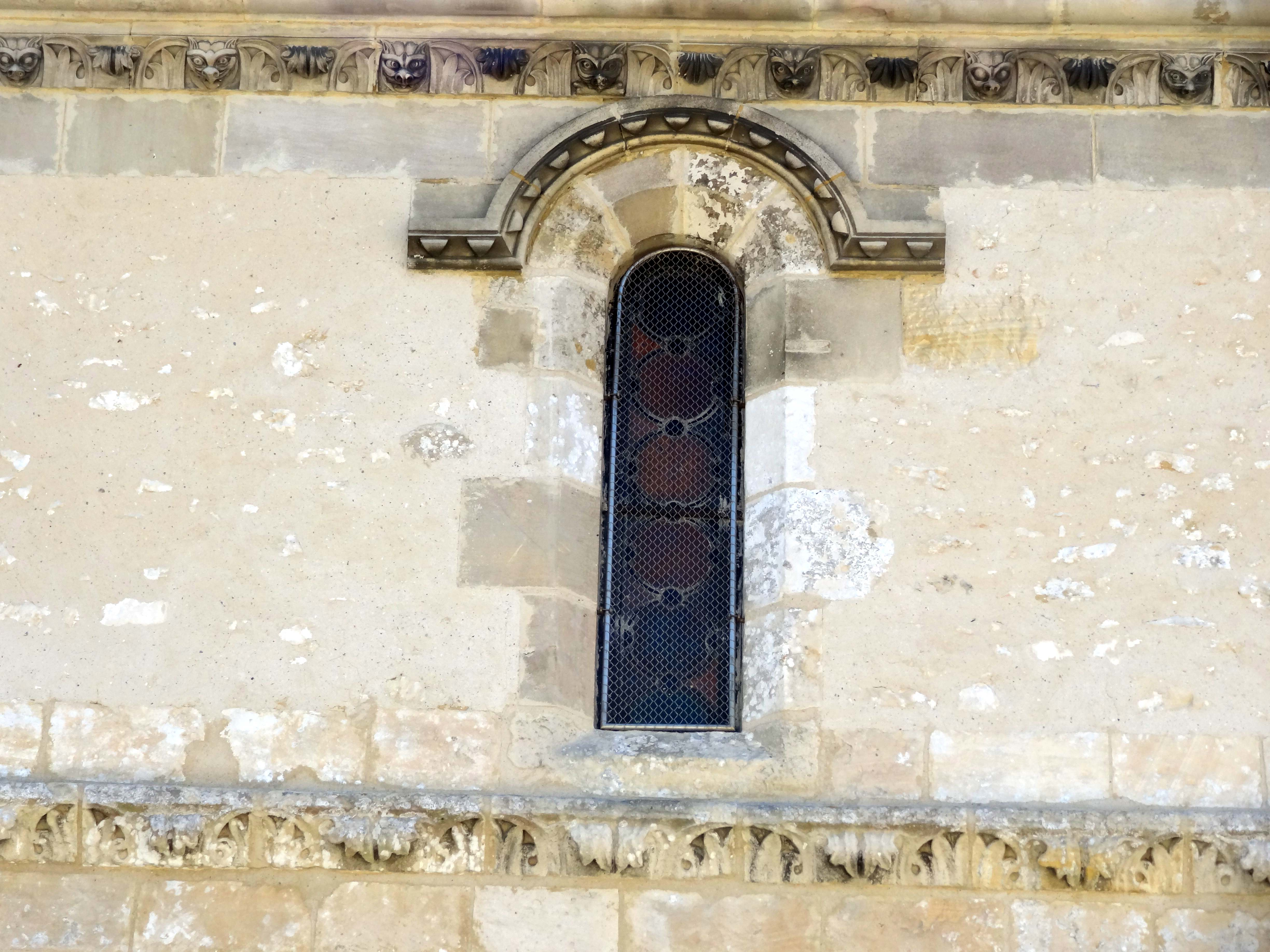
Narthex, étage, élévation nord.

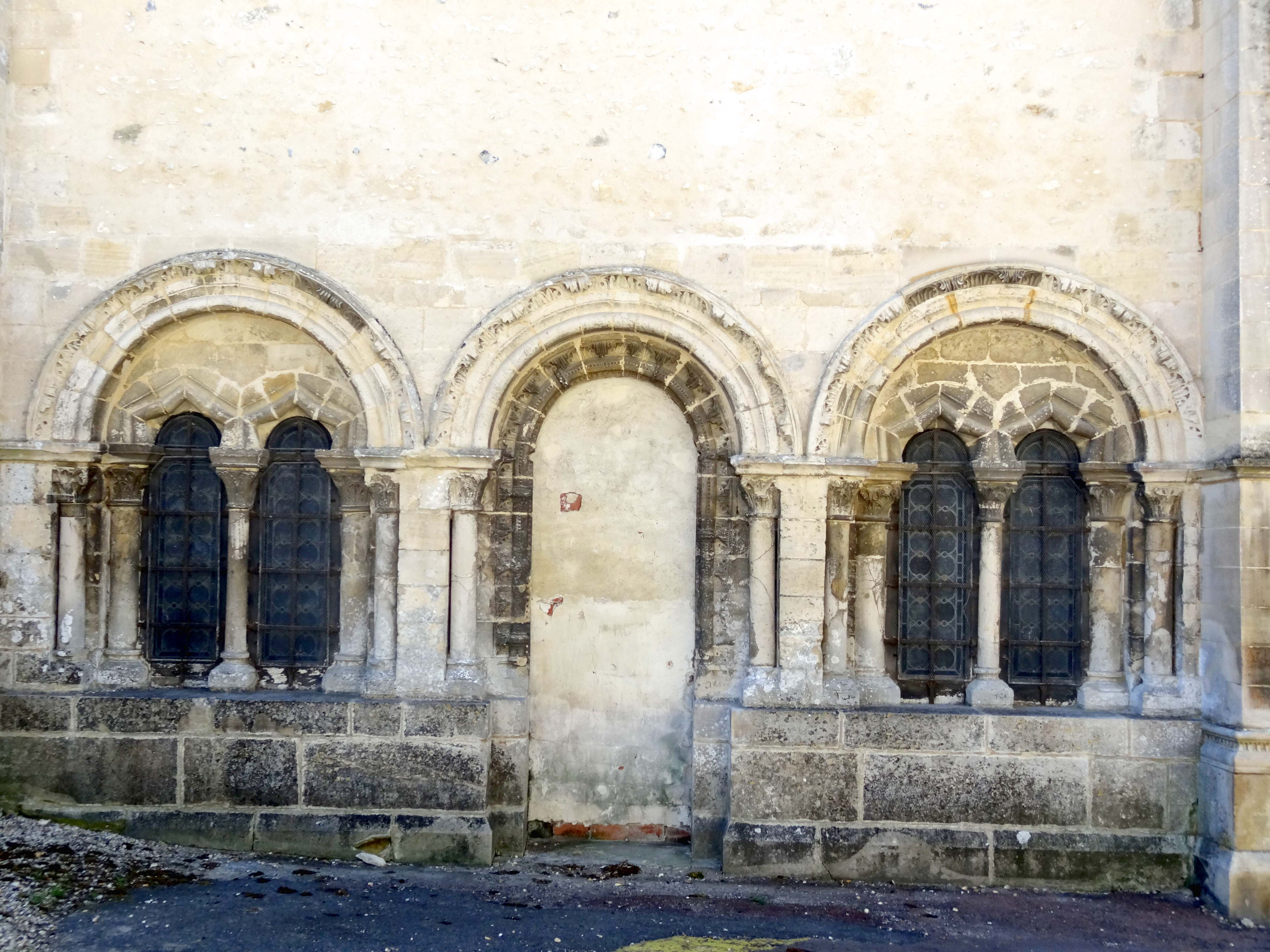
Narthex, rez-de-chaussée, élévation nord.

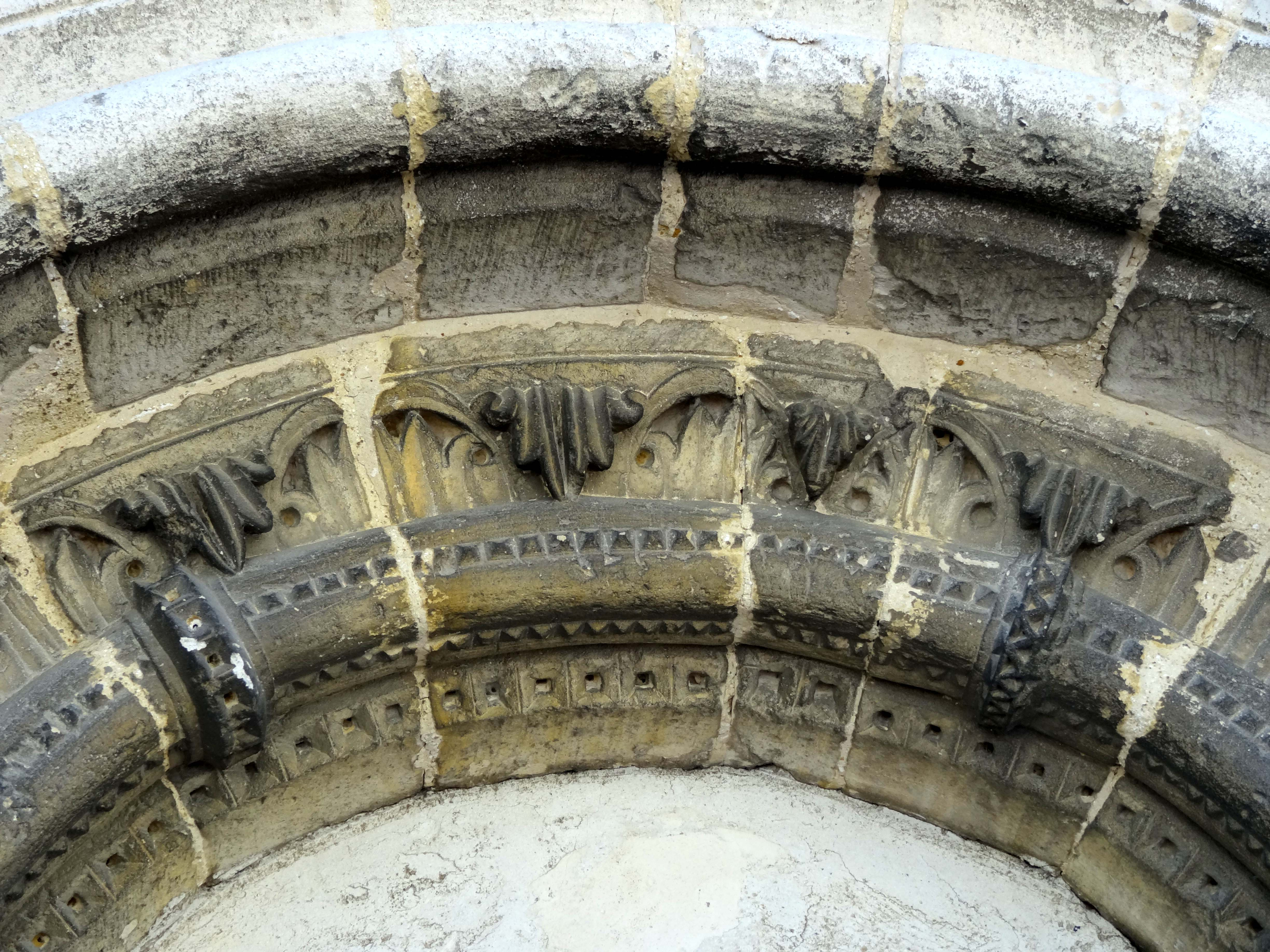
Porte bouchée, archivolte.

La partie qui retient surtout l'intérêt parmi les élévations latérales est le mur nord du narthex, qui forme un ensemble indissociable avec la façade occidentale. Ce qui surprend dans son ordonnancement est de trouver une porte si proche du portail occidental, et immédiatement côtoyée par deux fenêtres, sans les intervalles plus ou moins importants que l'on trouve habituellement entre les fenêtres d'une église au XIIe siècle. La disposition suggère, à la première vue, l'entrée d'une salle capitulaire ou d'une autre pièce d'une abbaye depuis un cloître, même si en l'occurrence, il ne peut pas en être question. S'il y a cette deuxième porte, plus proche du château que le portail principal, il paraît évident qu'elle soit réservée à la famille seigneuriale, et donne accès à la tribune. Or, la position de la porte entre deux fenêtres n'est pas la plus judicieuse pour desservir un escalier, à moins que celui-ci n'obture en partie l'une des fenêtres, ou se trouve de l'autre côté en face (le long du mur sud). Si l'on tente d'imaginer de quelle manière le rez-de-chaussée du narthex a pu être voûté, on est intrigué par la largeur légèrement réduite de la porte par rapport aux deux fenêtres contigües (surtout celle de droite). Sachant que le portail occidental est à son tour plus large que ses deux fenêtres voisines, l'on obtient ainsi neuf voûtes de quatre dimensions différentes. Au cas de la présence d'un escalier au sein du périmètre du narthex, au moins deux voûtes auraient dû être incomplètes, ce qui est difficilement concevable à l'époque. Plus vraisemblable paraît un escalier hors-œuvre, qui ne pouvait se trouver qu'au sud, où le mur a été reconstruit de manière simplifiée en 1720.
Sans pouvoir apporter une réponse à ces interrogations, il convient maintenant de comparer la porte et les deux baies doubles à leurs homologues de la façade occidentale. Comme sur le portail occidental, ses piédroits et sa voussure inférieure sont  bordés d'un tore et d'une frise. Ils correspondent exactement aux archivoltes des petites baies dans lesquelles se divisent les fenêtres de part et d'autre du portail occidental. On rencontre donc une fois de plus la frise de feuilles entablées utilisée à plusieurs endroits de la façade. L'archivolte principale du portail latéral est plus simple qu'au-dessus des tympans des fenêtres de la façade : elle se compose seulement d'une gorge et d'un tore, et ne possède donc pas le rang de palmettes. Mais à l'instar des fenêtres de la façade, l'archivolte est surmontée de la frise de feuilles entablées habituelle. Telles sont aussi les archivoltes au-dessus des tympans des deux fenêtres du mur nord du narthex. Ces deux fenêtres sont elles aussi subdivisées en deux étroites baies, et reposent ainsi sur un total de cinq colonnettes à chapiteaux par fenêtre double. Les dimensions sont analogues. Elles sont aussi analogues avec les fenêtres du triplet exposé au Victoria and Albert Museum. En différence par rapport à la façade, les petites archivoltes sont ici à bâtons brisés, motif très fréquent dans la région qui n'apparaît pourtant pas à un autre endroit de l'église de Trie-Château. Les chapiteaux, toujours bien fouillés, et tous un peu différents, sont à feuilles d'acanthe, mais plus éloignés du modèle antique, et plus conformes à la sculpture romane tardive ou gothique primitive de la région que les chapiteaux corinthiens de la façade. Les trumeaux qui séparent la porte des fenêtres sont si minces que les frises au-dessus des archivoltes se touchent à leur retombée.
Reste à signaler le deuxième niveau d'élévation du mur nord du narthex. Au-dessus de la porte et des deux fenêtres, le mur n'est pas appareillé en pierre de taille, mais seulement en moellons irréguliers noyés dans un mortier. Au même niveau qu'en façade, une frise de feuilles entablée sert d'appui à l'unique fenêtre de l'étage. Elle est pourvue d'un double ébrasement et pourrait être authentique, à l'exception du bandeau en forme de sourcil, sculpté de feuilles simples recourbées, qui la surmonte. Également néo-romane est la frise de feuilles entablées et de têtes grimaçantes (comme à la clé d'arc du portail occidental) qui termine le mur.
Pour venir au mur gouttereau sud du narthex, refait en 1720, il n'appelle que peu de remarques. Il a été plaqué devant le mur d'origine, qui subsiste peut-être en partie derrière. Son amorce, à l'ouest, a été démolie lors de la reconstruction de la façade vers 1860/67, tout en laissant subsister un ressaut avec des arrachements de pierres nettement visibles. En effet, le projet d'Aymar Verdier était de démolir la totalité du mur de 1720 et de le remplacer par un mur néo-roman, dont la première baie du rez-de-chaussée a déjà été entamée, à droite du contrefort. Le mur de 1720 est scandé horizontalement par un bandeau plat, et structuré verticalement par un contrefort relativement plat, qui est intercepté par un larmier d'un profil inversé au niveau du bandeau. Seul le compartiment en haut à droite est ajouré d'une fenêtre. Le compartiment en haut à gauche est réservé à un cadran solaire. Le mur se termine par une corniche en forme de doucine.
À l'arrière du narthex, l'on trouve la nef proprement dite. Elle représente la partie la plus ancienne de l'église. Bâtie en moellons de silex et cailloux, comme souvent dans le nord du Vexin et en pays de Thelle, elle est épaulée par des contreforts plats caractéristiques de l'époque romane. Ces contreforts se retraitent à mi-hauteur grâce à un court glacis, et s'amortissent par un glacis analogue, sans larmier bien prononcé. Le premier contrefort intermédiaire au nord est toutefois scandé par un larmier mouluré, mais il doit s'agir du résultat d'une réfection. Les deux contreforts intermédiaires par mur gouttereau et les trois fenêtres sur le mur gouttereau sud suggèrent trois travées. Au sud, toutes les fenêtres ont été agrandies, sans doute en 1720. Une petite porte en plein cintre bouchée subsiste à droite de la deuxième travée. Au nord, les fenêtres d'origine subsistent dans la première et dans la deuxième travée. Elles sont très petites, sans ébrasement extérieur, entourées de pierres taillées, et situées près de la corniche. Celle-ci se compose d'une tablette prenant appui sur des modillons frustes. Mais sauf au niveau de la dernière travée du sud, la plupart des modillons se sont perdus. Il n'y en a plus que trois pour les deux premières travées du sud, et une petite dizaine au nord. La dernière travée du nord est dépourvue de fenêtre. Sur toute sa largeur, un appentis de faible profondeur est plaqué devant la partie basse du mur. Il est recouvert d'un toit de tuiles plates, sauf tout à l'est, où il sert de soubassement à une petite cage d'escalier à pans de bois.

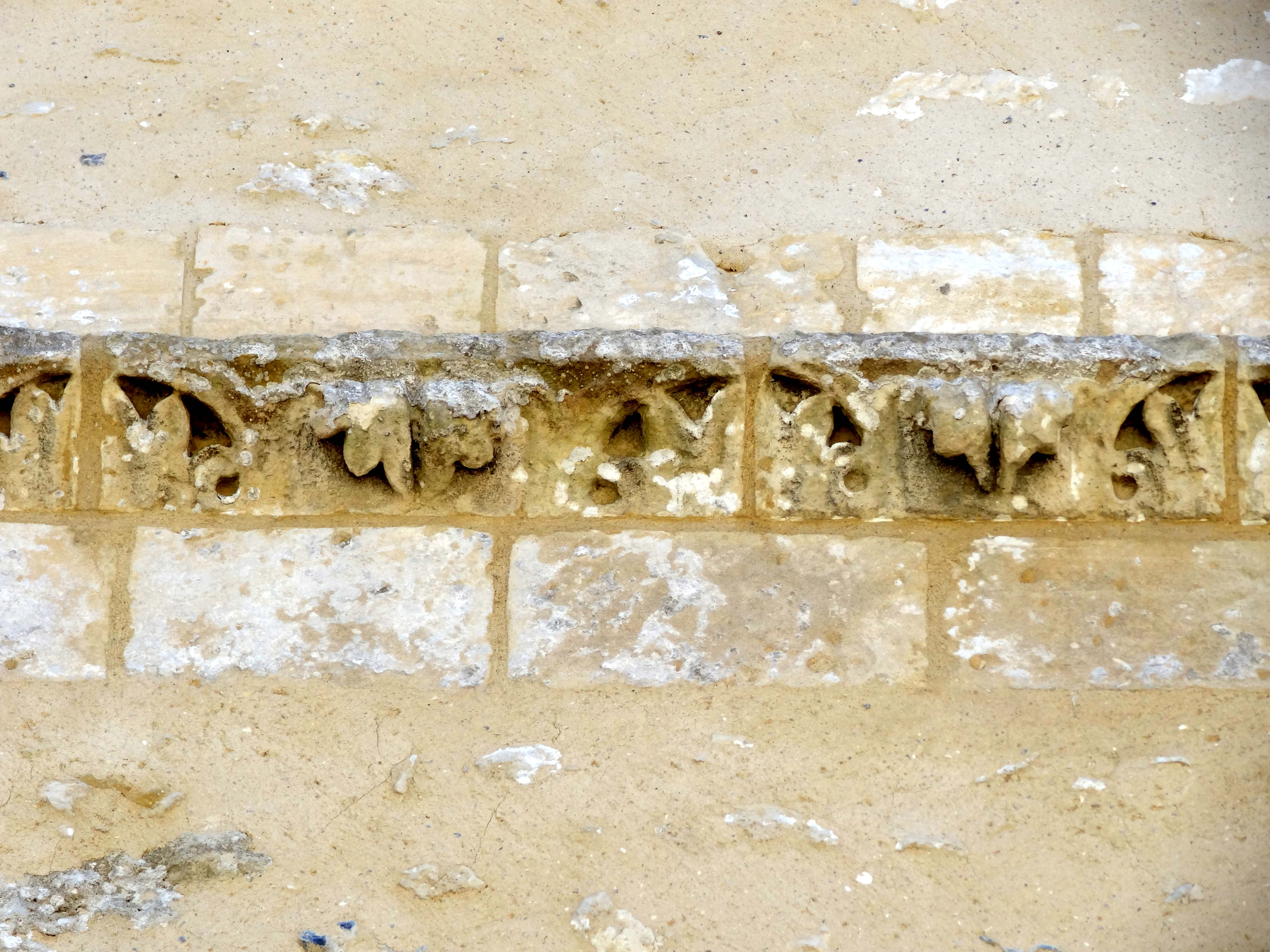
Frise de feuilles entablées.
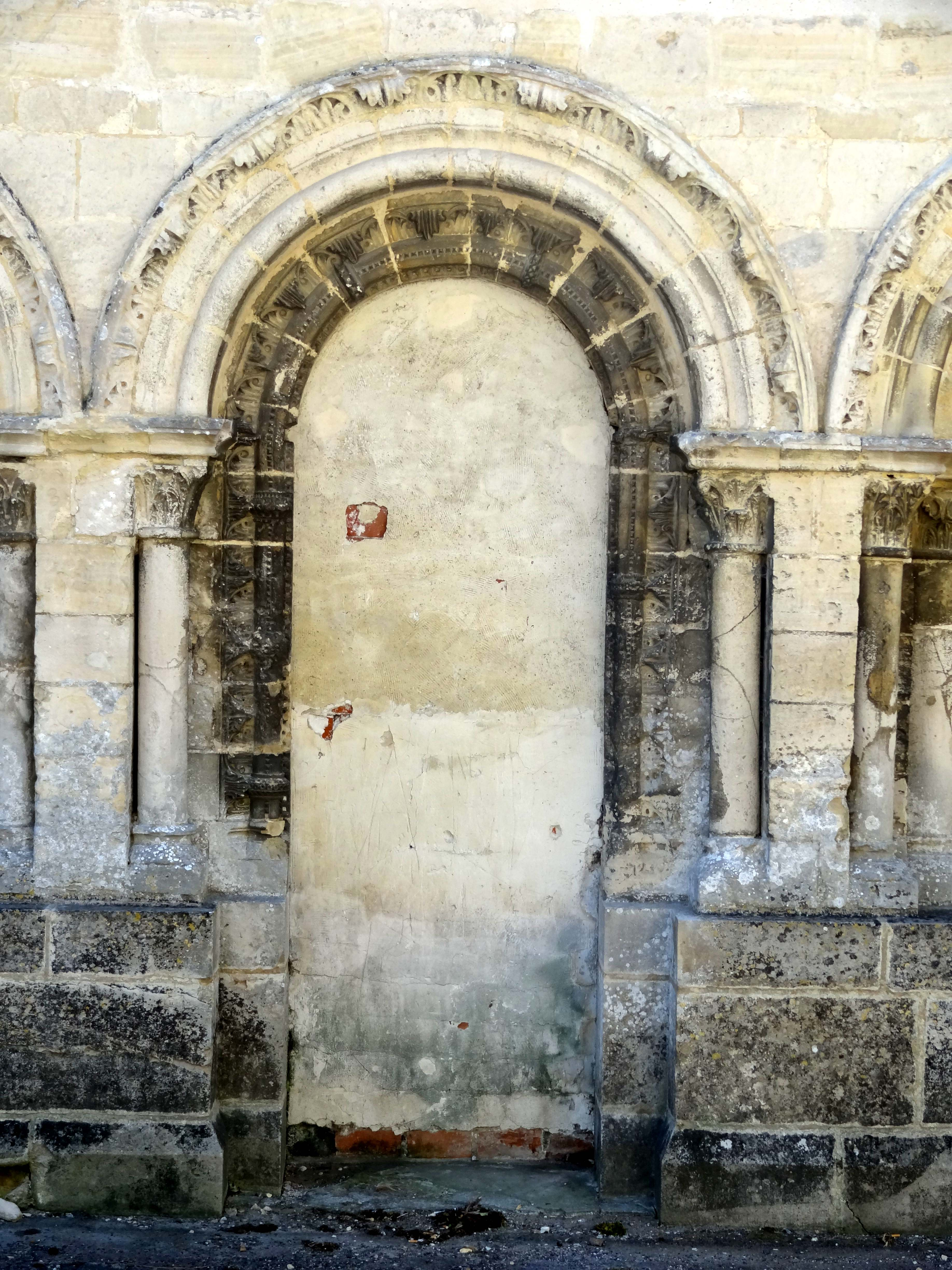
Porte bouchée au nord du narthex.
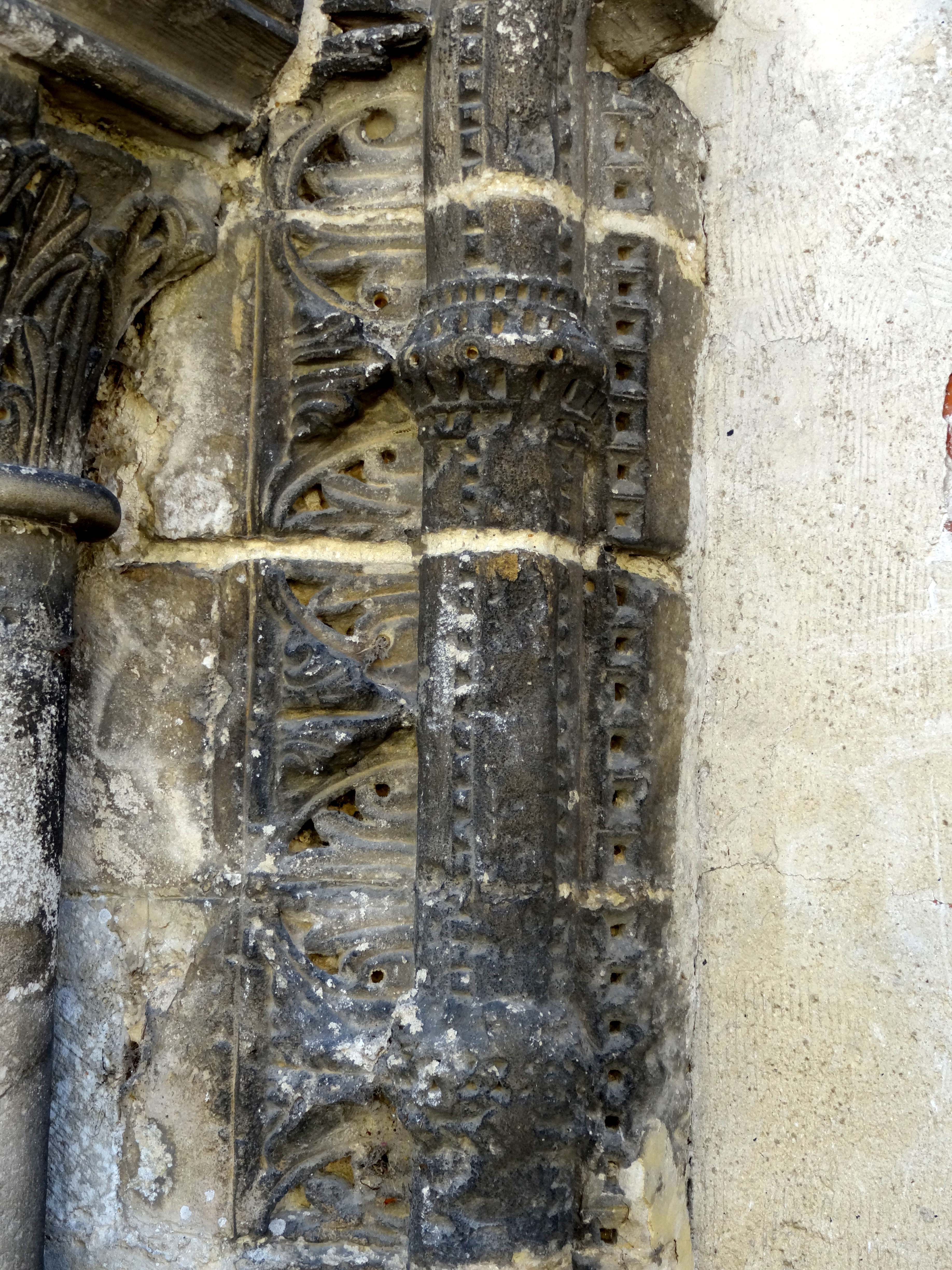
Piédroit gauche de la porte bouchée.
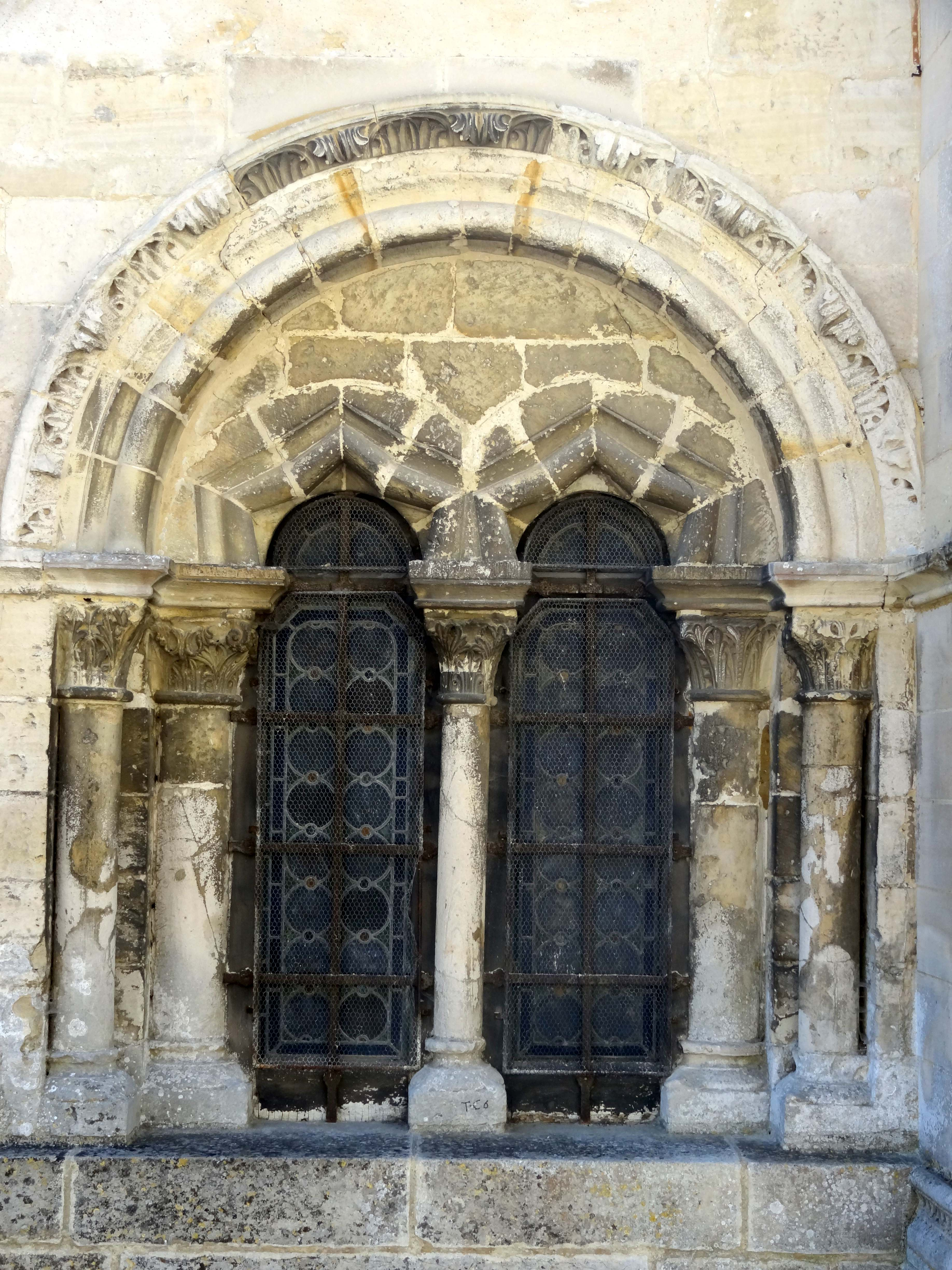
Fenêtre à droite de la porte bouchée.
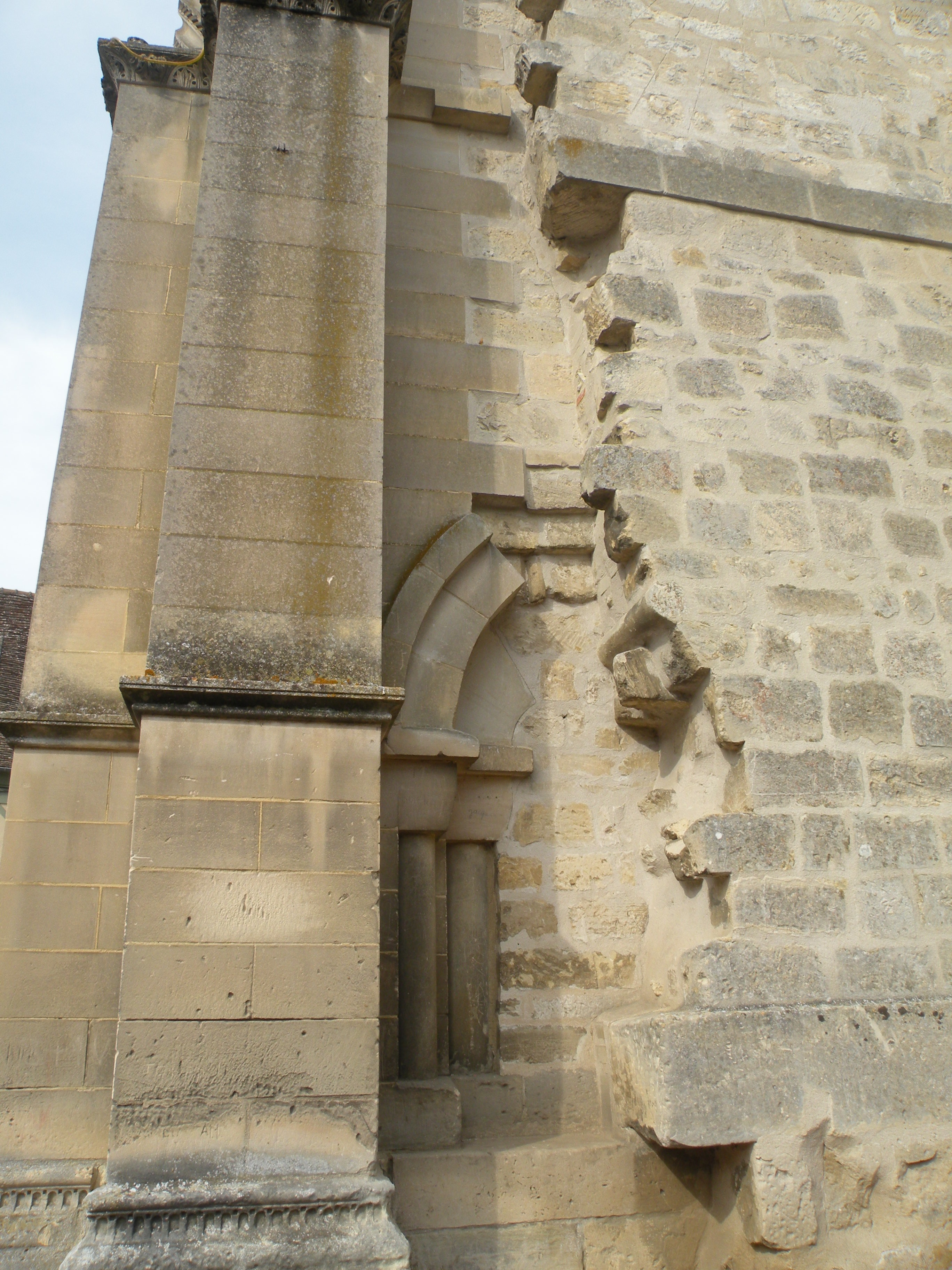
Rupture entre façade et mur gouttereau sud.
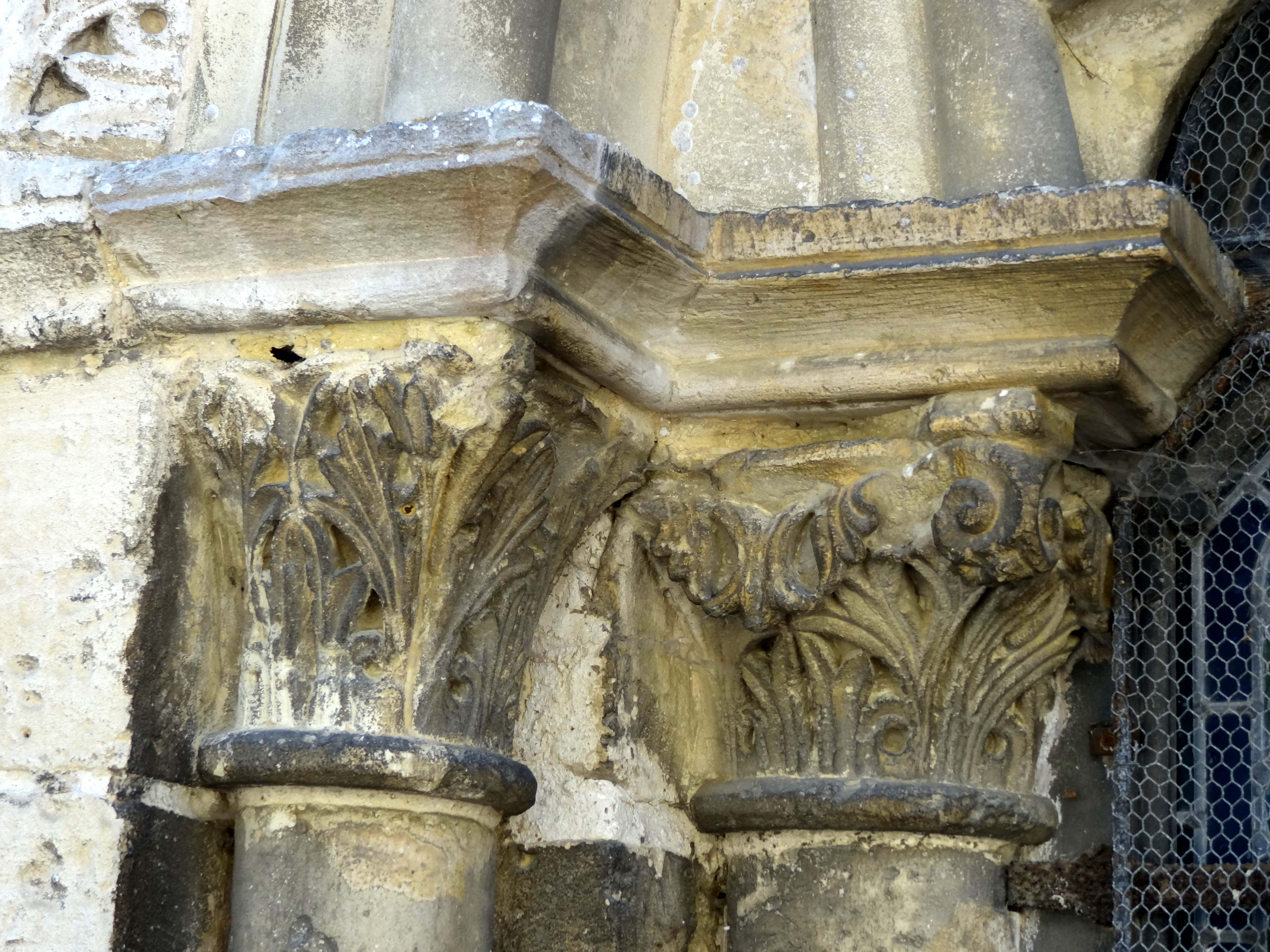
Chapiteaux au nord du narthex (fenêtre gauche).

#### Parties orientales

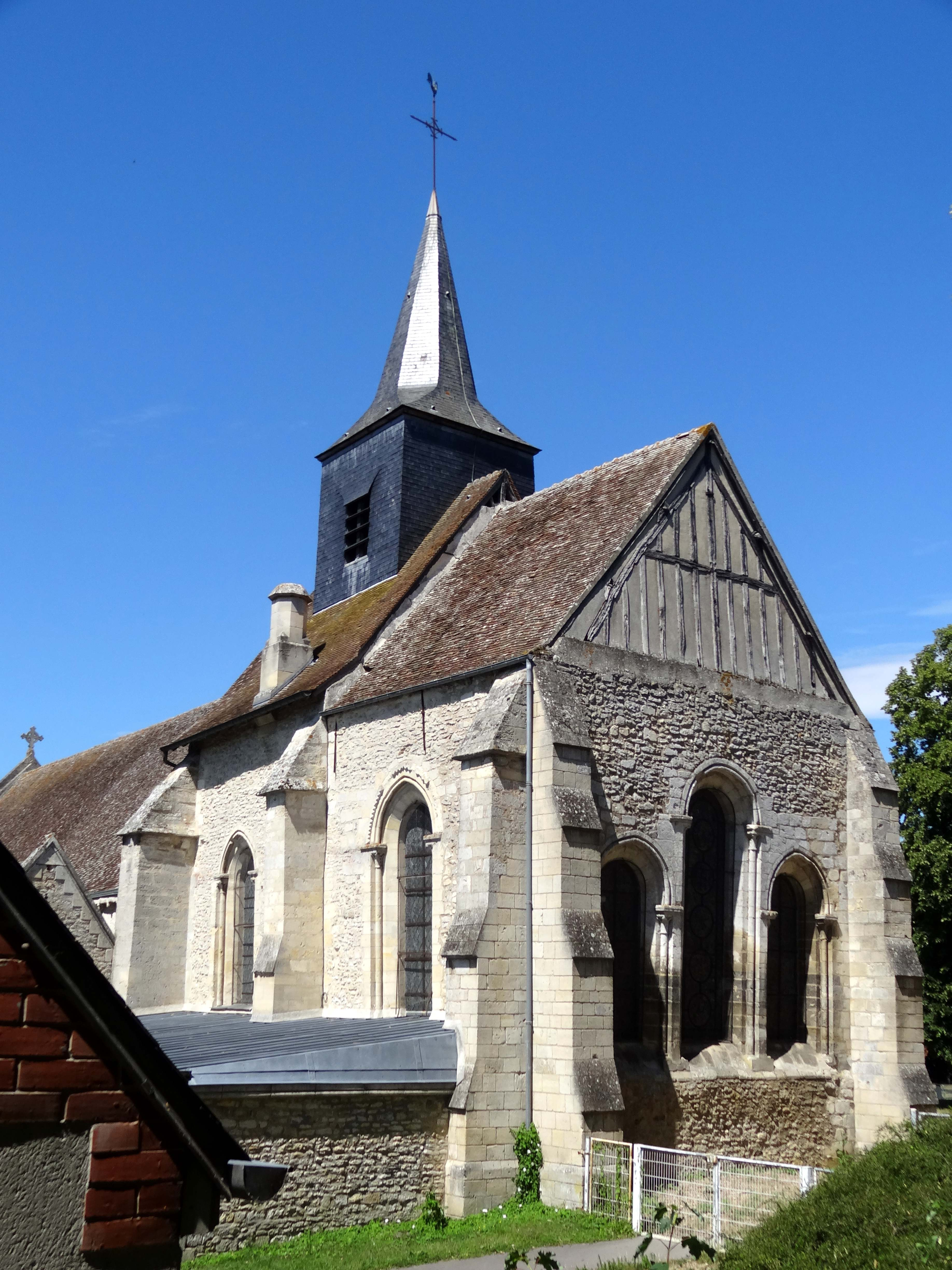
Vue depuis le sud-est.

Du fait du voûtement d'ogives, le chœur est à l'extérieur plus élevé que la nef, alors que c'est l'inverse à l'intérieur, puisque la fausse voûte en berceau de la nef s'inscrit entièrement sous la charpente de la toiture, et se situe donc au-dessus de la couronne des murs. La toiture de la première travée du chœur, celle qui supporte le clocher, est un peu plus élevée que celle de la deuxième travée, alors que les deux travées sont parfaitement homogènes à l'intérieur. Il n'y a pas de différence de largeur entre nef et parties orientales. Elles sont construites avec un certain soin, et l'ornementation dépasse en quelque sorte le strict minimum, car chacune des fenêtres s'ouvre entre deux colonnettes à chapiteaux et sous une archivolte torique. Mais l'édifice reflète néanmoins des contraintes économiques strictes, car il n'y a, à l'extérieur, aucun décor sculpté en dehors de l'encadrement des fenêtres. Les murs, hormis les contreforts et les pourtours des baies, sont appareillés en moellons irréguliers, et les pignons sont seulement à pans de bois. Il n'y a pas de corniche, et les colonnettes des fenêtres sont appareillées, et non en délit, comme sur le narthex roman.
Toutes les fenêtres sont des lancettes simples, avec un fort ébrasement extérieur. L'on trouve deux fenêtres au nord et deux au sud, soit une par travée de chaque côté. Celles de la première travée sont un peu moins élevées, et moins aigües. Le chevet est éclairé par un triplet, dont la baie médiane domine nettement les deux autres. Elle est en plein cintre, de même que celle à sa gauche, tandis que la baie de droite est en arc brisé. L'archivolte de la baie de gauche est aussi en arc brisé. Ce triplet paraît un peu irrégulier. Ses archivoltes sont moulurées d'un tore dégagé. Ses tailloirs affichent, du haut vers le bas, une tablette, un rang de têtes de clous, un cavet entre deux baguettes. Les corbeilles des chapiteaux, très effilées, sont sculptées de feuilles côtelées appliquées. Les deux bases encore intactes, qui se trouvent de part et d'autre du trumeau de gauche, se composent d'un petit tore percé de trous carrés, et d'un gros tore, sans scotie ni griffes d'angle. Le décor des baies latérales est un peu différent, car les tailloirs ne comportent pas de têtes de clous. En revanche, la deuxième baie du sud est surmontée d'un rang de dents de scie. Les bases sont abîmées ou manquantes. Restent à signaler les contreforts. Tous s'amortissent par un glacis au-dessus d'un larmier présent sur les trois faces. Les contreforts qui épaulent les angles du chevet se retraitent par un glacis formant larmier à mi-hauteur, ainsi que par un deuxième larmier plus proche du sol. Tel est aussi le contrefort intermédiaire au sud. Les deux contreforts qui regardent vers l'est possèdent un ressaut supplémentaire à équidistance entre le glacis sommital et le glacis à mi-hauteur. Les trois autres contreforts, peut-être refaits à une époque indéterminée, sont dépourvus de ressauts.

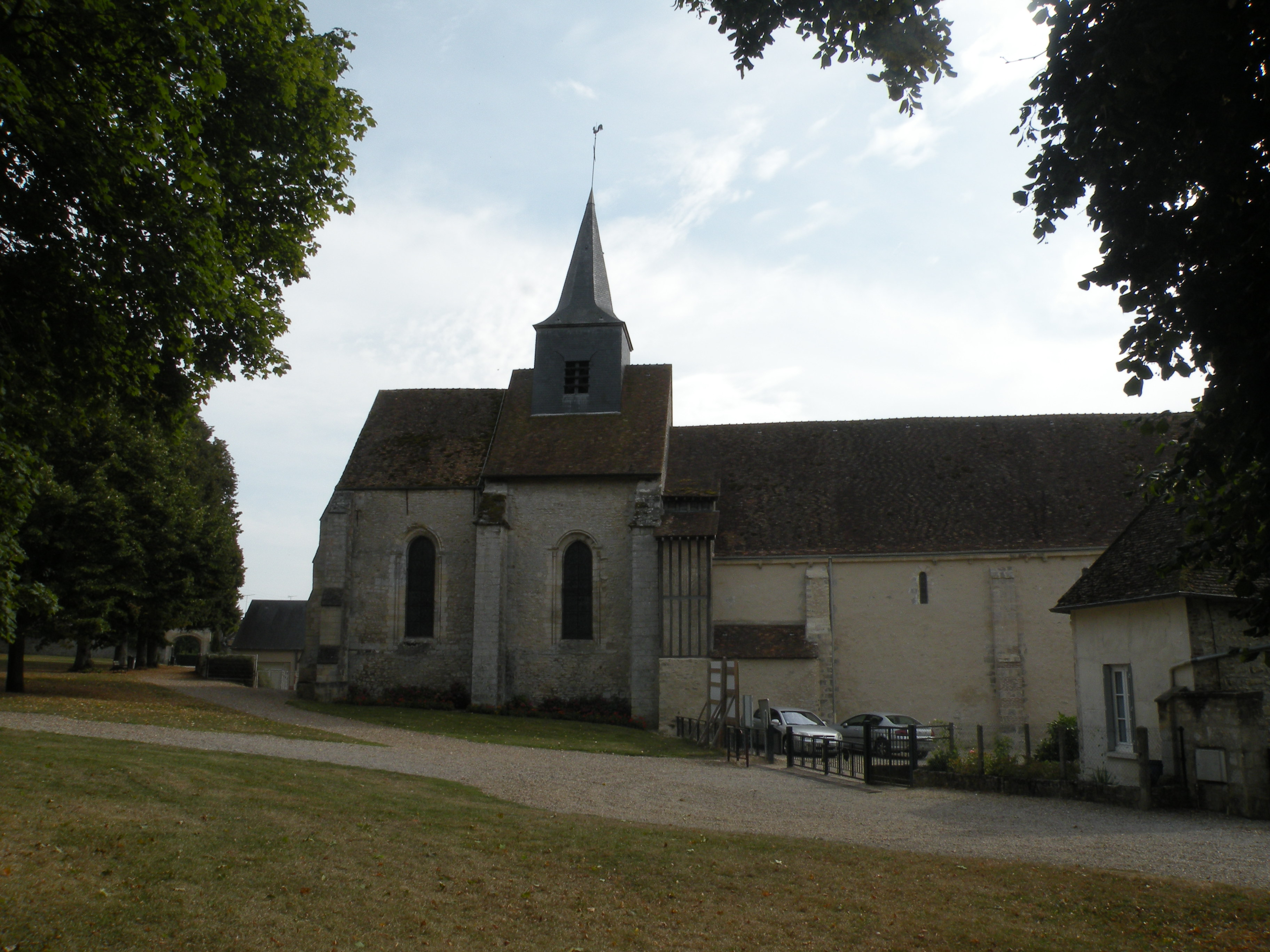
Vue depuis le nord.
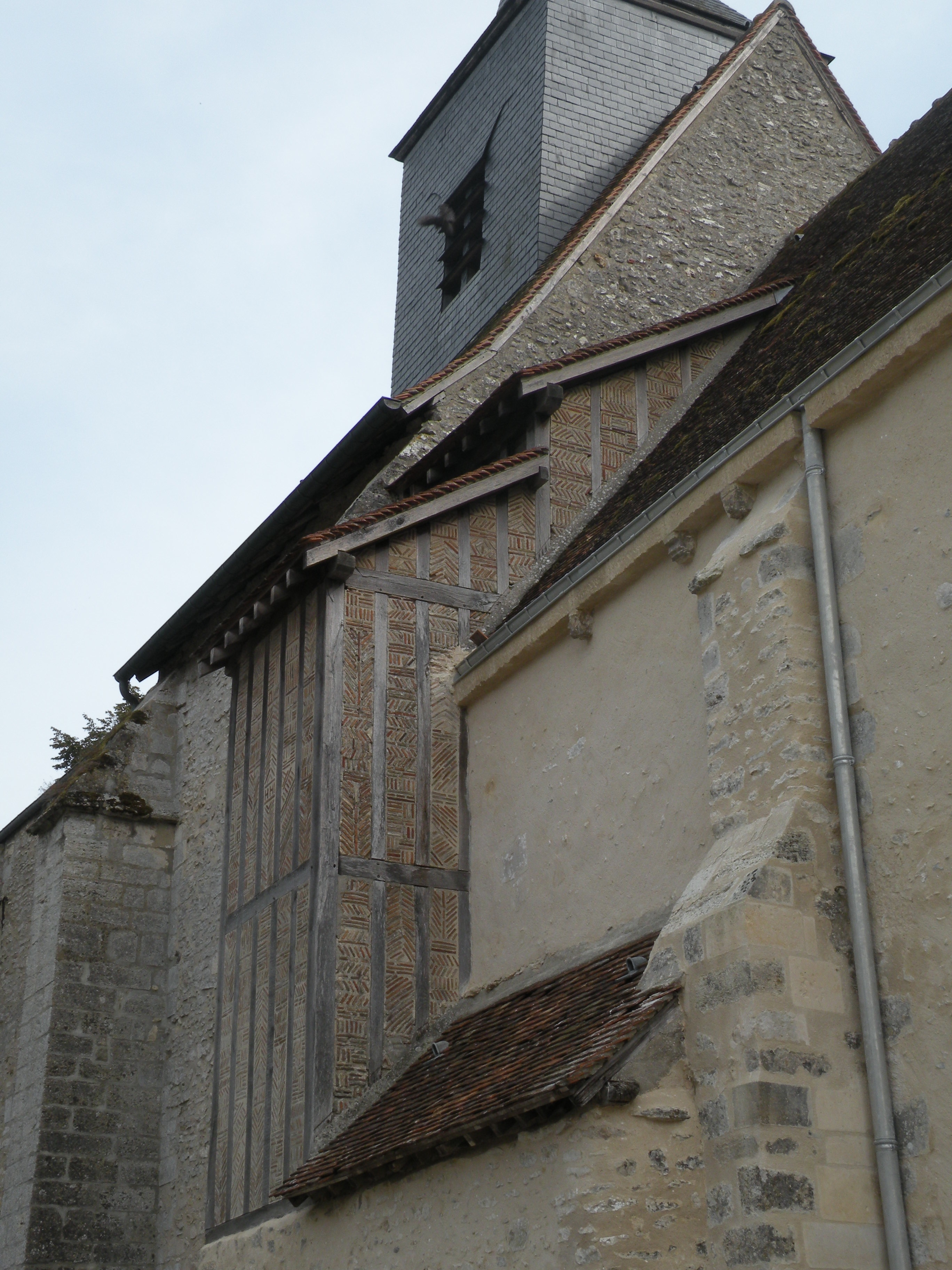
Cage d'escalier en pans de bois.
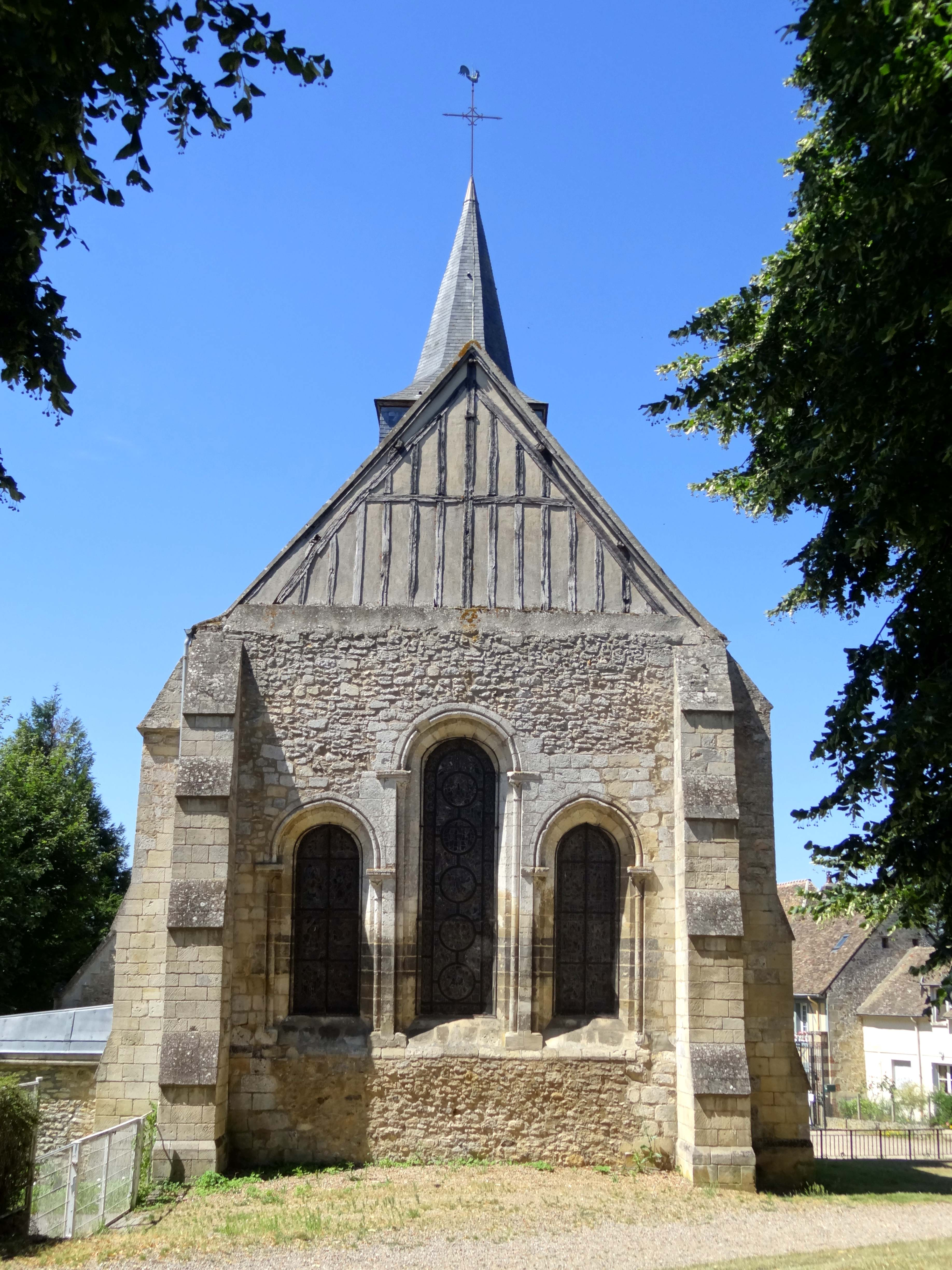
Chevet du chœur gothique.
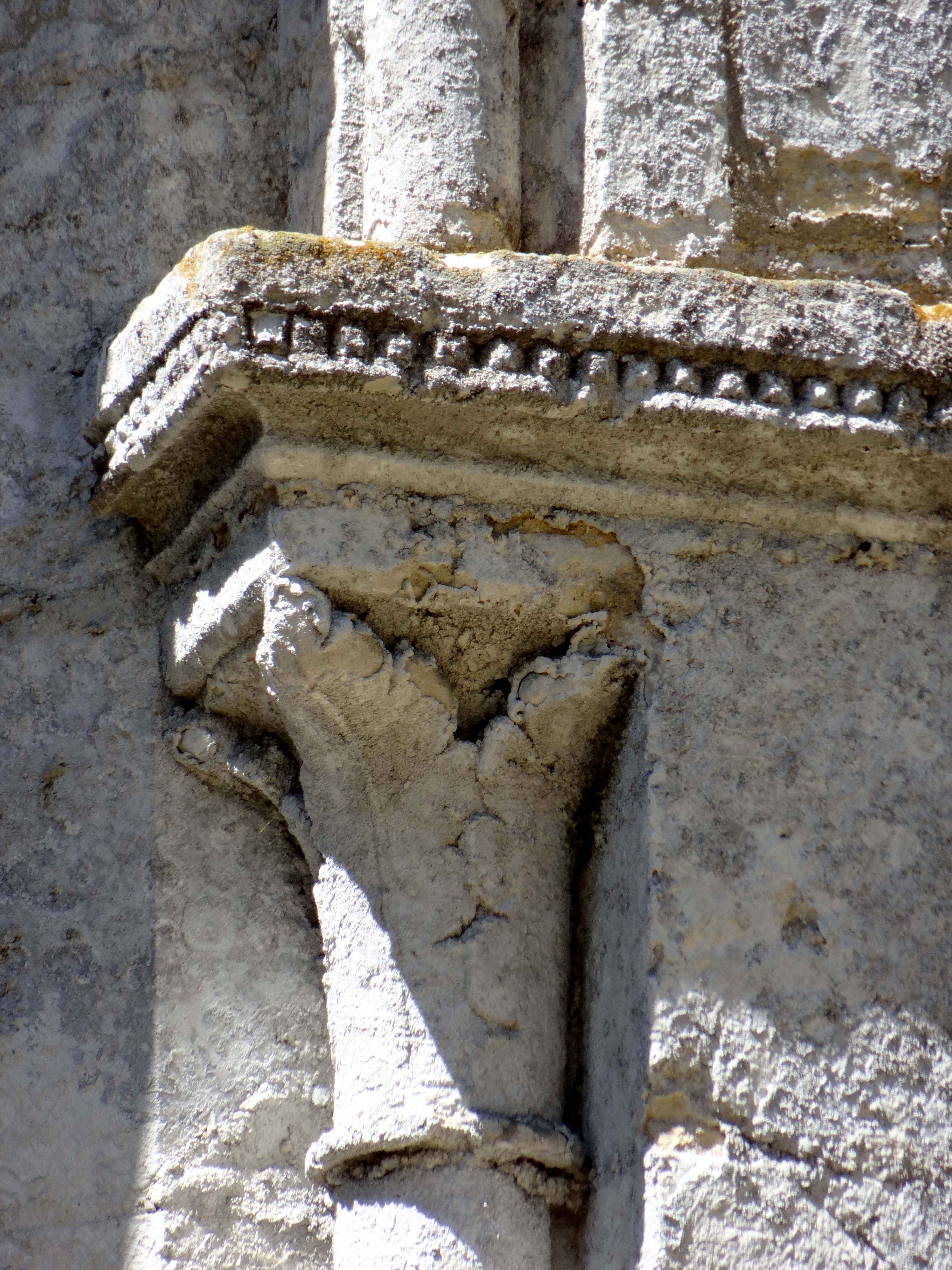
Chapiteau à droite de la baie de gauche.
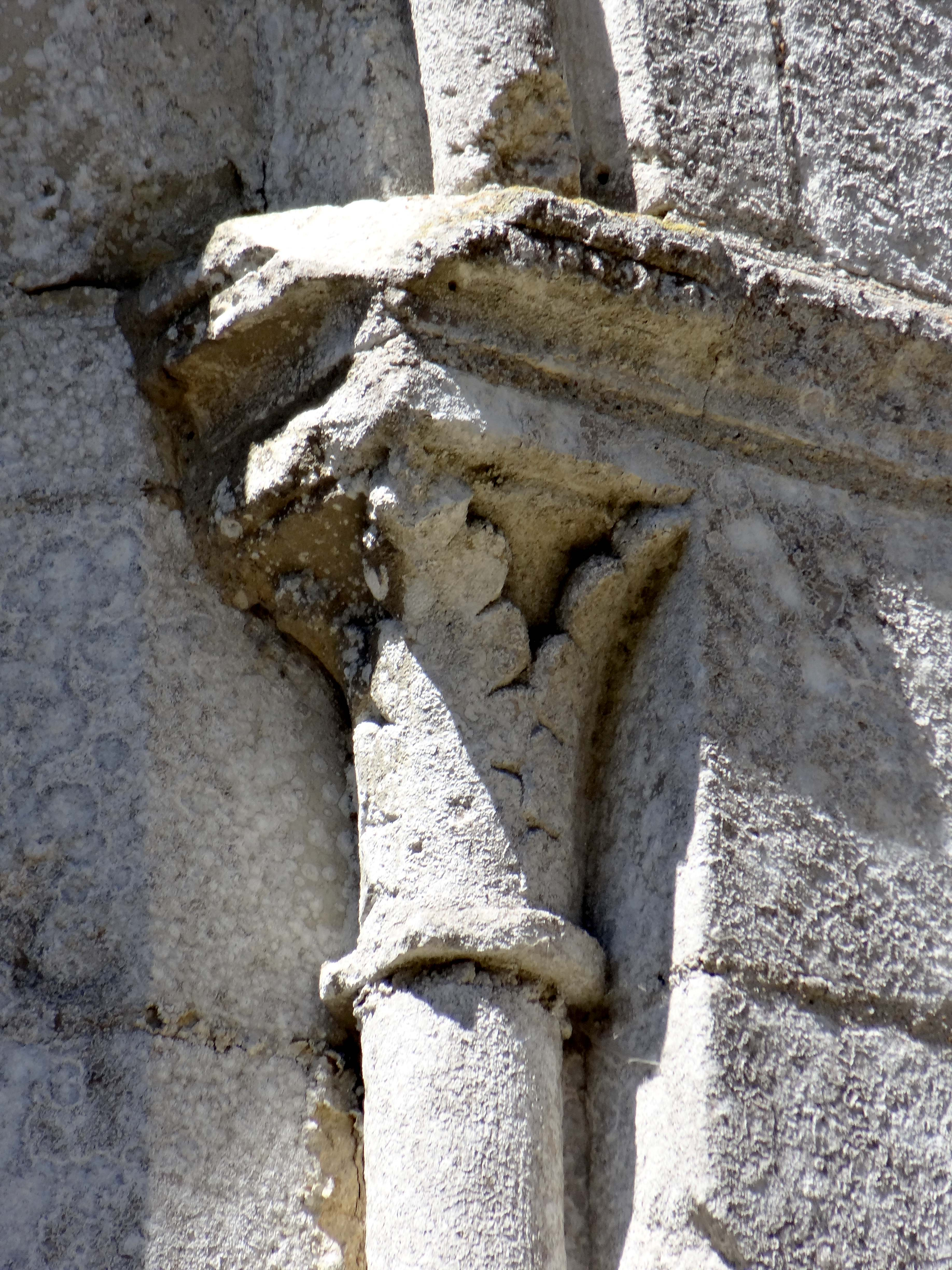
Chapiteau à droite de la baie médiane.
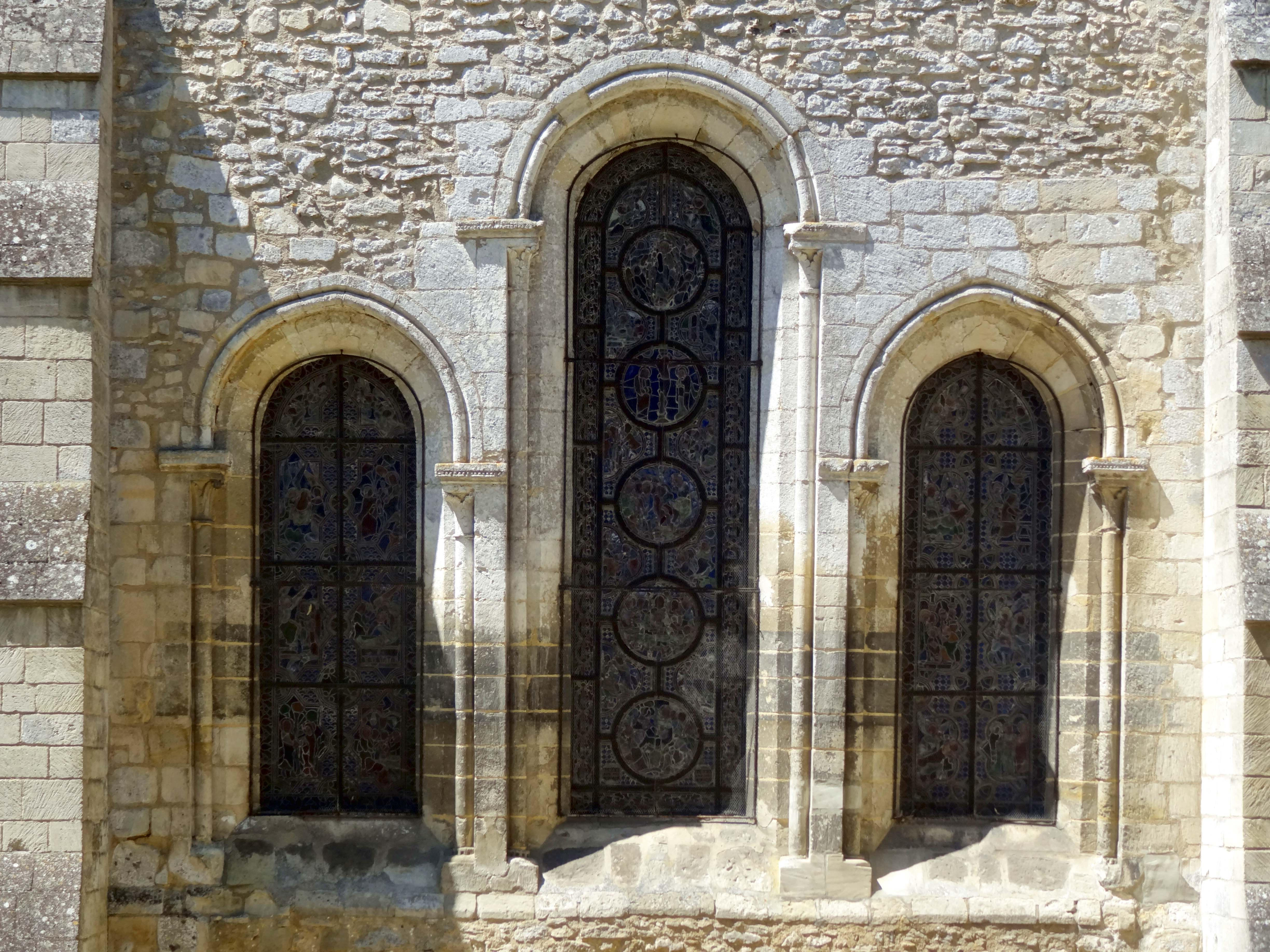
Triplet du chevet.

### Intérieur

#### Narthex et nef

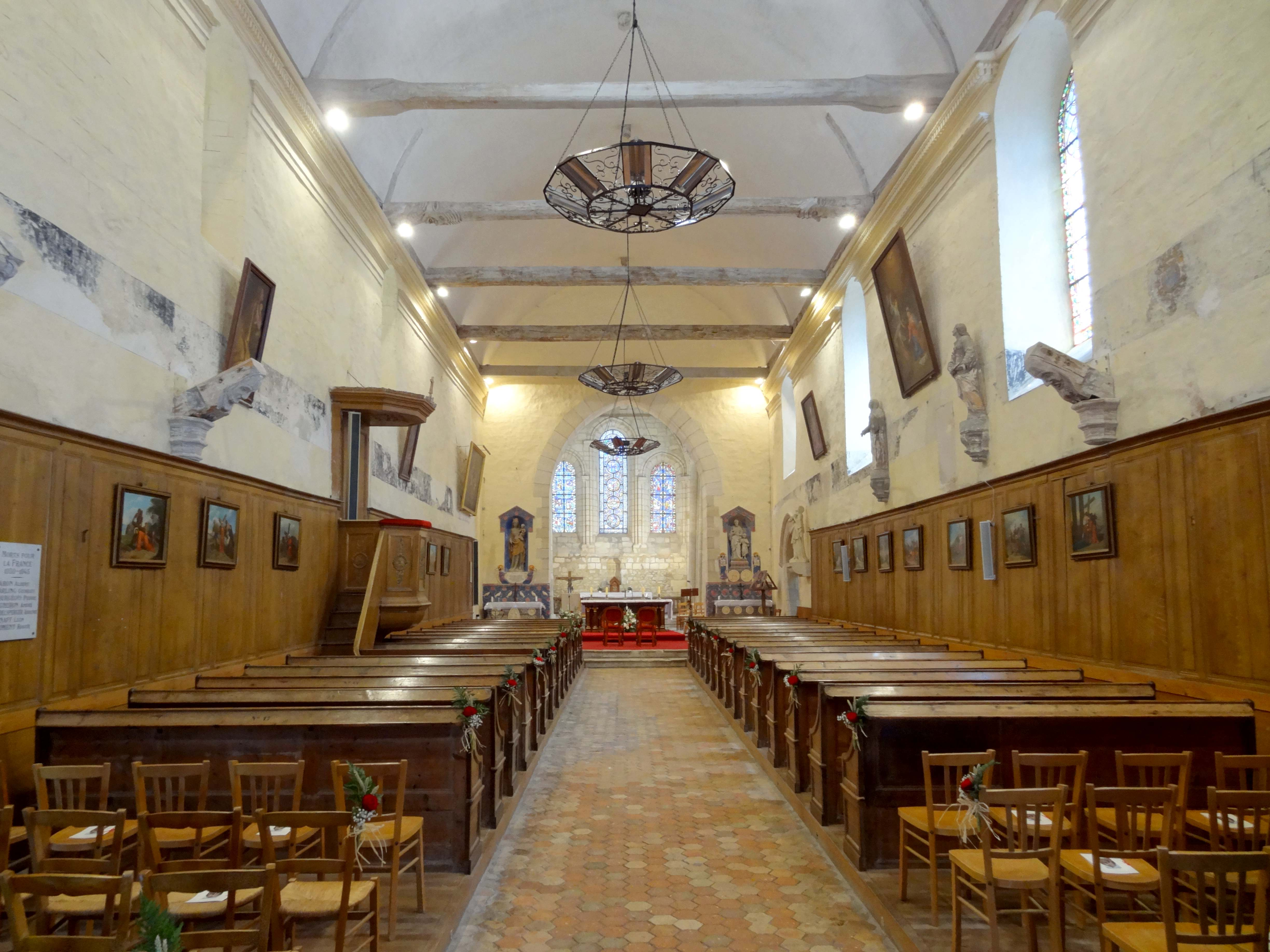
Nef, vue vers l'est.

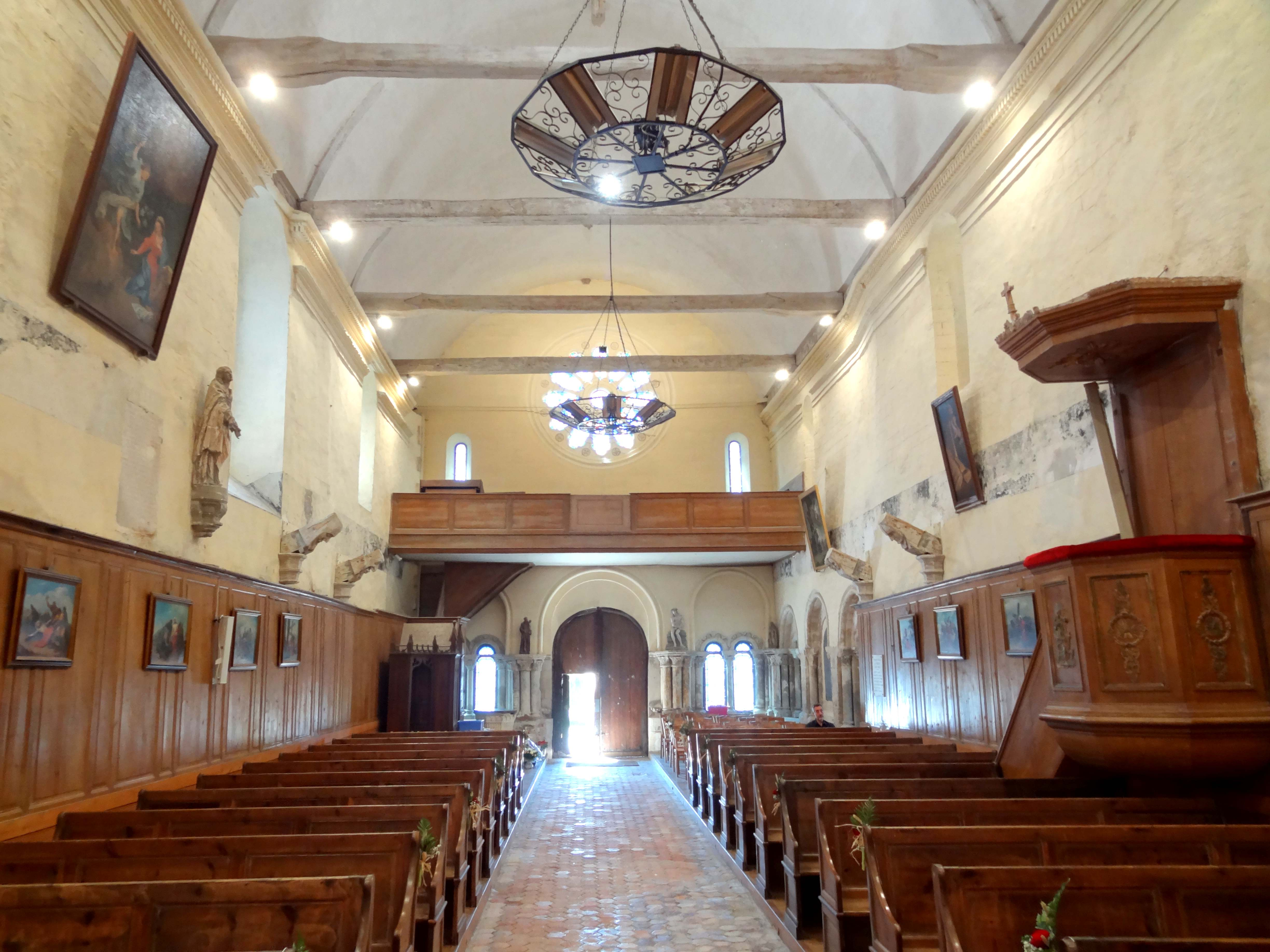
Nef, vue vers l'ouest.

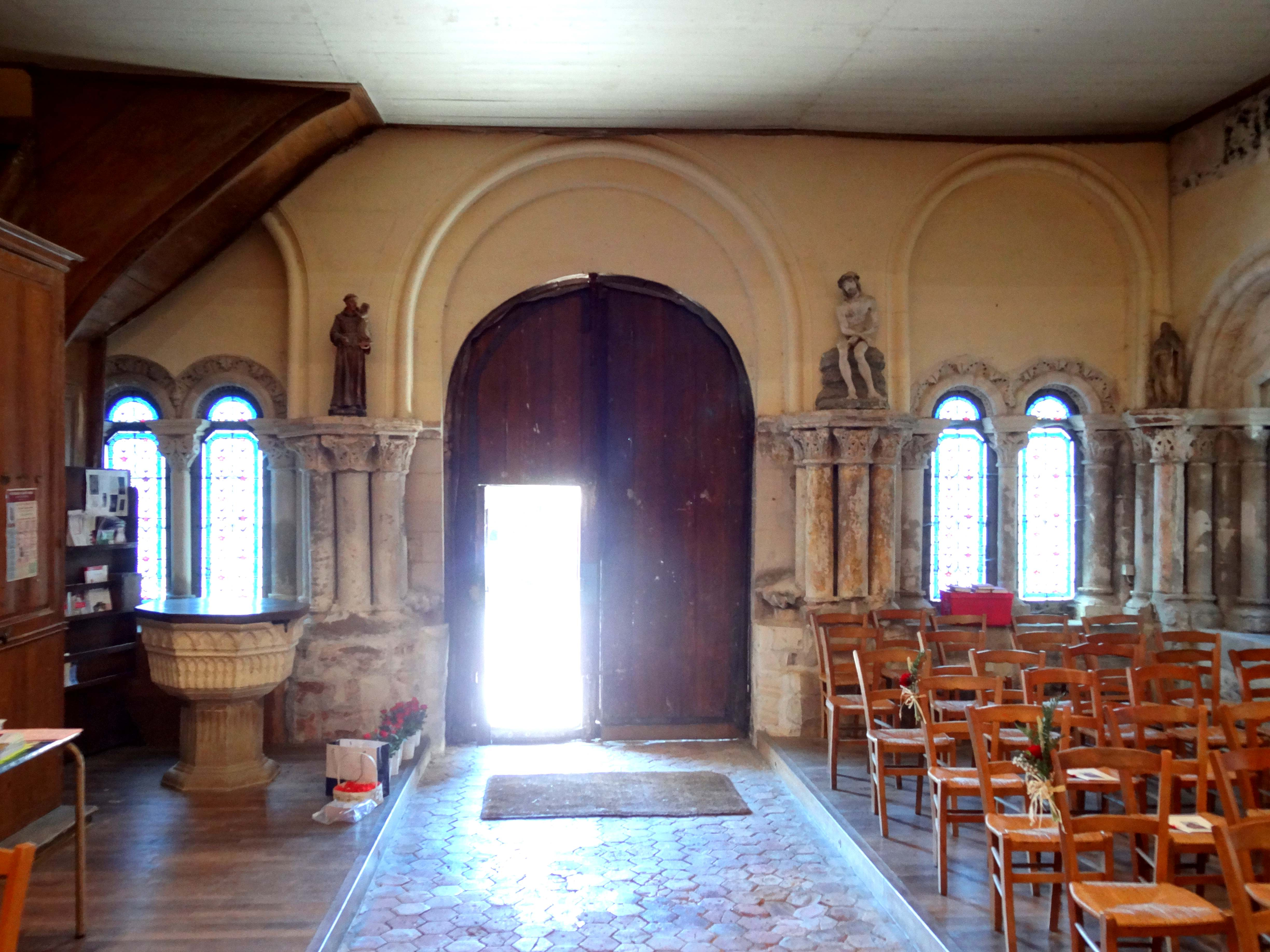
Narthex, vue vers l'ouest.

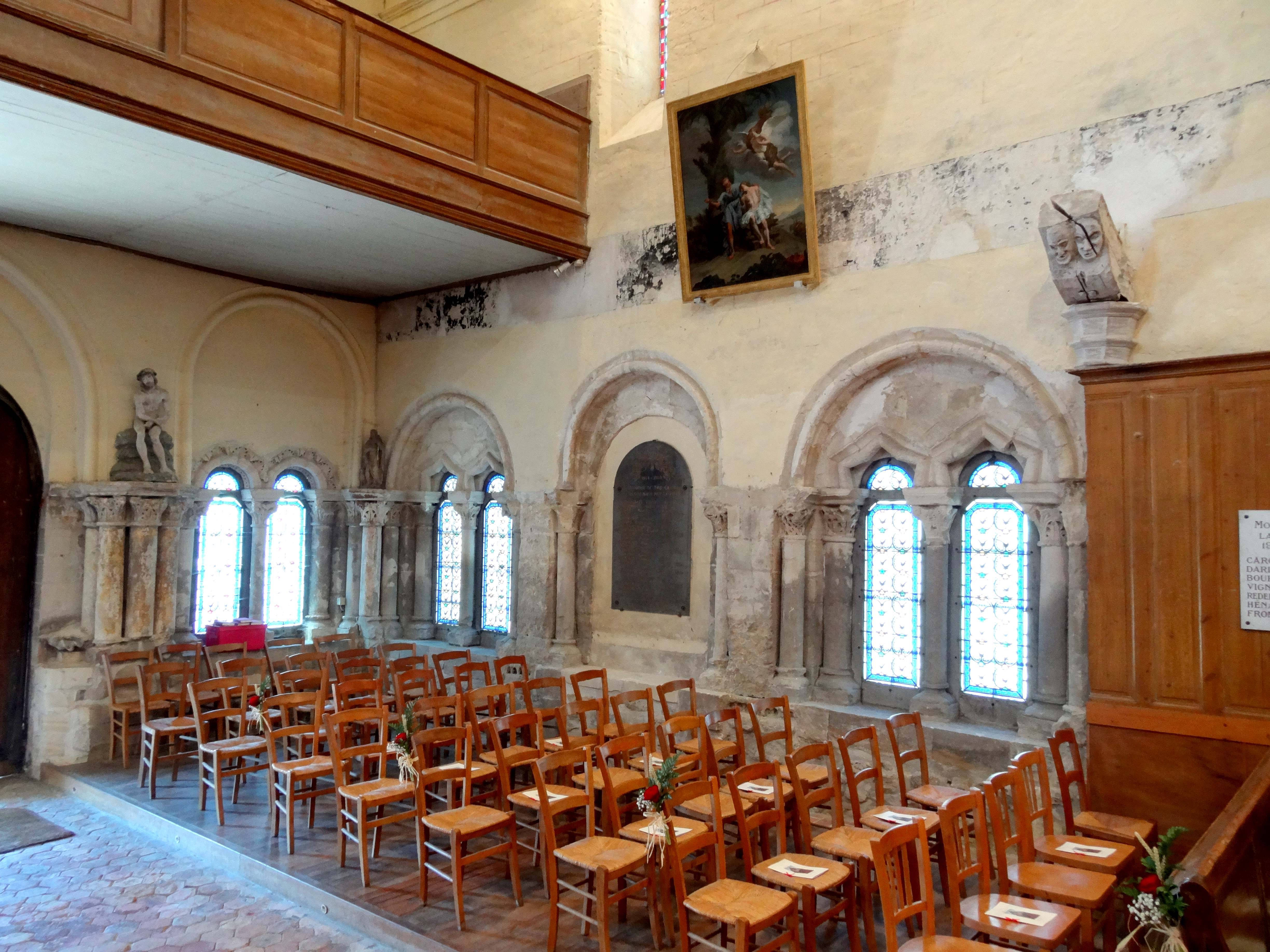
Narthex, vue vers le nord-ouest.

À l'intérieur, la distinction entre narthex et nef n'existe qu'au début du mur latéral nord, et ceci seulement au niveau du rez-de-chaussée. Au-dessus de la porte bouchée encadrée par les deux fenêtres, la litre funéraire d'Henri II d'Orléans-Longueville (1595-1663) établit la continuité avec la nef. Plus haut, la fenêtre néo-romane, non décorée à l'intérieur de l'église, ressemble à ses homologues de la nef. Avant et surtout, narthex et nef partagent une même corniche et une même charpente, la corniche étant de style classique. La charpente est en majeure partie dissimulée sous la fausse voûte en berceau, et l'on n'en voit que les entraits, dont la plupart sont frustes depuis la restauration en 2011, et les pannes sablières. Les engoulants prennent à Trie-Château l'apparence de têtes humaines plus ou moins caricaturales, avec des expressions exagérées en raison du fort dégrée d'abstraction, qui résulte sans doute, de la maîtrise limitée de la taille du bois par les charpentiers, et de l'emploi d'outils rudimentaires. Le résultat sont des spécimens d'un art naïf assez rare en son genre dans la région. Heureusement, les engoulants déposés lors du remplacement des entraits sont demeurés dans l'église, et on peut les contempler de plus près comparé à leur emplacement d'origine, tout en hauteur. Un engoulant présente deux petites têtes accouplées ; un autre une superposition de multiples sourcils en guise de chevelure, et des oreilles placées horizontalement ; et un troisième deux yeux dans chaque orbite et deux bouches superposées. Les têtes d'hommes barbus que l'on trouve en plusieurs exemplaires respectent en revanche l'anatomie humaine. Tout aussi intéressante que les engoulants est la frise sculptée qui court sur la sablière. Elle propose deux principaux motifs, à savoir des pampres au-dessus d'un rang de dents de scie, sculptées avec maladresse, et des arcs en plein cintre alternant avec des hommes en buste qui se tiennent le ventre. Les rosettes triangulaires qui garnissent les écoinçons entre deux arcs sont les mêmes qui figurent habituellement sur les accolades gothiques flamboyantes, et fournissent ainsi un indice de datation. Quant à la frise de style classique, elle date vraisemblablement de 1720, année de réfection du début du mur gouttereau sud, et affiche, du haut vers le bas, un rang de perles, un rang de denticules, et plusieurs moulures. Cette corniche est de forte envergure, et constitue l'unique décor sculpté de la nef des alentours de 1100.
Dans le narthex, le décor sculpté des fenêtres et du portail latéral nord confère à cette partie de l'église un grand intérêt architectural et artistique. Il est pour l'essentiel authentique, et analogue au décor extérieur, à l'exception toutefois des archivoltes supérieures des fenêtres. Celles-ci se contentent d'un simple tore comme unique ornement. La tribune actuelle n'a rien d'une tribune seigneuriale. D'une grande sobriété et sans style particulier, elle est sans aucun doute de date récente. Elle ne recouvre que la partie arrière du rez-de-chaussée, et l'on y accède par un étroit escalier en bois dans l'angle sud-ouest. Aucune trace ne subsiste de la tribune ancienne, ni des potentiels remaniements, à l'exception de la rupture dans l'appareil entre la façade reconstruite en 1860/67 et le mur sud rebâti en 1720. Les réserves vis-à-vis de l'hypothèse d'un voûtement d'ogives ancien du rez-de-chaussée du narthex ont déjà été formulées. L'hypothèse du voûtement n'est cependant pas sans fondement, car des faisceaux de trois colonnettes à chapiteaux sans emploi sont placés de part et d'autre du portail occidental, et des colonnettes à chapiteaux uniques dans les angles nord-ouest et sud-ouest du narthex. Elles s'ajoutent aux colonnettes à chapiteaux des fenêtres, le portail occidental en étant dépourvu à l'intérieur de l'église. Assez curieusement, les chapiteaux des colonnettes sans emploi sont situés à la même hauteur que ceux des fenêtres. Ils sont tous sculptés du même motif de feuillage que l'avant-dernier chapiteau du mur nord. On peut imaginer que les archivoltes des fenêtres et portes, moulurées d'un simple tore, étaient destinées à servir en même temps de formerets aux voûtes. Afin que les voûtes ne descendent pas trop bas, les tracés des archivoltes auraient été surhaussés, comportant ainsi des sections verticales au-dessus des tailloirs. Ce surhaussement, qui saute aux yeux, a pour conséquence que le tracé des archivoltes du portail occidental et des deux baies voisines soit différent à l'intérieur et à l'extérieur de l'église. Or, le surhaussement n'a été appliqué qu'à l'ouest. Au nord, le tracé des archivoltes est identique à l'intérieur et à l'extérieur de l'église. Y manquent aussi les colonnettes à chapiteaux sans emploi, et la faible largeur des trumeaux entre le portail septentrional bouché et les deux baies contigües ne suffit pas pour y loger des faisceaux de trois colonnettes. Si l'on considère ces incohérences ainsi que le problème déjà énoncé de quatre dimensions différentes pour les neuf voûtes, l'on est amené à penser qu'un changement de parti soit intervenu après l'achèvement du mur occidental, et avant la mise en chantier du mur septentrional. L'on aurait ainsi renoncé au voûtement. Dans ce contexte, il devient plausible que le triplet exposé au Victoria & Albert Museum provienne du mur latéral sud, qui a bien pu être de dix à vingt ans plus tardif que la façade. Il n'est probablement pas fortuit que les baies de la façade, du mur nord et du triplet soient de dimensions analogues.

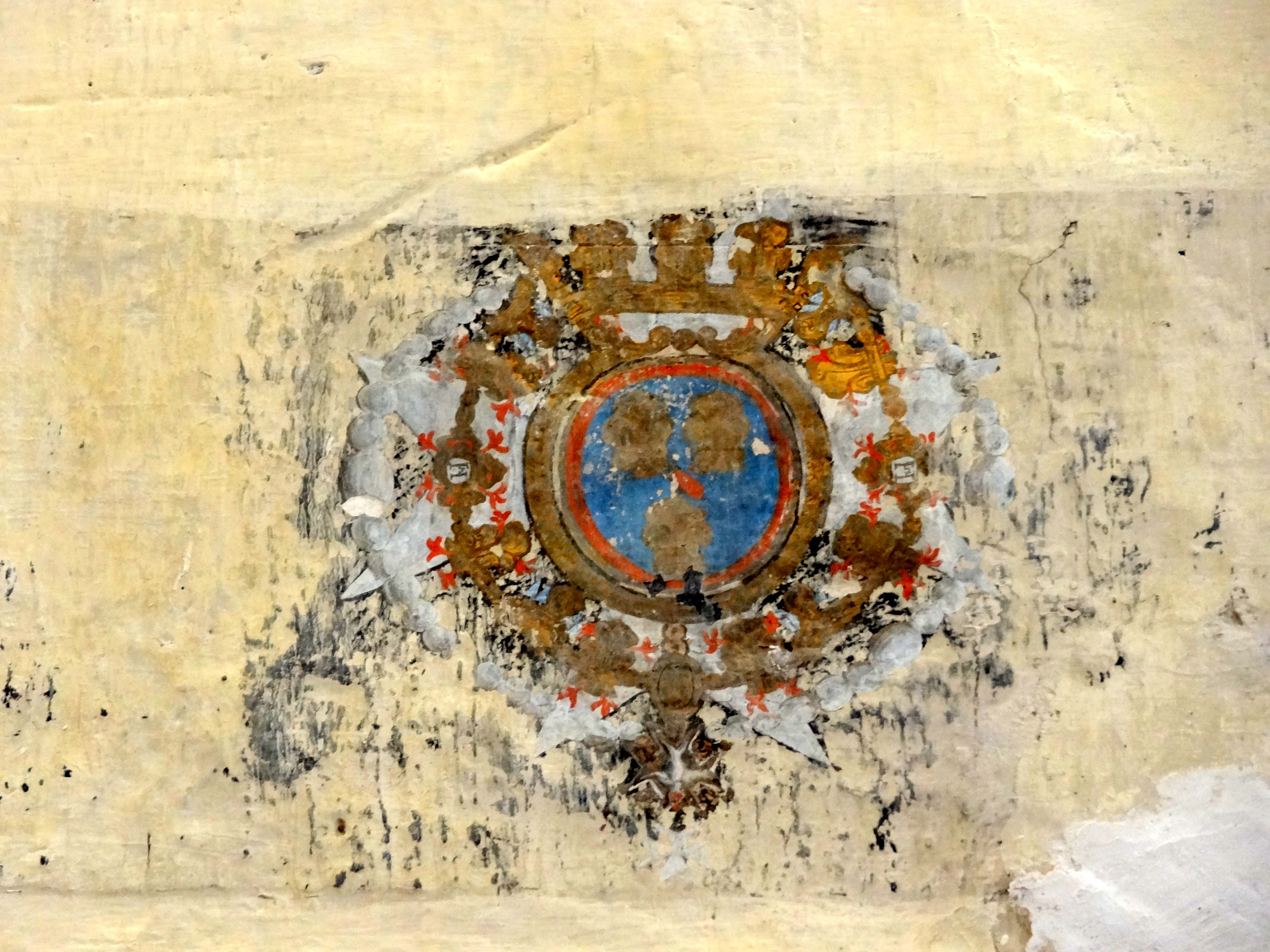
Litre funéraire d'Henri II d'Orléans-Longueville.
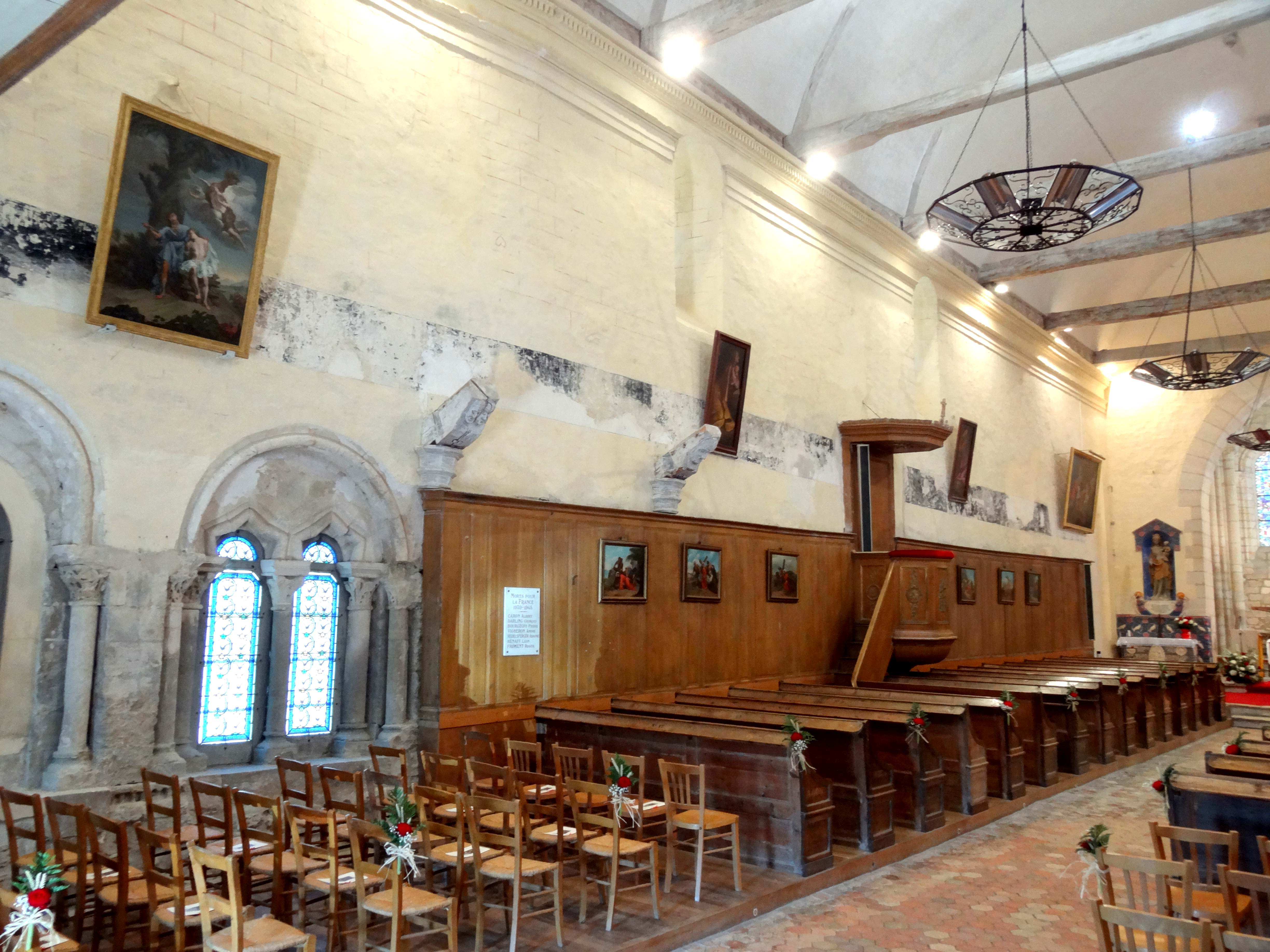
Nef, mur nord, vue vers le nord-est.
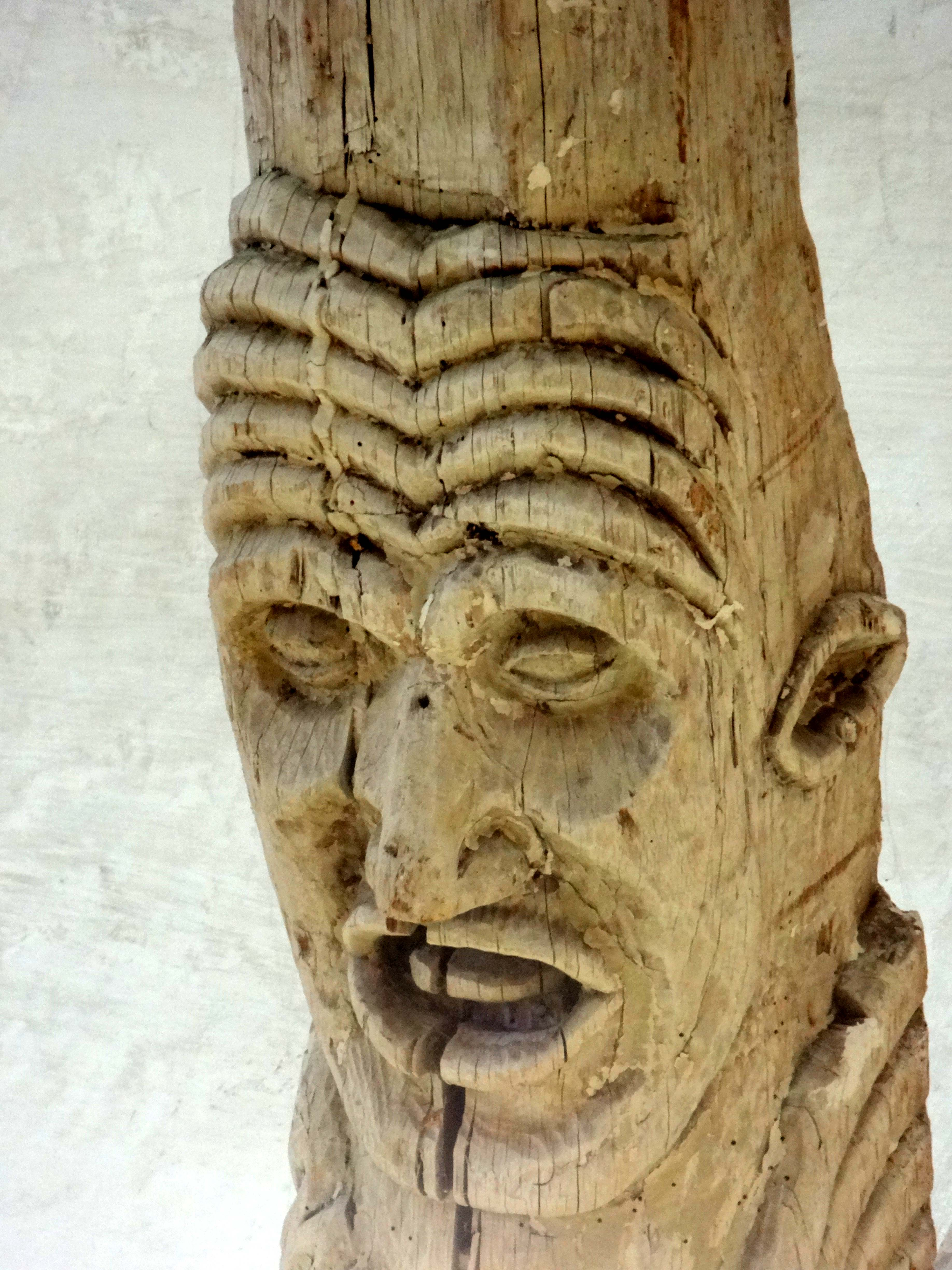
Engoulant de la charpente.
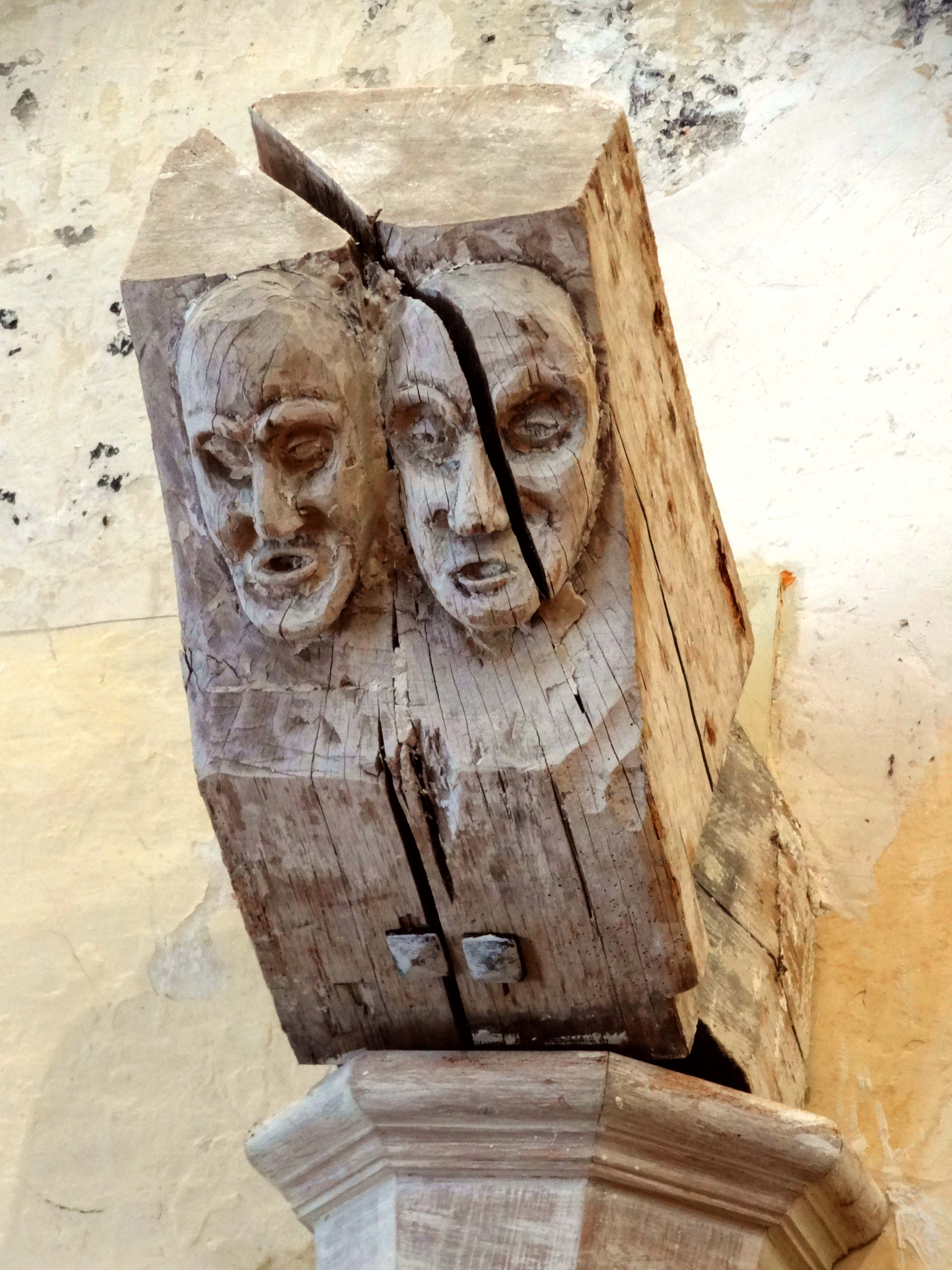
Engoulant déposé de la charpente.
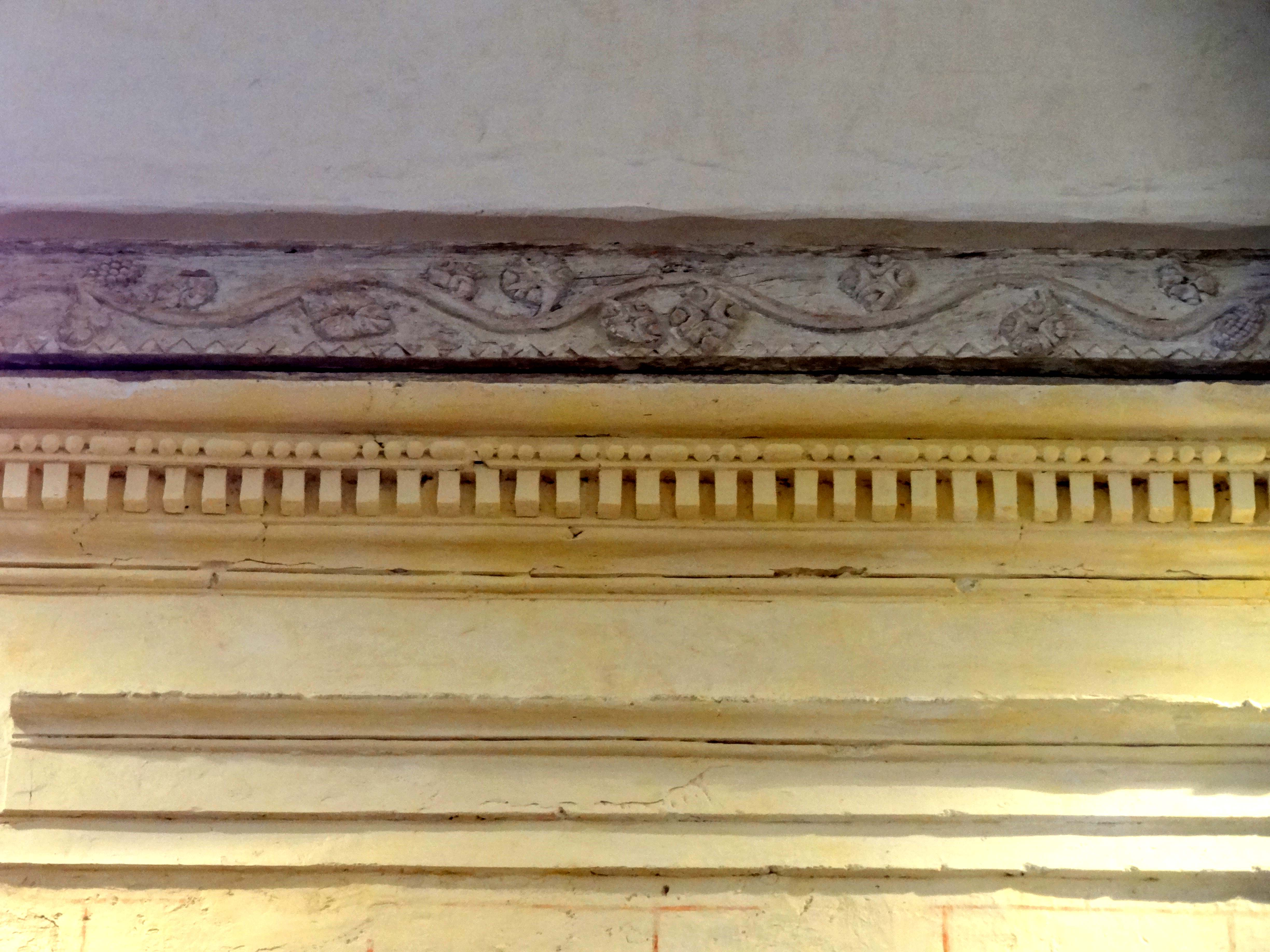
Sablière sculptée et corniche.
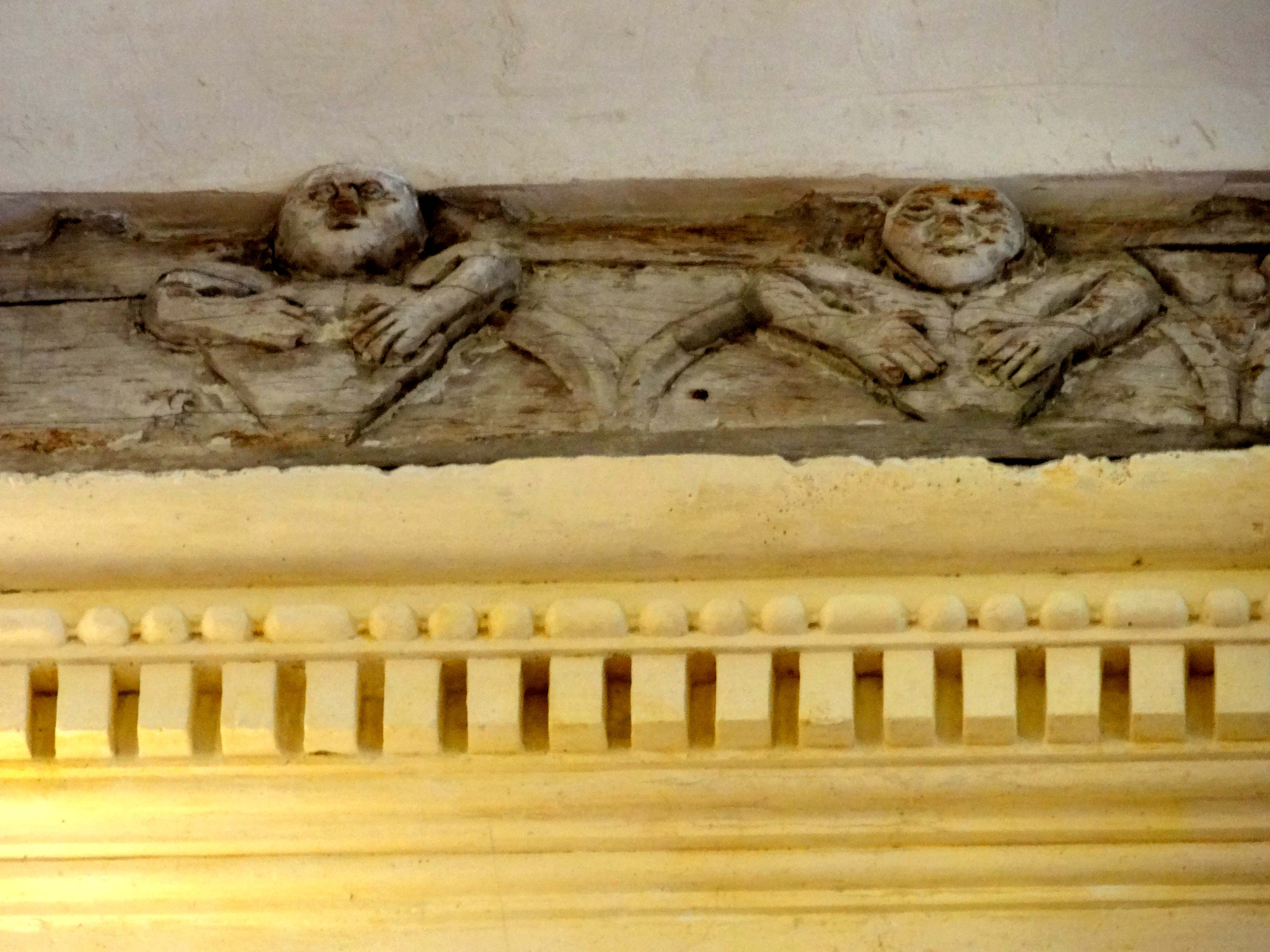
Sablière sculptée et corniche.

#### Chœur

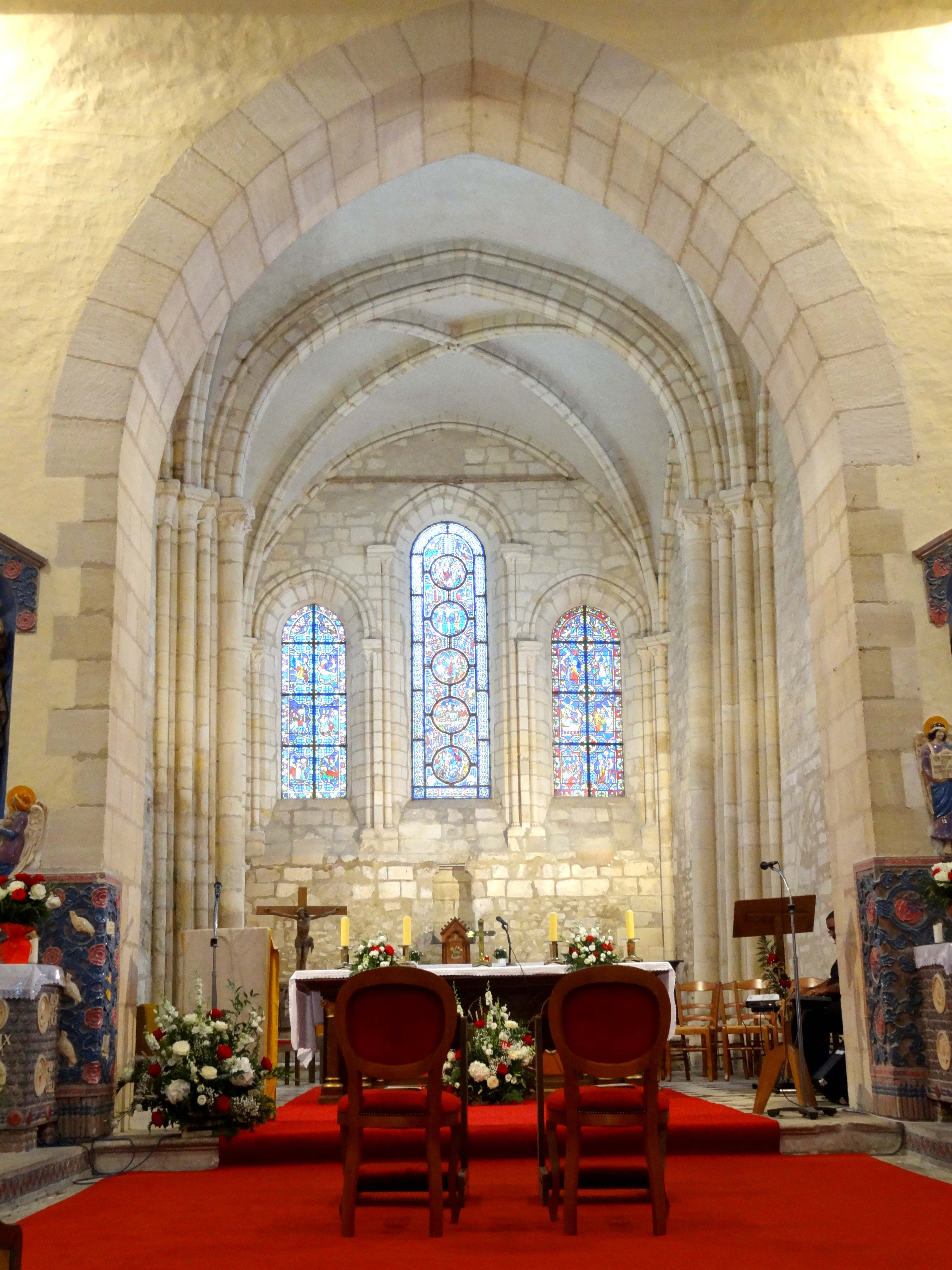
Nef, vue dans le chœur.

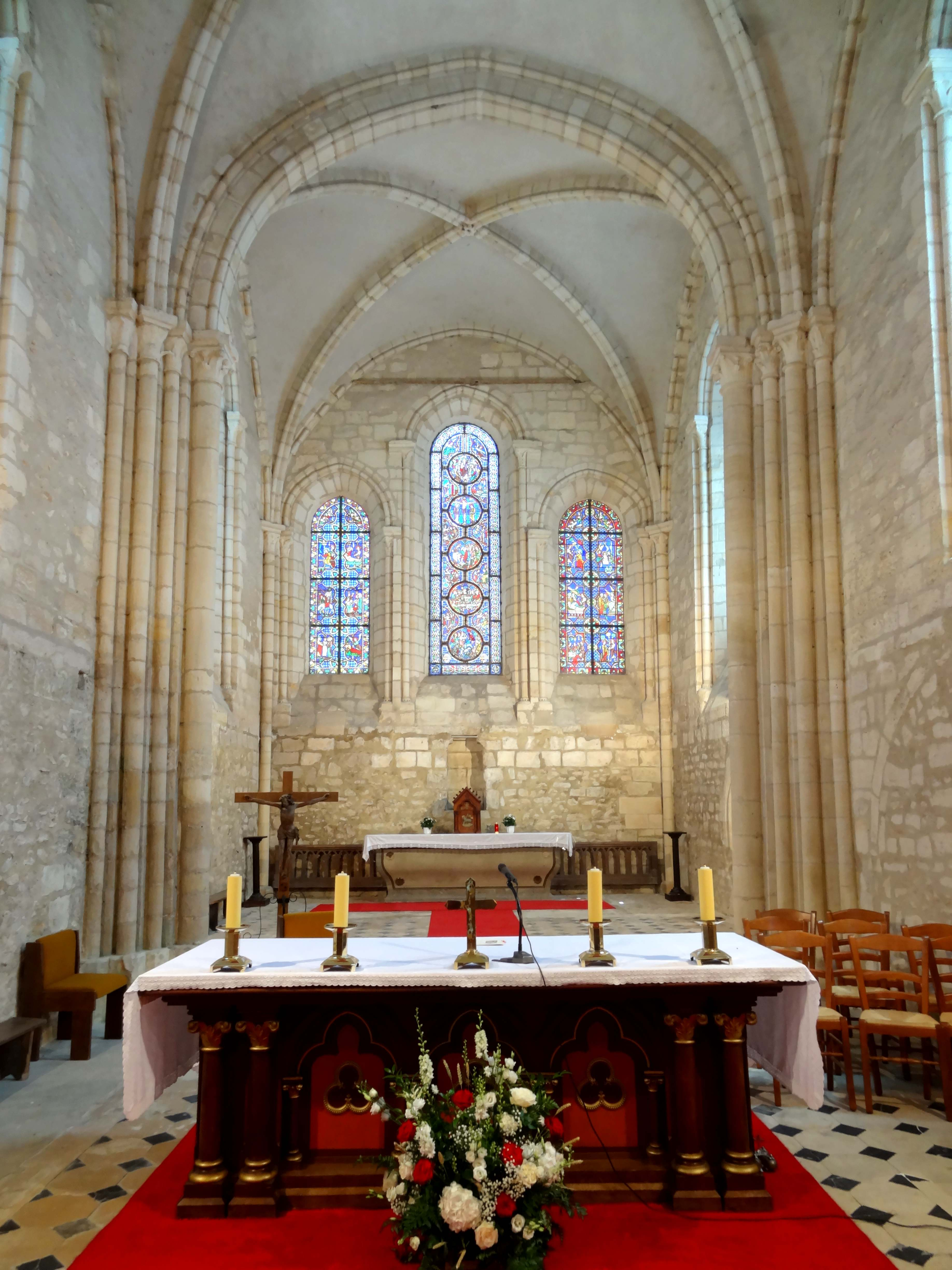
Chœur, vue vers l'est.

Le chœur s'ouvre depuis la nef par un arc triomphal en tiers-point, qui est appareillé en pierre de taille. Cette arcade est tout à fait fruste, dépourvue de supports, et non moulurée. Elle n'exploite pas la largeur et la hauteur du chœur, plus importantes qu'il ne paraît depuis la nef, qui le dépasse légèrement en largeur, et surtout en hauteur. Alors qu'aucune base de clocher ne s'interpose entre nef et chœur, comme il est si fréquent dans le Vexin, le sanctuaire est donc mal mis en valeur depuis la nef, sans qu'une contrainte de plan oblige à un tel compromis. L'arc triomphal n'a pas dû être plus grand à l'origine, car une baie bouchée existe au-dessus de l'arc triomphal, côté est. Elle devait donner accès aux combles de la nef du temps que celle-ci était recouverte d'un plafond plat, sans doute avant la construction de la charpente actuelle à la période flamboyante. En outre, les supports de la première voûte du chœur dans les angles près de la nef sont analogues aux angles du chevet, et n'ont pas perdu de colonnettes.
L'intérieur du chœur affiche un style gothique très pure, conformément à ce qu'annonce la décoration des fenêtres vers l'extérieur. Elles sont donc toutes cantonnées de deux colonnettes appareillées, et surmontées d'une archivolte torique. Elles s'ouvrent au-dessus d'un fort glacis, plus pentu qu'à l'extérieur. Les bases, avec leur tore supérieur percé de trous carrés, sans scotie, et les tailloirs, avec leur rang de têtes de clous, sont du même type qu'à l'extérieur. Les corbeilles des chapiteaux accusent aussi la même forme effilée, mais arborent néanmoins une sculpture plus fouillée et plus variée. Des crochets ou des grandes feuilles polylobées flanquent les angles, et encadrent un fruit d'arum au-dessus d'une petite feuille polylobée au milieu de la corbeille, ou sinon une feuille polylobée seule. Comme particularité, les tailloirs et chapiteaux des fenêtres de gauche et de droite du triplet du chevet sont alignés sur ceux des colonnettes de la voûte, qui les jouxtent immédiatement. Ce sont les deux voûtes d'ogives avec leurs supports qui déterminent, en plus des fenêtres, l'architecture de l'espace intérieur. La configuration des supports est symétrique autour d'un axe représenté par l'arc-doubleau intermédiaire. Il est en arc brisé, semble un peu affaissé à son sommet, et constitué d'un double rang de claveaux. Le rang de claveaux inférieur est profilé d'un méplat entre deux tores dégagés, et le rouleau supérieur, d'un tore de chaque côté. Le rouleau supérieur est analogue aux formerets qui existent tout autour des voûtes. Les colonnettes du rouleau inférieur sont de plus fort diamètre que les colonnettes voisines, et pour un quart engagées dans un dosseret. Les colonnettes voisines, correspondant au rouleau supérieur, aux ogives et aux formerets, sont donc au nombre de trois de chaque côté, et logées dans des angles rentrants. Conformément à l'usage général à la première période gothique, les tailloirs des chapiteaux des ogives sont disposés à 45° face à celles-ci.
Dans les quatre angles du chœur, le maître d'œuvre s'est contenté d'une colonnette unique, dont le tailloir reçoit à la fois une ogive et deux formerets. L'architecture en gagne en légèreté, impression qui est renforcée par la minceur des colonnettes des fenêtres. Le principe de l'équivalence entre le nombre de supports et le nombre d'éléments à supporter, qui fut appliqué à l'intersection des deux travées, aurait pourtant exigé des faisceaux de trois colonnettes. L'on y a certes renoncé par économie, comme le donnent à penser les murs en moellons et les colonnettes appareillées, qui constituent autant de compromis vis-à-vis des exigences esthétiques de l'époque de construction. Les tailloirs des chapiteaux des colonnettes uniques sont implantés à 45°, et de plan trapézoïdal, avec une face frontale très large. Ainsi, les tailloirs débordent largement vers la gauche et vers la droite, et les formerets ne retombent pas au-dessus du chapiteau. Le profil des formerets, à savoir un mince tore, a déjà été signalé. Celui des ogives est d'une fine arête entre deux tores dégagés, ce qui est le profil le plus fréquent entre la fin de la période romane et le milieu du XIIIe siècle. La clé de voûte de la première travée est aujourd'hui fruste. Celle de la deuxième travée est sculptée d'une petite rosace assez simple, percée d'un trou en son milieu. Les voûtains sont enduits, contrairement aux murs, et on ne peut pas voir comment ils sont appareillés. On peut encore signaler une ancienne piscine liturgique dans la deuxième travée, au sud, qui est simplement entourée d'un tore dégagé, sans colonnettes ni chapiteaux, ainsi que des niches rectangulaires à droite de cette piscine et au milieu du chevet.

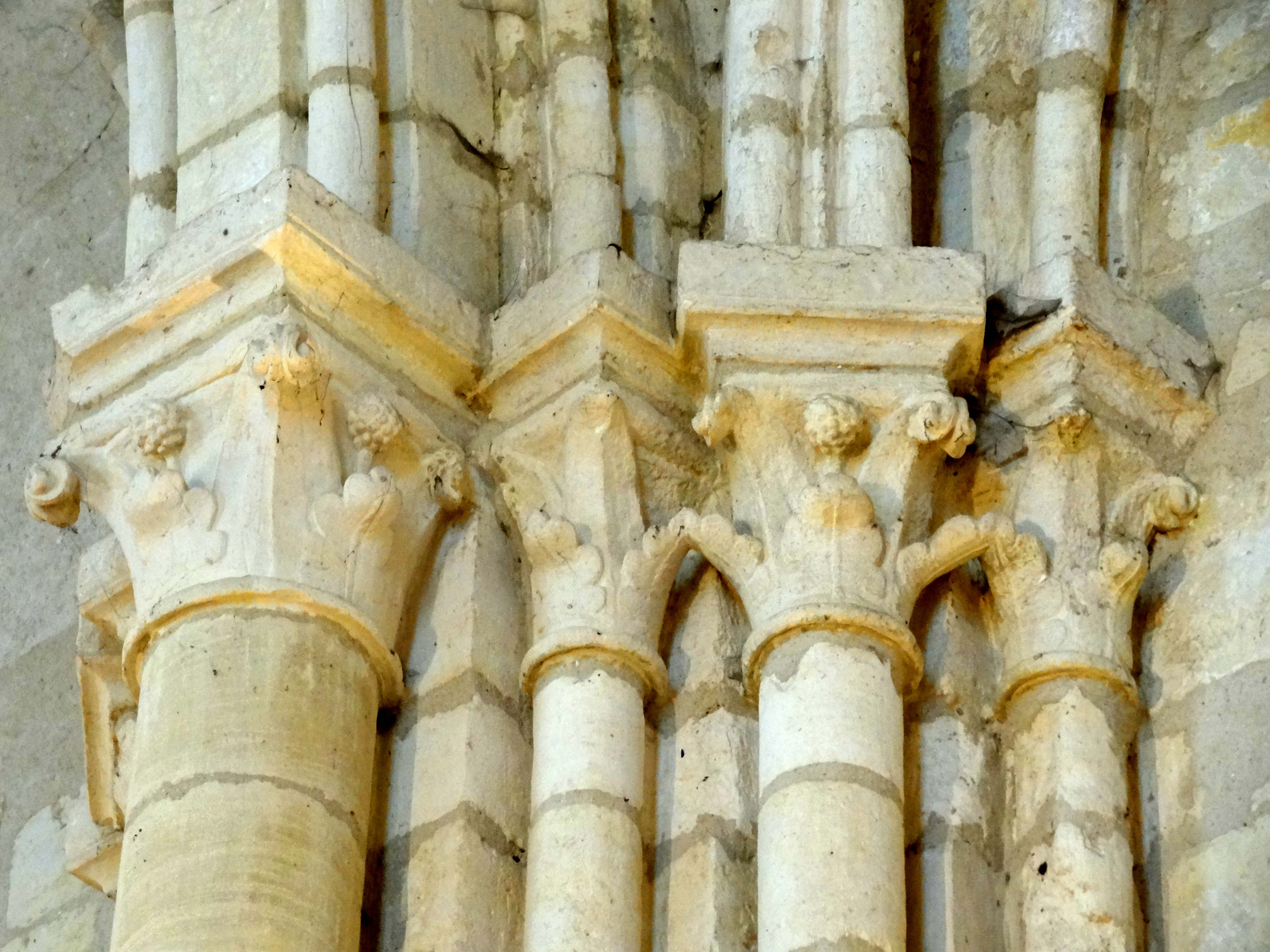
2e travée, chapiteaux dans l'angle nord-ouest.
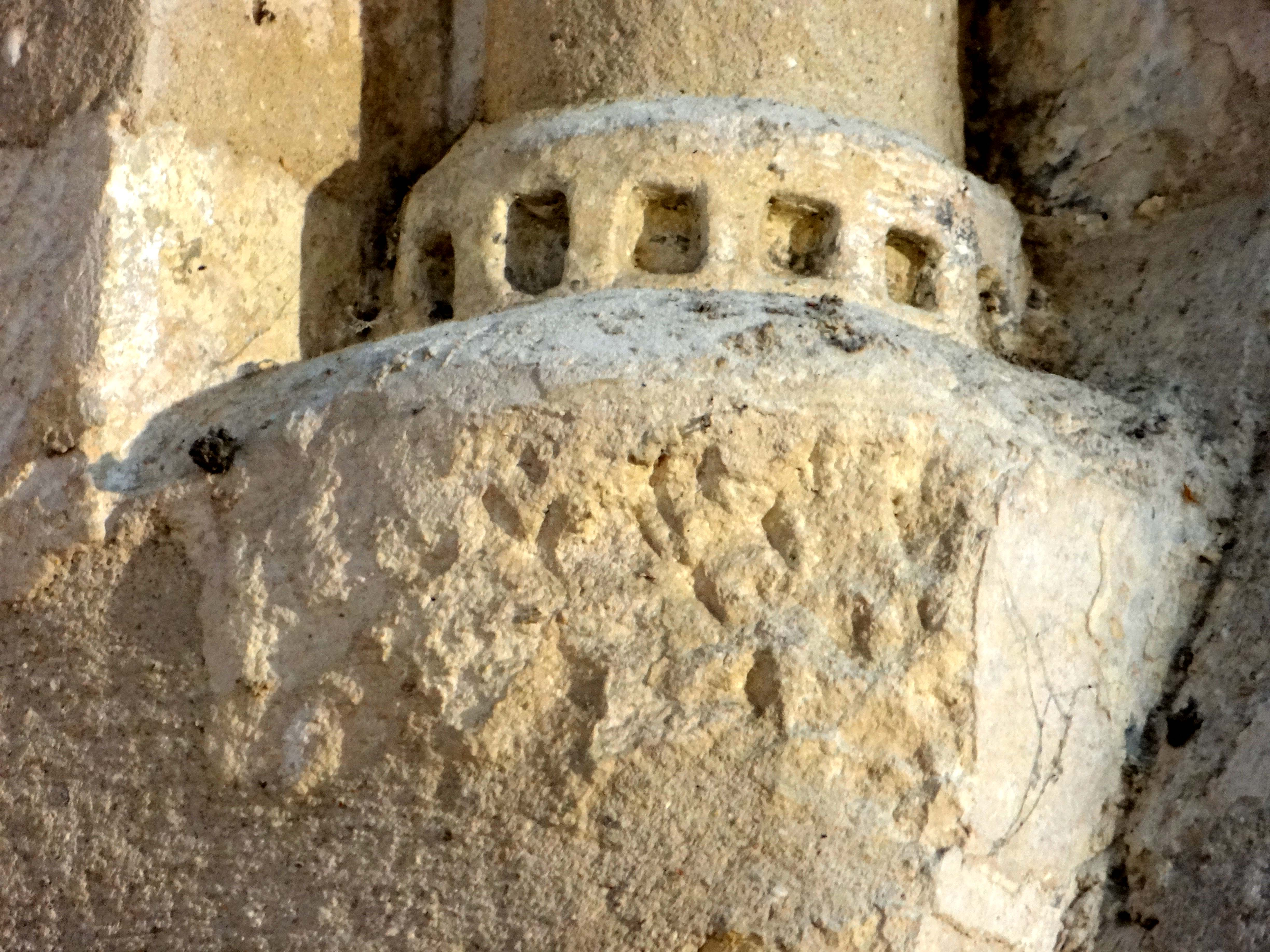
Base de colonnette du triplet du chevet.
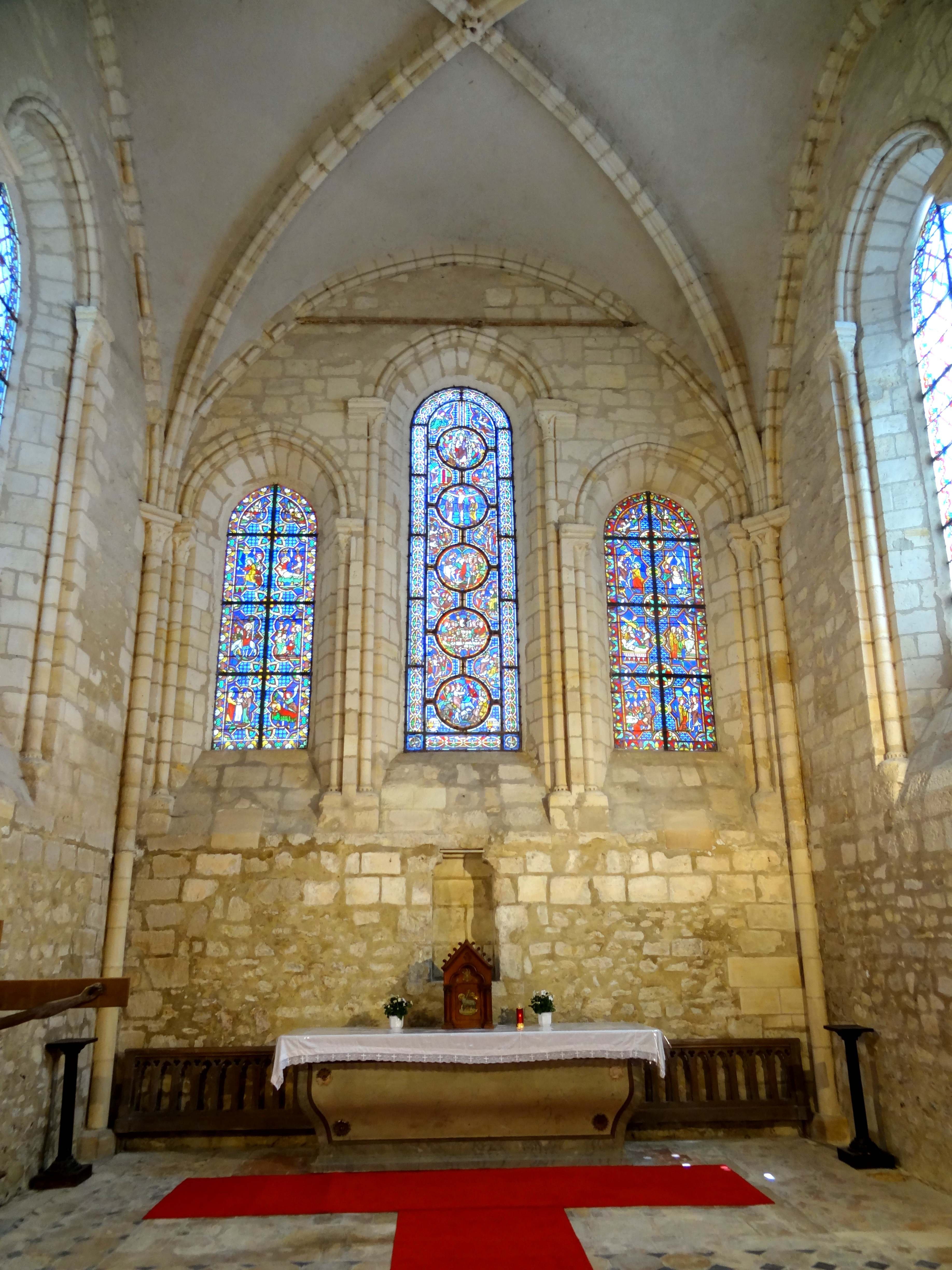
Vue vers l'est sur le triplet du chevet.
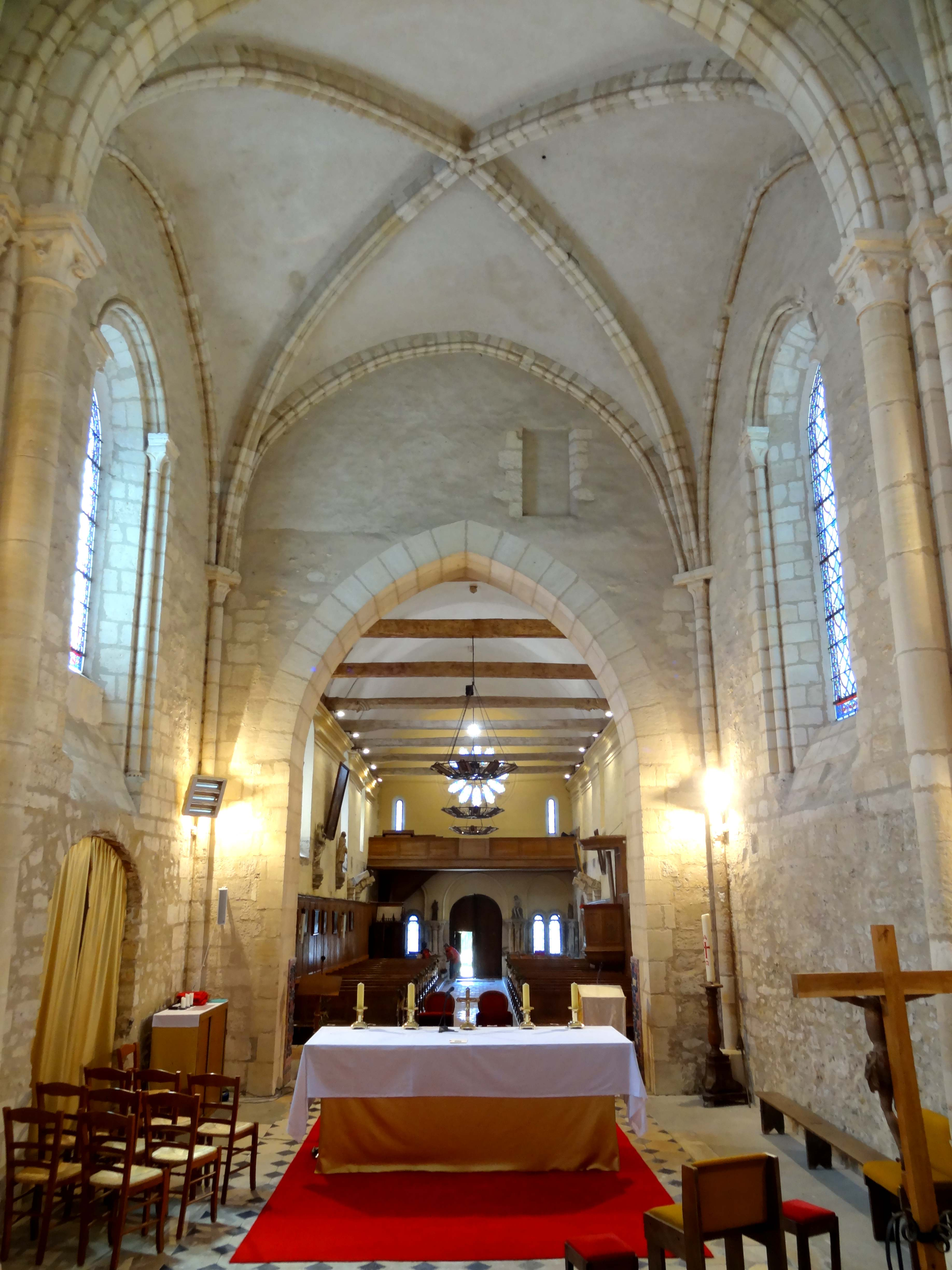
Vue vers l'ouest.
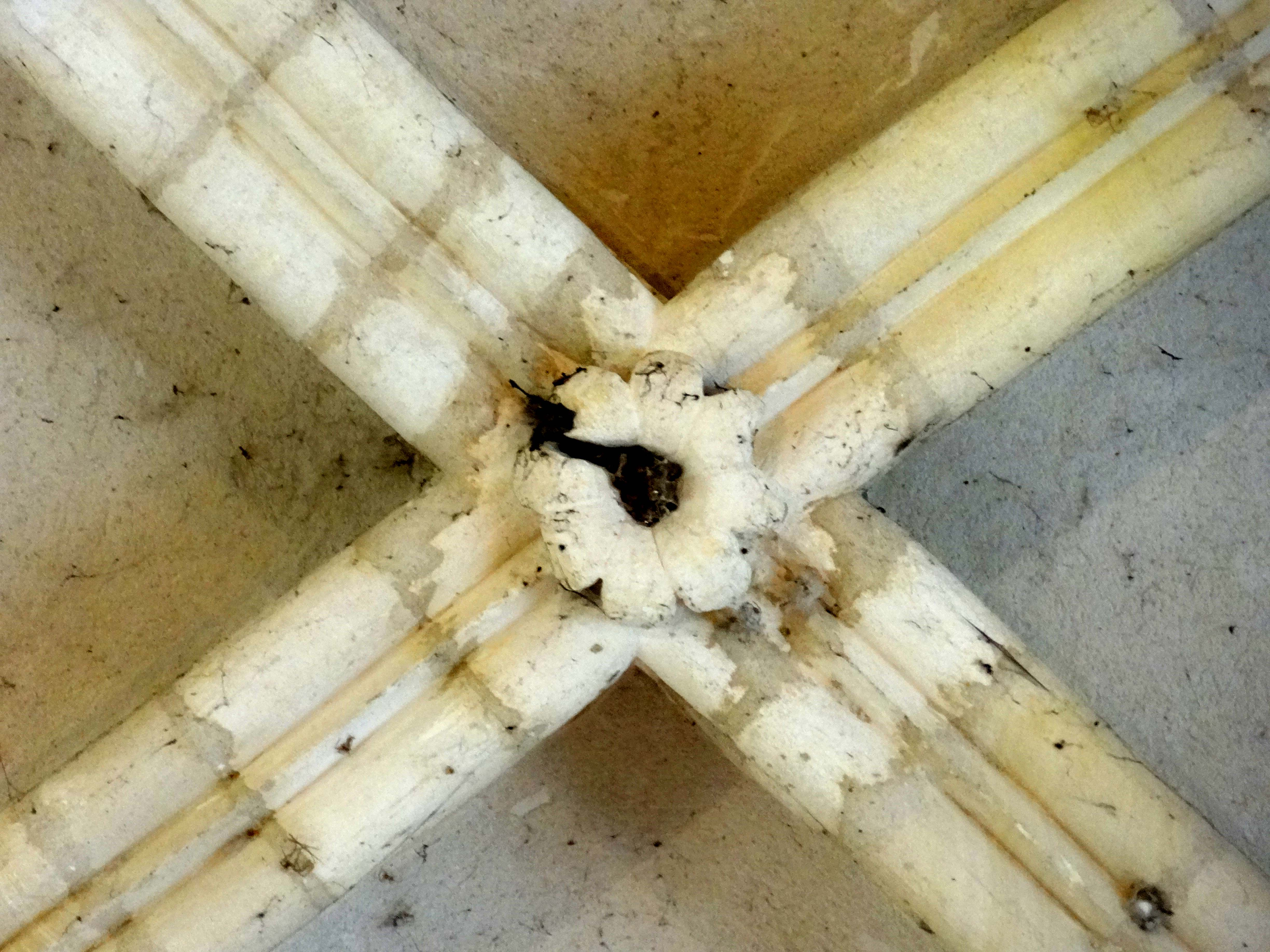
Clé de voûte de la 2e travée.
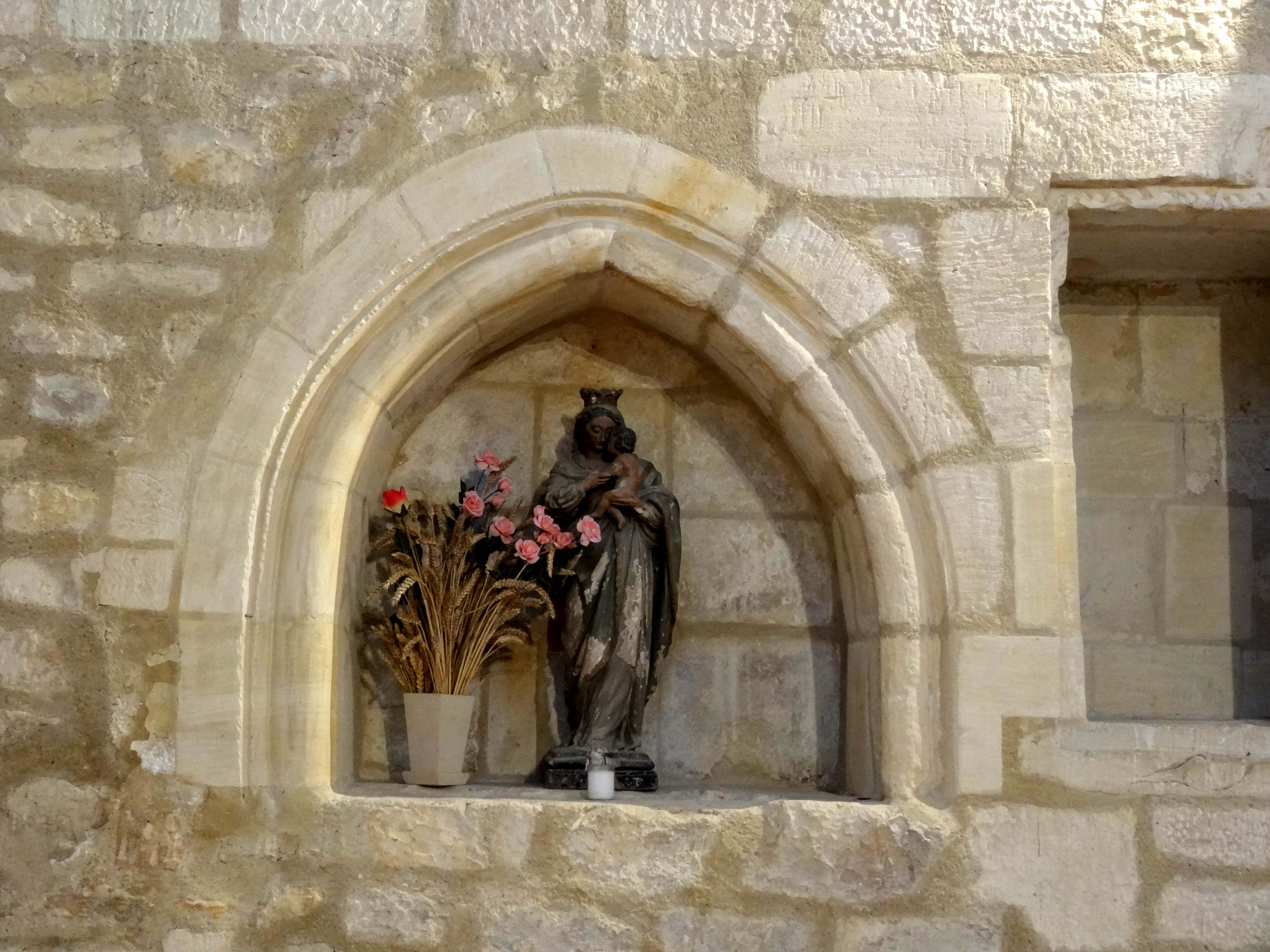
Ancienne piscine liturgique.

## Mobilier

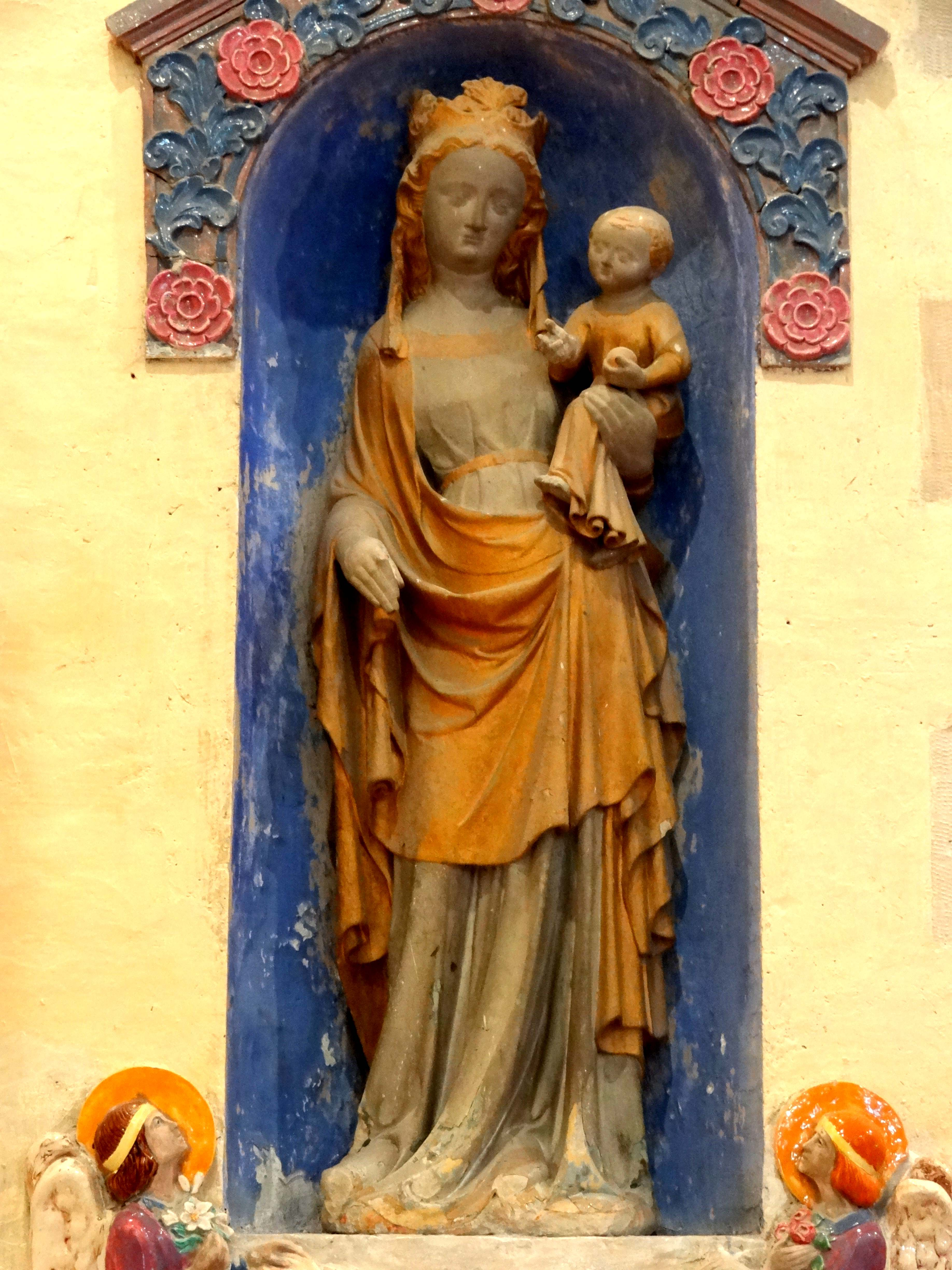
Vierge à l'Enfant.

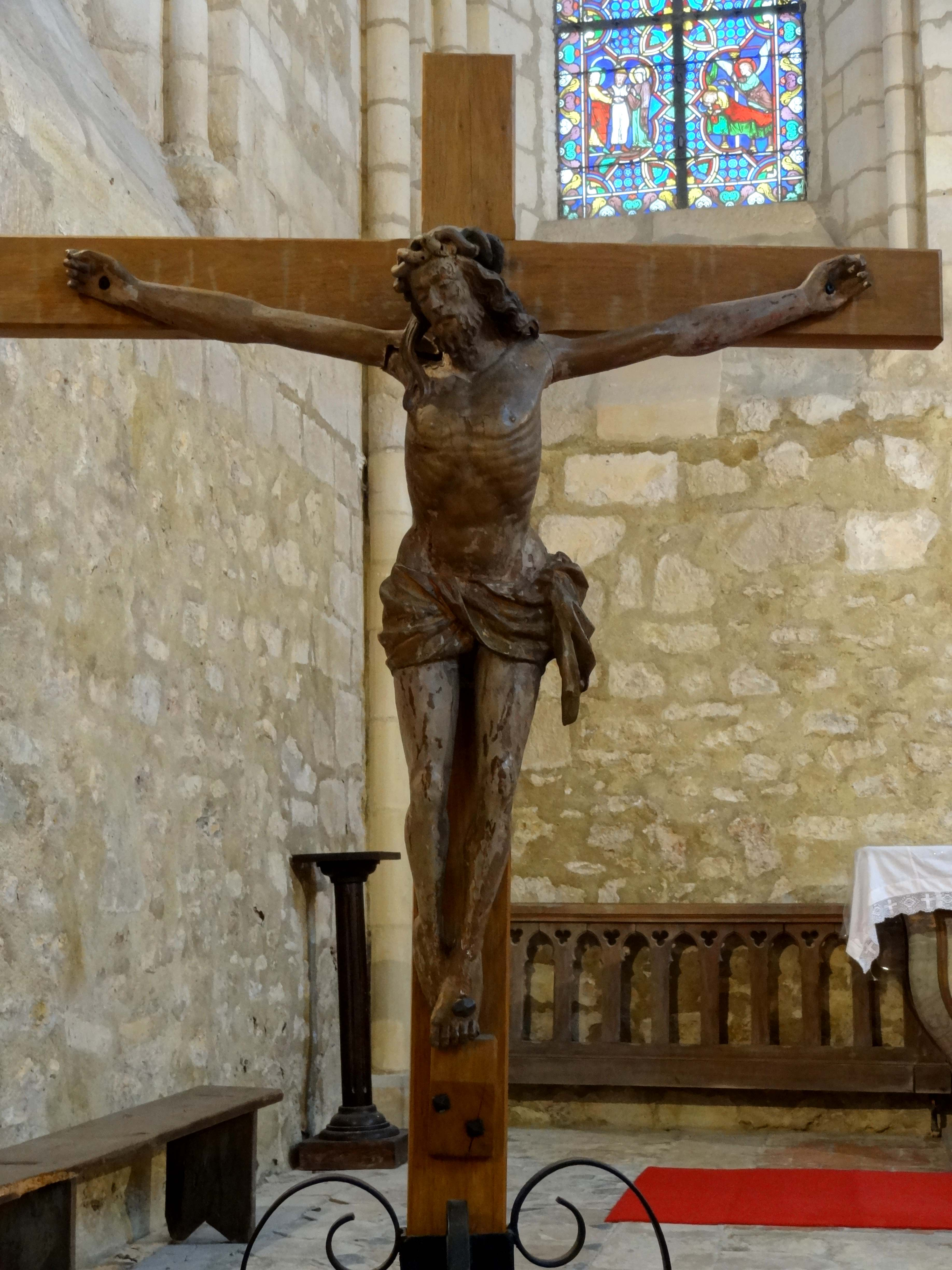
Christ en croix.

Parmi le mobilier de l'église Sainte-Madeleine, dix éléments sont classés ou inscrits monument historique au titre objet. Il s'agit de deux statues et de huit tableaux, dont un a disparu.
- La statue de la Vierge à l'Enfant est en pierre polychrome. Elle mesure 146 cm de hauteur, et datable du second quart du XIVe siècle. On la trouve dans la niche au-dessus de l'autel latéral de gauche de la nef, dont le décor en céramique d'Auneuil date de 1948. La Vierge est représentée debout, légèrement déhanchée. Couronnée d'un diadème fleurdelisé au-dessus d'un léger voile qui ne cache guère les cheveux, elle est vêtue d'une robe longue, et d'un manteau qui lui couvre les épaules et est ramené en tablier devant ses jambes. Dans sa main droite, Marie tient un sceptre fleurdelysé, et sur son bras gauche, elle porte l'Enfant Jésus. Celui-ci, habillé d'une tunique, tient une pomme dans sa main gauche, et bénit de sa main droite. Toute l'œuvre a été badigeonnée de gris, avec rehaussement de nombreux éléments en orange clair (suggérant l'or). Son classement remonte à avril 1902[22].
- La statuette du Christ en croix est en bois polychrome. Elle mesure 80 cm de hauteur, et date de la première moitié du XVIe siècle. On l'a montée sur une croix moderne érigée dans le sanctuaire. L'inscription de l'œuvre est intervenue en décembre 2012 seulement[23].
- Le tableau représentant le Sacrifice d'Abraham est peint à l'huile sur toile. Il mesure 132 cm de hauteur pour 98 cm de largeur sans le cadre. C'est une œuvre du peintre Delamot datée de 1739. On y voit Abraham qui s'apprête à sacrifier son fils, alors qu'un ange surgit de la droite et l'arrête. Isaac est représenté le torse nu. La composition est dynamique, et fait appel un fond paysagé, dans lequel est figuré un cavalier sur un âne. Le tableau passe pour une copie d'une toile de Jean Restout, dont aucune peinture de ce motif n'est pourtant connue. Le style se rapproche néanmoins beaucoup des œuvres religieuses de Restout des années 1730-1740. Le cadre en bois sculpté et doré est rapporté. Il présente des feuilles d'acanthe et des perles en faible relief. Madame Levis, née Touffreville, fit don du tableau à la paroisse en 1832. Il a été classé, avec son cadre en novembre 1912. Le tableau a bénéficié d'une restauration depuis[24].
- Le tableau représentant l'Annonciation faite à Marie par l'archange Gabriel est peint à l'huile sur toile. Ses dimensions n'ont pas été prises. Il s'agit d'une copie médiocre d'après L'Annonciation peinte en 1709 par Louis de Boullogne pour la chapelle royale de Versailles (in situ). Cette copie été inscrite en août 1979[25].
- Le tableau représentant l'Adoration des bergers est peint à l'huile sur toile. Il mesure 150 cm de hauteur pour 180 cm de largeur. Il s'agit d'une copie inversée (sans doute copiée d'après une gravure) de L'Adoration des bergers de Pierre Paul Rubens aujourd'hui au musée des Beaux-Arts de Marseille. Son classement est intervenu en novembre 1912 également. Elle a été restaurée par Baudouin en 1986, et par Gérard Ten Cate en 1987. La toile a été rentoilée, et le cadre à fronton semi-circulaire de 216 cm de hauteur a été remplacé par le cadre rectangulaire actuel. Au bout de dix ans de séjour au dépôt de Champs-sur-Marne, l'œuvre est revenue dans l'église de Trie-Château le 16 avril 1997[26].
- Le tableau d'ex-voto représentant la Vierge Marie et le Christ Enfant avec sainte Marguerite est peint à l'huile sur toile. Il mesure 175 cm de hauteur pour 180 cm de largeur hors cadre. Attribué à Claude François, dit frère Luc, il est datable du troisième quart du XVIIe siècle. Inscrit en décembre 2012[27], il se trouve actuellement en restauration et n'est pas visible dans l'église (sans illustration).
- Le tableau représentant le Christ en croix est peint à l'huile sur toile. Il mesure 270 cm de hauteur pour 185 cm de largeur. C'est une œuvre de Pierre Mignard du XVIIe siècle. Son classement remonte également à novembre 1912. Elle a disparu depuis plusieurs décennies ; aucune description n'en est connue[28] (sans illustration).
- La paire de deux tableaux peints à l'huile sur toile, représentant sainte Marie-Madeleine priant et saint Jérôme méditant, mesurent environ 100 cm de hauteur. Ce sont des œuvres anonymes datant du XVIIe siècle. Elles sont inscrites depuis décembre 2012[29].
- Le tableau représentant sainte Marie-Madeleine méditante est peint à l'huile sur toile. Ses dimensions n'ont pas été prises. Elle est attribuable à Frère Luc, et est inscrite depuis août 1979[30].

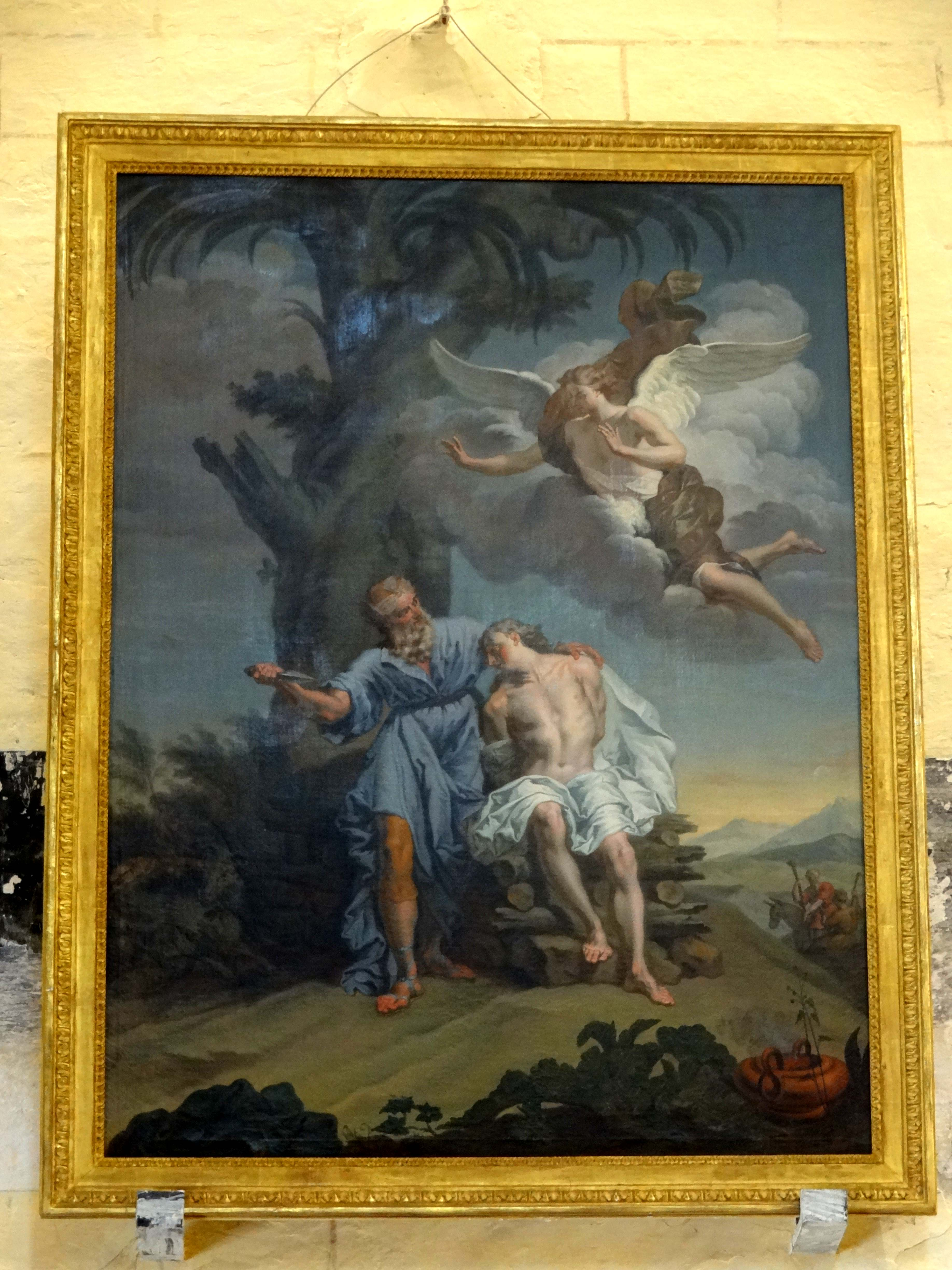
Le sacrifice d'Abraham.
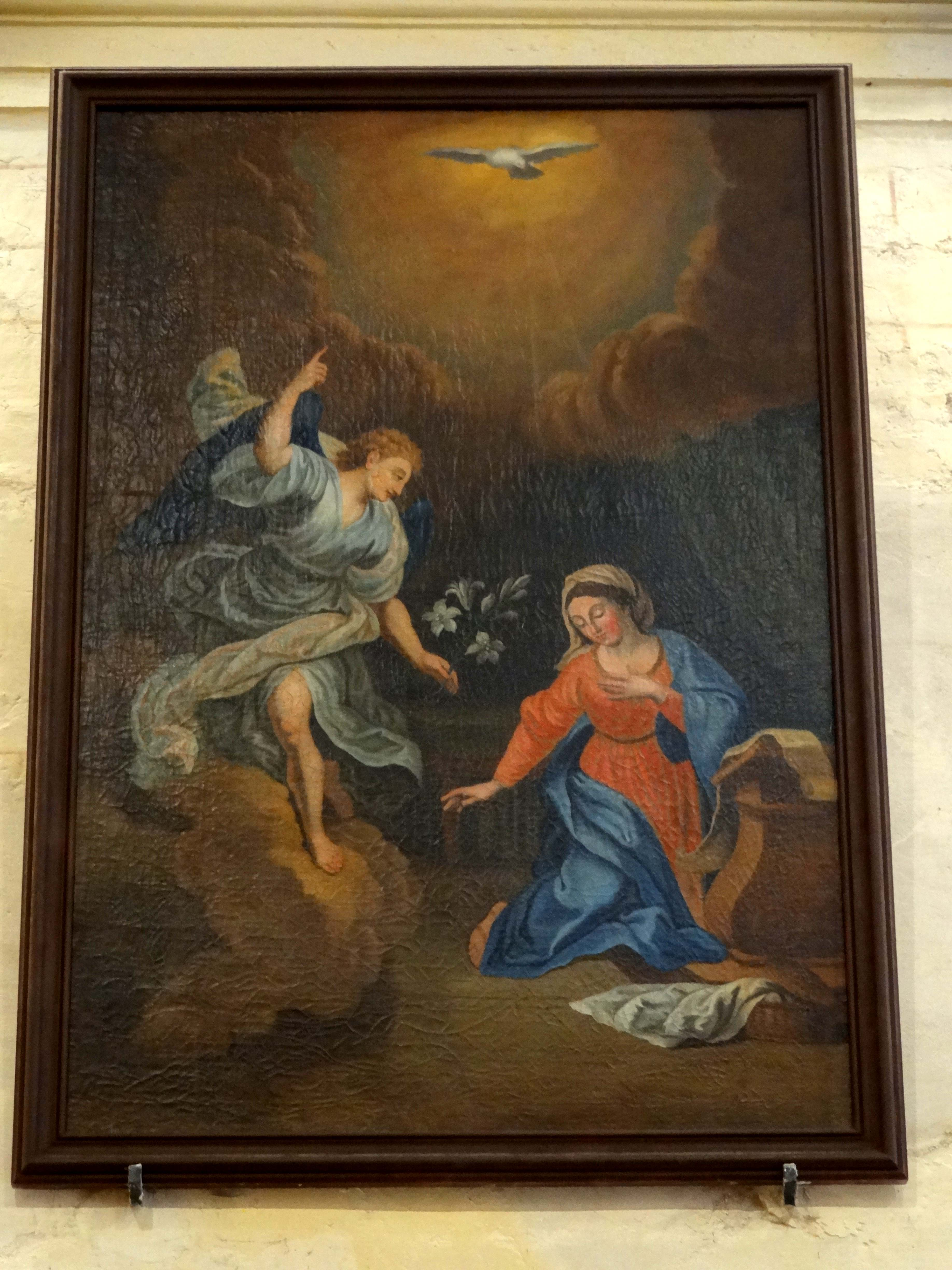
L'Annonciation.
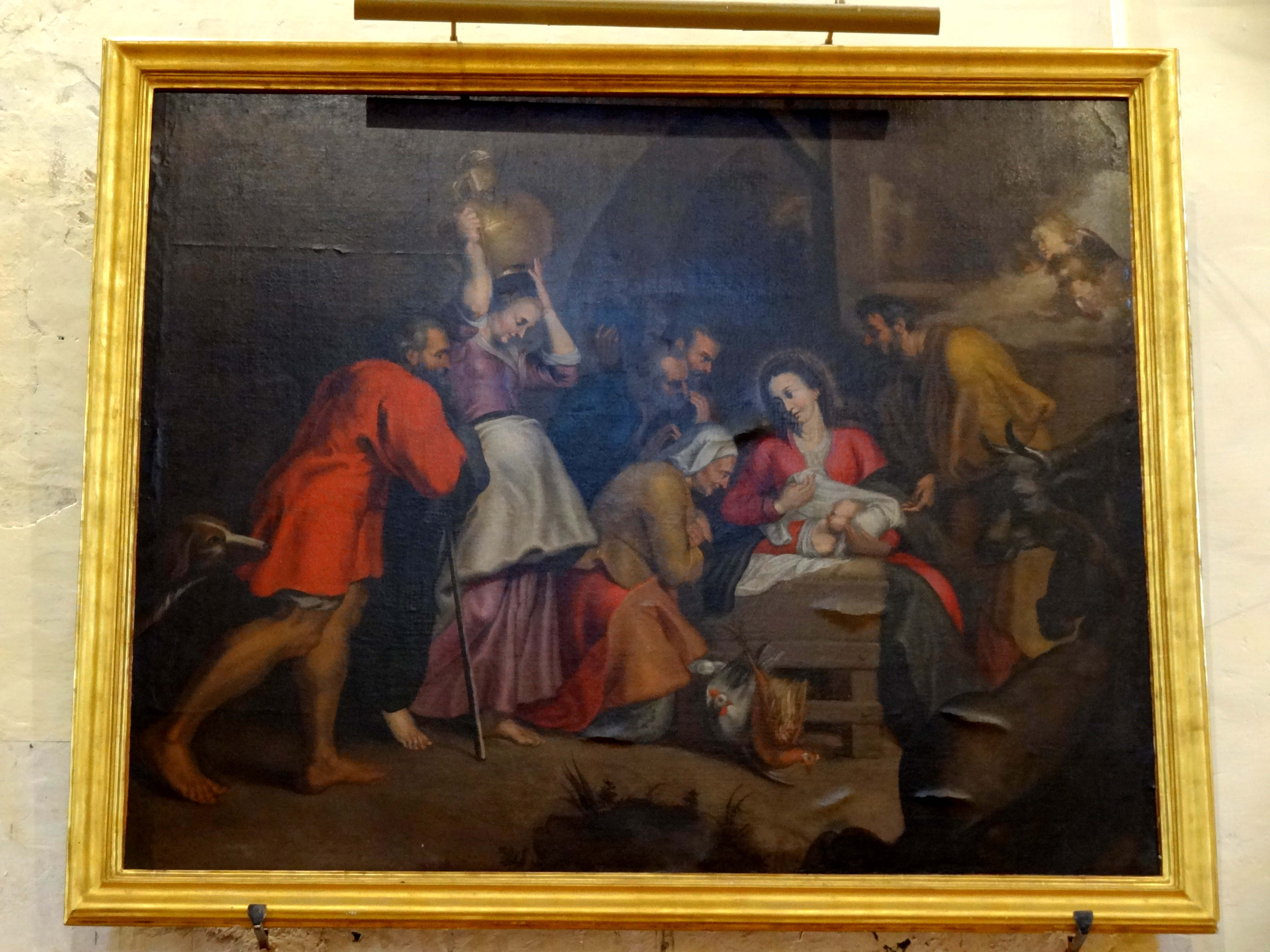
L'Adoration des bergers.
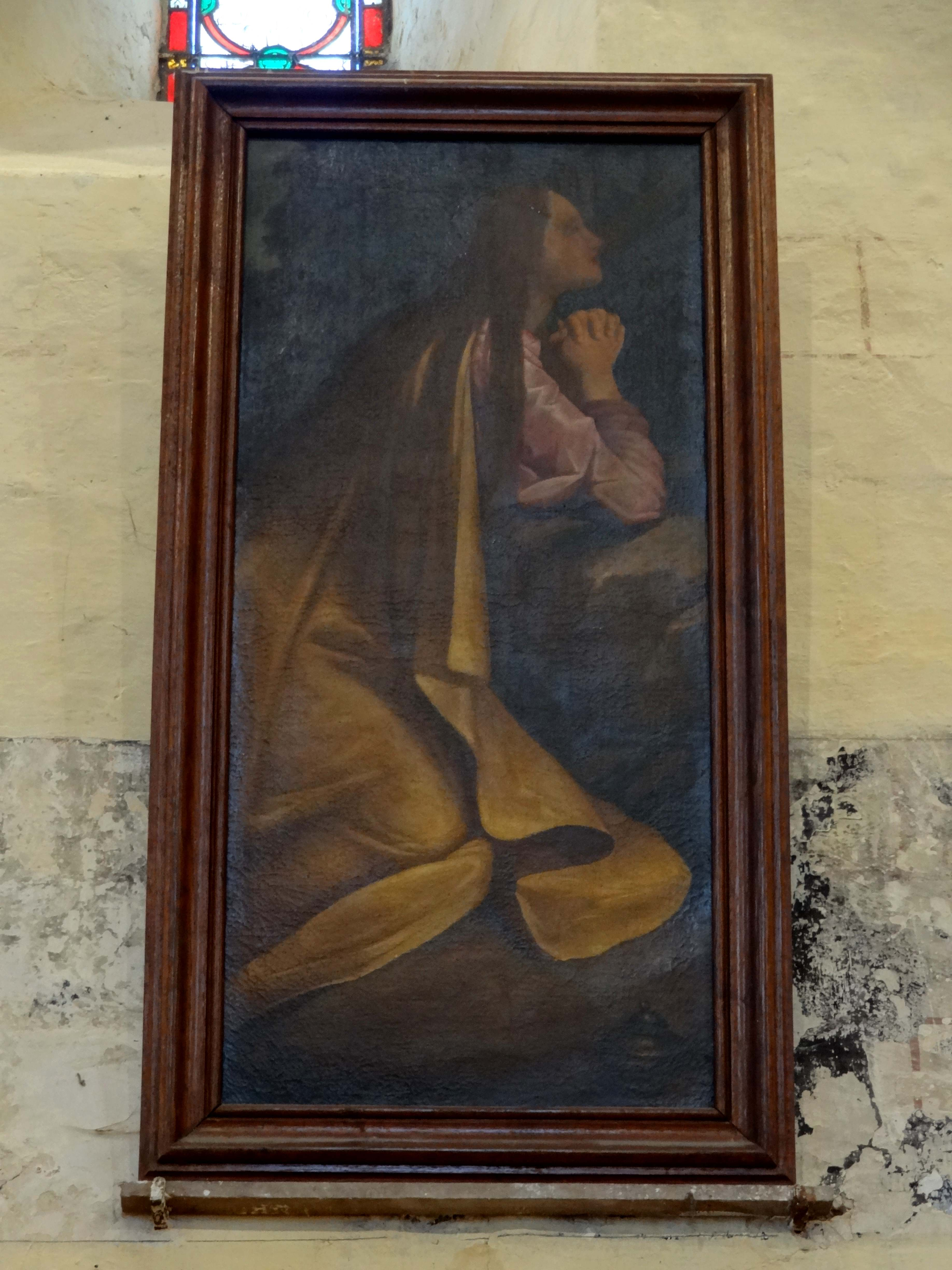
Sainte Marie-Madeleine.
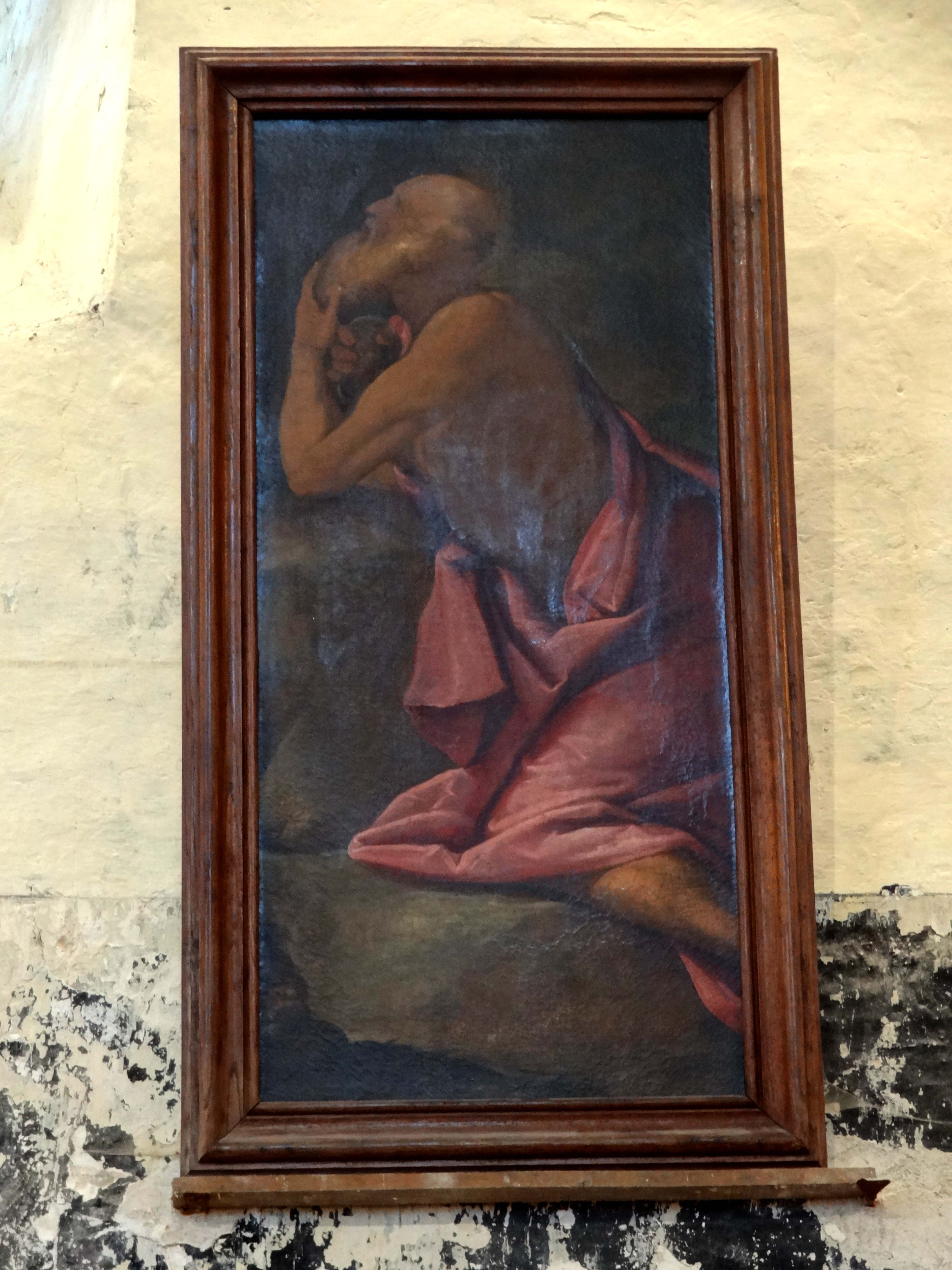
Saint Jérôme.
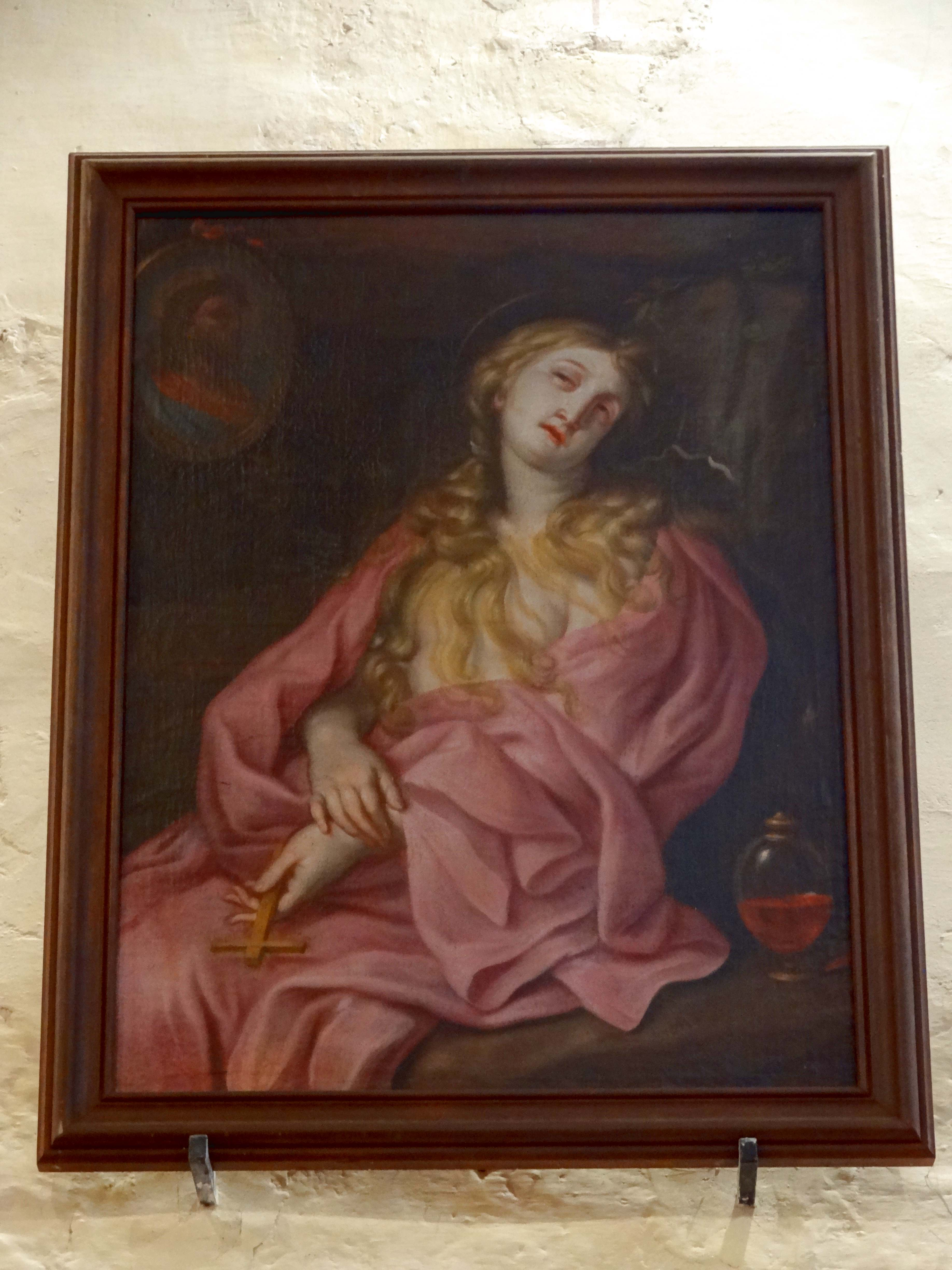
Sainte Marie-Madeleine.